# S.H.Figuarts
『S.H.Figuarts』（エス・エイチ・フィギュアーツ）は、BANDAI SPIRITSから発売されているアクションフィギュアのシリーズ。TAMASHII NATIONSブランドの一つ。
『Figuarts ZERO』『D-arts』などの派生シリーズについても本項で取り扱う。

## 概要
『装着変身』シリーズを前身として、2008年2月にバンダイ・ボーイズトイ事業部から発売されたアクションフィギュアシリーズ。同年4月1日以降はコレクターズ事業部からの発売となっている。バンダイナムコグループの再編により、2018年4月1日に新会社「株式会社BANDAI SPIRITS」に移管され、以降は同社のコレクターズ事業部の商品となっている。
ブランド名の「S.H.」は本シリーズのコンセプト「Simple style & Heroic action」、「Figuarts」の語源はアニメ作品『SDガンダムフォース』の固定フィギュア商品『SD-FiGUART』の響きを気に入った担当者が流用したものである。
全高は約14cm前後。『装着変身』シリーズの着せ替え要素を撤廃し、高頭身化と美麗な造形、『聖闘士聖衣神話』シリーズや『魂SPEC』シリーズで培った高次元の可動を実現している。当初は『装着変身』シリーズと同様に仮面ライダーシリーズを主としていたが、特撮作品に限定されていた『装着変身』シリーズとは異なり、本シリーズはアニメ作品、ゲーム作品、映画作品、アメリカンコミック作品と取り扱うジャンルを拡大しており、幅広いジャンルの作品から立体化を行っている。

## ラインナップ

### 仮面ライダーシリーズ
仮面ライダー THE NEXT
- 仮面ライダー1号 THE NEXT（2008年2月）
- 仮面ライダーV3 THE NEXT（2008年2月）
- 仮面ライダー2号 THE NEXT（2008年3月）
- ショッカーライダー THE NEXT（2008年6月）

仮面ライダーカブト
- 仮面ライダーキックホッパー（2008年8月）
- 仮面ライダーパンチホッパー（2008年8月）
「兄弟ラーメン」が付属。初回特典「夏のネガティブキャンペーン!?」として、パンチホッパーとキックホッパーの各4種類のセリフを印刷した台座がランダムに付属。
- 仮面ライダーカブト（2008年10月）
- 仮面ライダーガタック（2008年11月）
- 仮面ライダーコーカサス（2008年11月）
- 仮面ライダーヘラクス（2008年12月）
- 仮面ライダーケタロス（2008年12月）
- 仮面ライダーダークカブト（2009年1月） - 胸のタンポ印刷が若干不足しており、左右非対称になっている。
- 仮面ライダーザビー（2009年9月）
- ゼクトルーパー シャドウ隊員Ver.（2009年9月）
- 仮面ライダードレイク（2009年12月）
- 仮面ライダーサソード（2009年12月）
- 仮面ライダーカブト ハイパーフォーム（2010年12月）
- 真骨彫 仮面ライダーカブト ライダーフォーム（2014年3月）
2008年10月に発売されたものとは異なり完全新規品。
- カブトエクステンダー（2016年4月）

仮面ライダー電王
- デネブイマジン（2008年8月） - 首・膝の関節はカブトシリーズの流用。
- ウラタロスイマジン（2009年1月）
- モモタロスイマジン（2009年2月）
- モモタロスイマジン DXセット（2009年2月） - DXと通常版では付属のペーパークラフトが異なる。
- ハナ 19歳Ver.（2009年8月）
- 仮面ライダーNEW電王 ストライクフォーム（トリロジーVer.）（2011年4月）
2009年4月に限定販売されたものとは異なり完全新規品。以降の電王シリーズはこれをベース素体としている、新たにウラタザオとキンタオノが付属。
- 仮面ライダー電王 クライマックスフォーム（2011年12月）
- 仮面ライダー電王 ソードフォーム（2012年7月）
- 仮面ライダーゼロノス アルタイルフォーム（2012年10月）
- 仮面ライダー電王 ライナーフォーム（2013年4月）
- 仮面ライダー電王 ソードフォーム -20 Kamen Rider Kicks Ver.-（2019年1月）
2012年7月に発売されたものとは全く同じだが、新たに電王ライドウォッチ型の台座が付属する。
- 真骨彫 仮面ライダー電王 ソードフォーム／ガンフォーム（2020年4月） - ソードフォームを基本に、ガンフォームへの交換用パーツと専用武器が付属。
2012年7月に発売（電王SF）および、2013年11月に通販限定で販売（電王GF）されたものとは異なり完全新規品。
- 真骨彫 モモタロスイマジン（2020年6月）

仮面ライダークウガ
- 仮面ライダークウガ マイティフォーム（2009年3月）アーマーのカラーリングがディケイド出演時のメタリックカラーになっている。
- 仮面ライダークウガ タイタンフォーム（2009年3月）
- 仮面ライダークウガ ドラゴンフォーム（2009年4月）
- 仮面ライダークウガ ペガサスフォーム（2009年4月）
- 仮面ライダークウガ アルティメットフォーム（2010年6月）
- 真骨彫 仮面ライダークウガ マイティフォーム（2015年4月）
2009年3月に発売されたものと異なり完全新規品。アーマーのカラーリングが仮面ライダークウガ出演時のソリッドな赤になっている。
- トライチェイサー2000（2015年7月）
- 真骨彫 仮面ライダークウガ ライジングマイティ（2016年6月）
2010年2月に限定販売されたものとは異なり完全新規品。

仮面ライダーBLACK / 仮面ライダーBLACK RX
- 仮面ライダーBLACK（2009年5月）
- 仮面ライダーBLACK RX（2009年7月）
- シャドームーン（2011年6月）
- 仮面ライダーBLACK（2013年10月）
2009年5月に発売されたものとは異なり完全新規品。
- バトルホッパー（2013年10月）
2010年3月に限定販売されたものとは異なり一部改良を加えている。
- 仮面ライダーBLACK RX（2014年4月）
2009年7月に発売されたものとは異なり完全新規品。
- アクロバッター（2014年4月）
2010年3月に限定販売されたものとは異なり一部改良を加えている。
- ロボライダー（2014年7月）
- バイオライダー（2014年9月）
- シャドームーン（2015年2月）
2011年6月に発売されたものとは異なり一部改良を加えている。
- ライドロン（2015年11月）

仮面ライダーアギト
- 仮面ライダーアギト グランドフォーム（2009年6月）
- アナザーアギト（2009年6月）
- 仮面ライダーギルス（2010年4月）
- 仮面ライダーG3-X（2010年5月）
- 仮面ライダーG4（2010年5月）
- 仮面ライダーエクシードギルス（2010年7月）
- 仮面ライダーG3（2010年9月）
- 仮面ライダーアギト バーニングフォーム（2013年12月）
- 仮面ライダーアギト シャイニングフォーム（2014年2月）
- 真骨彫 仮面ライダーアギト グランドフォーム（2015年8月）
2009年6月に発売されたものとは異なり完全新規品。

仮面ライダーディケイド
- 仮面ライダーディケイド（2009年8月）
- 仮面ライダーディエンド（2009年8月）
- 仮面ライダーディケイド コンプリートフォーム（2009年10月）
- 仮面ライダーディケイド 激情態（2010年6月）
新規造形のディケイドの通常頭部も付属、塗装を変更。通常版に付属したカード類は付属しない。
- 仮面ライダーアビス（2013年9月）
- 仮面ライダーキバーラ（2015年9月）
- 真骨彫 仮面ライダーディケイド（2016年2月） - 激情態の交換用頭部とライダーカード類が付属。
2009年8月および2010年6月に発売されたものとは異なり完全新規品。
- 真骨彫 仮面ライダークウガ マイティフォーム『仮面ライダーディケイド』Ver.（2019年10月）
2015年4月に発売された『真骨彫 仮面ライダークウガ マイティフォーム』と同じ造形だが、ボディアーマーのカラーリングがディケイド出演時のメタリックカラーになっている。

仮面ライダーキバ
- 仮面ライダーイクサ（2010年1月）
初回特典として、劇中のセリフを印刷した4種類の台座がランダムに付属。同年7月の再発売にも付属。
『TAMASHII NATIONSアワード2010 〜選べ、魂の一等賞!年間アイテム人気投票〜』において、総合部門第1位獲得。
- 仮面ライダーキバ エンペラーフォーム（2010年11月）
- 仮面ライダーダークキバ（2010年11月）
- 真骨彫 仮面ライダーキバ キバフォーム（2019年4月）
初回特典にキバライドウォッチ型の台座が付属する。

仮面ライダーW
- 仮面ライダーW サイクロンジョーカー（2010年2月）
- 仮面ライダーW ヒートメタル（2010年3月）
- 仮面ライダーW ルナトリガー（2010年3月）
- 仮面ライダーW サイクロンメタル&サイクロントリガー（2010年4月）
- 仮面ライダーW ヒートジョーカー&ヒートトリガー（2010年4月）
- 仮面ライダーW ファングジョーカー（2010年5月）
- 仮面ライダーW ルナジョーカー&ルナメタル（2010年7月）
- 仮面ライダーアクセル（2010年7月） - バイクフォームへの変形ギミックはオミットされている。
- 仮面ライダーW サイクロンジョーカーエクストリーム（2010年8月）
- マシンハードボイルダー（2010年8月）
- 真骨彫 仮面ライダーW サイクロンジョーカー（2016年10月）
2010年2月に発売されたものとは異なり完全新規品。
- 真骨彫 仮面ライダーアクセル（2017年6月） - 旧Ver.同様、バイクフォームへの変形ギミックはオミットされている。
2010年7月に発売されたものとは異なり完全新規品。
- 真骨彫 仮面ライダースカル（2017年8月） - スカルクリスタルの交換用頭部と交換用のマフラーとダブルドライバーと収納用のアタッシュケースが付属。
2010年5月及び2011年5月に通販限定で販売されたものとは異なり完全新規品。
- 真骨彫 仮面ライダーW ファングジョーカー（2018年4月）
2010年5月に発売されたものとは異なり完全新規品。

仮面ライダー555
- 仮面ライダーファイズ（2010年9月）
- 仮面ライダーファイズ ブラスターフォーム（2011年5月）
- 仮面ライダーカイザ（2011年9月）
- ライオトルーパー（2011年10月）
- 仮面ライダーデルタ（2013年12月）
- 仮面ライダーファイズ -20 Kamen Rider Kicks Ver.-（2018年10月）
2014年5月に通販限定で販売されたものとは全く同じだが、オートバジンを省いている一方、新たにファイズライドウォッチ型の台座が付属する。

仮面ライダー THE FIRST
- 仮面ライダー1号 THE FIRST（2010年9月）
- 仮面ライダー2号 THE FIRST（2010年10月）
- サイクロン号 THE FIRST（2010年10月）

仮面ライダーオーズ/OOO
- 仮面ライダーオーズ タトバコンボ（2011年2月）

初回特典に腕アンクが付属。なおパッケージの「UNKH」は誤りである。
- 仮面ライダーオーズ ガタキリバコンボ （2011年3月）
- 仮面ライダーオーズ ラトラーターコンボ（2011年4月）
- 仮面ライダーオーズ サゴーゾコンボ（2011年4月）
- 仮面ライダーオーズ タジャドルコンボ（2011年5月）
- 仮面ライダーバース（2011年6月）
- 仮面ライダーオーズ シャウタコンボ（2011年7月）
- アンクスタンドセット（2011年7月）
タトバコンボ初回特典とは異なる新規造形。オプションパーツも追加。
- 仮面ライダーオーズ プトティラコンボ（2011年8月）
- 真骨彫 仮面ライダーオーズ タトバコンボ（2019年8月） - 旧Ver.とは違い、3分割によるコンボチェンジに対応される。
2011年2月に発売されたものとは異なり完全新規品。
- 真骨彫 アンク（2020年1月） - 沢山のオプションパーツも付属。
2011年7月に発売されたものとは異なり完全新規品。
- 真骨彫 仮面ライダーオーズ タジャドルコンボ（2020年8月） - 交換用のコンドルレッグと羽根が付属。また、旧Ver.とは違い、3分割によるコンボチェンジに対応される。
2011年5月に発売（タジャドルC本体）および、2011年8月に通販限定にて販売（タジャドルCエフェクトセット）されたものとは異なり完全新規品。

仮面ライダー（第1作）
- 仮面ライダー新1号（2011年7月）
- 仮面ライダー新2号（2011年11月）
- 仮面ライダー1号(桜島Ver.)（2013年1月）
- 仮面ライダー旧1号（2013年7月）
- ショッカー戦闘員（2013年7月） - セルメダル持ちの交換用右手首も付属。
- サイクロン号（2013年8月）
- 新サイクロン号（2014年10月）
- 仮面ライダー新1号&新サイクロン号（2014年10月） - 上記の新サイクロン号と仮面ライダー新1号とのセット版で、バイク本体自体は単品版とは一部分のみ異なるカラーリングになっている。
- サイクロン号（改造Ver.）（2015年10月）
- 仮面ライダー旧2号&サイクロン号（改造Ver.）セット（2015年10月） - 上記のサイクロン号（改造Ver.）と仮面ライダー旧2号とのセット版で、旧2号本体は後述の通販版とは若干異なるカラーリングになっている。
- 真骨彫 仮面ライダー新1号（2017年12月）
2011年7月に発売（新1号本体）及び、2014年10月に発売（新サイクロン号とのセット版）されたものとは異なり完全新規品。
- 本郷猛（2017年12月） - 変身エフェクトシートが付属。
- ショッカー戦闘員(骨)（2018年2月）
2013年7月に発売されたものとは異なり完全新規品。なお、旧Ver.とは違い、セルメダル持ちの交換用右手首は付かない。
- 真骨彫 仮面ライダー新2号（2018年5月）
2011年11月に発売されたものとは異なり完全新規品。
- 新サイクロン号（2018年6月）
2014年10月に発売されたものとは異なり完全新規品。
- 新サイクロン号 (仮面ライダー) 栄光の昭和ライダーエディション（2025年11月）
- ショッカー戦闘員 地獄の昭和怪人エディション（2025年12月）

仮面ライダー龍騎
各商品にフィギュアーツサイズのアドベントカードが付属する。
- 仮面ライダー龍騎&ドラグレッダーセット（2011年8月）
- 仮面ライダーナイト&ダークウイングセット（2011年11月）
- 仮面ライダー王蛇（2011年12月）
- 仮面ライダーゾルダ（2012年4月）
- 仮面ライダーライア（2012年6月）
- 仮面ライダータイガ（2012年8月）
- 仮面ライダーナイトサバイブ（2012年11月）
- 仮面ライダー龍騎サバイブ（2012年12月）
- 仮面ライダーオーディン&ゴルトフェニックス（2013年6月）
- オルタナティブ・ゼロ（2013年11月）
- 仮面ライダー龍騎 -20 Kamen Rider Kicks Ver.-（2018年12月）
2011年8月に発売されたものとは全く同じだが、ドラグレッダーを省いている一方（専用武器の一部であるドラグセイバーとドラグクローが付属）、新たに龍騎ライドウォッチ型の台座が付属する。

仮面ライダーアマゾン
- 仮面ライダーアマゾン（2011年9月） - 大切断のエフェクトパーツが付属。
- 真骨彫 仮面ライダーアマゾン（2018年9月）
2011年9月に発売（アマゾン本体）及び、2015年1月に通販限定で販売（ジャングラーとのセット版）されたものとは異なり完全新規品。なお、旧Ver.とは異なり、大切断のエフェクトパーツは付かない。

仮面ライダーフォーゼ
- 仮面ライダーフォーゼ ベースステイツ（2012年1月） - ロケット付きの交換用右腕とドリル付きの交換用左すね足のモジュールも付属。
- 仮面ライダーフォーゼ モジュールセット01（2012年1月）- ランチャー付きの交換用右すね足・レーダー付きの交換用左腕・マジックハンド付きの交換用右腕・カメラ付きの交換用左腕、4種のモジュールセット。
- 仮面ライダーフォーゼ スタンド&エフェクトセット（2012年1月）
- 仮面ライダーフォーゼ エレキステイツ（2012年3月） - シザース付きの交換用左腕とビート付きの交換用右すね足のモジュールも付属。
- 仮面ライダーフォーゼ ファイヤーステイツ（2012年4月） - スパイクの交換用左すね足のモジュールも付属。
- 仮面ライダーフォーゼ マグネットステイツ（2012年5月）
- マシンマッシグラー（2012年5月） - フラッシュ付きの交換用右腕のモジュールもセットで付属。
- 仮面ライダーメテオ（2012年6月）
- 仮面ライダーフォーゼ モジュールセット02（2012年6月） - パラシュート付きの交換用左腕・チェーンソー付きの交換用右すね足・ホッピング付きの交換用左すね足・スモーク付きの交換用右すね足、4種のモジュールセット。
- スコーピオン・ゾディアーツ（2012年7月）
- 仮面ライダーフォーゼ モジュールセット03（2012年7月） - チェーンアレイ付きの交換用右腕・ウインチ付きの交換用左腕・シールド付きの交換用左腕・ガトリング付きの交換用左すね足・ステルス付きの交換用右すね足、5種のモジュールセット。
- 仮面ライダーメテオストーム（2012年8月）
- 仮面ライダーフォーゼ コズミックステイツ（2012年9月）
- 仮面ライダーフォーゼ モジュールセット04（2012年9月） - ハンマー付きの交換用左腕・ウォーター付きの交換用右すね足・メディカル付きの交換用左腕・ペン付きの交換用右すね足・ホイール付きの交換用左すね足、5種のモジュールセット。

仮面ライダー (スカイライダー)
- スカイライダー（2012年2月）

仮面ライダーV3
- 仮面ライダーV3（2012年5月）
- ライダーマン（2013年3月）
- ハリケーン（2015年2月）

仮面ライダーストロンガー
- 仮面ライダーストロンガー（2012年7月）

仮面ライダースーパー1
- 仮面ライダースーパー1（2012年11月）

仮面ライダーウィザード
- 仮面ライダーウィザード フレイムスタイル（2013年2月）
初回特典にストライクウィザードローブが付属。
- 仮面ライダーウィザード フレイムドラゴン（2013年4月）
- マシンウィンガー（2013年5月）
- 仮面ライダービースト（2013年6月）
- 仮面ライダーウィザード インフィニティースタイル（2013年9月）
- 真骨彫 仮面ライダーウィザード フレイムスタイル（2018年11月）
2013年2月に発売されたものとは異なり完全新規品。

仮面ライダーX
- 仮面ライダーX（2013年5月）

仮面ライダー剣
各商品（ブルースペイダーは除く）にフィギュアーツサイズのラウズカードが付属する。
- 仮面ライダーブレイド（2013年8月）
- ブルースペイダー（2013年11月）
- 仮面ライダーギャレン&レッドランバス（2014年1月）
- 仮面ライダーカリス（2014年6月）
- 仮面ライダーレンゲル（2014年7月）
- 仮面ライダーブレイド -20 Kamen Rider Kicks Ver.-（2018年11月）
2013年8月に発売されたものとは全く同じだが、新たにブレイドライドウォッチ型の台座が付属する。

仮面ライダーZX
- 仮面ライダーZX（2013年11月）

仮面ライダー鎧武/ガイム
- 仮面ライダー鎧武 オレンジアームズ（2014年5月）
- 仮面ライダーバロン バナナアームズ（2014年5月）
- 仮面ライダー斬月 メロンアームズ（2014年6月）
- サクラハリケーン（2014年6月） - ロックシード形態への変形はオミットされている。
- 仮面ライダー龍玄 ブドウアームズ（2014年8月）
- 仮面ライダー鎧武 カチドキアームズ（2014年9月）
- 仮面ライダー鎧武 極アームズ（2014年11月）
- 仮面ライダー鎧武 オレンジアームズ -20 Kamen Rider Kicks Ver.-（2018年12月）
2014年5月に発売されたものとは全く同じだが、新たに鎧武ライドウォッチ型の台座が付属する。

仮面ライダー響鬼
- 真骨彫 仮面ライダー響鬼（2014年8月）

仮面ライダーZO
- 仮面ライダーZO（2014年12月） - 劇中に登場したバッタも付属。

仮面ライダードライブ
- 仮面ライダードライブ タイプスピード（2015年4月）
初回特典にマックスフレアセット&マックスフレア専用エフェクトが付属。
- 魔進チェイサー（2015年5月）
初回特典にミッドナイトシャドーセットが付属。
- ライドチェイサー（2015年5月） - ライドマッハーとの合体ギミックはオミットされている。
初回特典にミッドナイトシャドー専用エフェクトが付属。
- 仮面ライダーマッハ（2015年6月） - シグナルマガールのシグナルパーツとシグナルバイクがそれぞれ付属。
初回特典にファンキースパイクセットが付属。
- ライドマッハー（2015年6月） - シグナルカクサーンとシグナルトマーレのシグナルパーツとシグナルバイクがそれぞれ付属。また、バイク本体はライドチェイサーとの合体ギミックはオミットされている。
初回特典にファンキースパイク専用エフェクトが付属。
- 仮面ライダードライブ タイプワイルド（2015年7月） - ランブルダンプセットとハンドル剣とドライブ タイプスピードの交換用左右手首がそれぞれ付属。
- 仮面ライダードライブ タイプデッドヒート（2015年8月） - デッドヒートマッハへの変形ギミックはオミットされている他、バースト時の交換用タイヤも付属。
- ゴルドドライブ（2016年9月）
- 仮面ライダードライブ タイプスピード -20 Kamen Rider Kicks Ver.-（2019年1月）
2015年4月に発売されたものとは全く同じだが、新たにドライブライドウォッチ型の台座が付属する。
- 仮面ライダードライブ タイプスピード 平成ジェネレーションズエディション（2023年11月）
- 仮面ライダーマッハ 平成ジェネレーションズエディション（2024年9月）

スーパーヒーロー大戦GP 仮面ライダー3号
- 仮面ライダー3号（2015年10月）

仮面ライダーゴースト
- 仮面ライダーゴースト オレ魂（2016年4月）
初回特典にユルセンと専用台座が付属。
- 仮面ライダースペクター（2016年5月）
初回特典に眼魔眼魂（深海カノン）・スペクター・ツタンカーメン・ノブナガ・エジソンのゴースト眼魂4種セットが付属。
- マシンゴーストライカー（2016年6月）
- 仮面ライダーゴースト 闘魂ブースト魂（2016年8月） - オレ・ムサシのゴースト眼魂2種セットが付属。
- 仮面ライダーゴースト オレ魂 平成ジェネレーションズエディション（2023年12月）
- 仮面ライダースペクター 平成ジェネレーションズエディション（2024年9月）

仮面ライダー1号 (映画)
- 仮面ライダー1号（2016年10月）

仮面ライダーアマゾンズシリーズ
- 仮面ライダーアマゾンオメガ（2016年11月）
- 仮面ライダーアマゾンアルファ（2016年12月）
- ジャングレイダー（2017年1月） - アマゾンオメガの専用武器2種（アマゾンウイップとアマゾンサイズ）が付属。
- 仮面ライダーアマゾンネオ（2017年10月）
- 仮面ライダーアマゾンニューオメガ（2017年11月）

仮面ライダーエグゼイド
- 仮面ライダーエグゼイド マイティアクションX ビギニングセット（2017年3月） - 下記3体（エグゼイドAGLv2、ブレイブQGLv2、スナイプSGLv2）のセットで、マイティアクションXのロゴ入りの専用台座が付属する。
- 仮面ライダーエグゼイド アクションゲーマー レベル2（2017年4月）
- 仮面ライダーブレイブ クエストゲーマー レベル2（2017年4月）
- 仮面ライダースナイプ シューティングゲーマー レベル2（2017年4月）
- 仮面ライダーエグゼイド ハンターアクションゲーマー レベル5（2017年7月） - フルドラゴンの姿で商品化された他、ハンターゲーマの着脱ギミックはオミットされている。
- 仮面ライダーエグゼイド アクションゲーマー レベル2 -20 Kamen Rider Kicks Ver.-（2018年11月）
2017年3月および4月に発売されたものとは全く同じだが、新たにエグゼイドライドウォッチ型の台座が付属する。
- 仮面ライダーエグゼイド アクションゲーマー レベル2 平成ジェネレーションズエディション（2023年12月）
- 仮面ライダーブレイブ クエストゲーマー レベル2 平成ジェネレーションズエディション（2024年9月）

仮面ライダービルド
- 仮面ライダービルド ラビットタンクフォーム（2018年2月） - 専用武器は付かない。
- ナイトローグ（2018年3月）
- 仮面ライダークローズチャージ（2018年7月）
- 仮面ライダービルド ラビットタンクフォーム -20 Kamen Rider Kicks Ver.-（2018年10月）
2018年2月に発売されたものとは全く同じだが、新たにビルドライドウォッチ型の台座が付属する。
- 仮面ライダービルド ラビットタンクフォーム[BEST SELECTION]（2020年6月）
2018年2月に発売されたものとは全く同じ。
- 仮面ライダービルド ラビットタンクフォーム 平成ジェネレーションズエディション（2024年1月）
- 仮面ライダークローズ 平成ジェネレーションズエディション（2024年10月）

仮面ライダージオウ
- 仮面ライダージオウ（2019年2月） - 専用武器は付かない。
- 仮面ライダーゲイツ（2019年3月） - 専用武器は付かない。
初回特典にジオウライドウォッチ型の台座とゲイツライドウォッチ型の台座がそれぞれ付属する。
- 仮面ライダーウォズ（2019年7月） - 専用武器が付属する。
- 仮面ライダージオウ 平成ジェネレーションズエディション（2024年1月）
- 仮面ライダーゲイツ 平成ジェネレーションズエディション（2024年10月）

仮面ライダーゼロワン
- 仮面ライダーゼロワン ライジングホッパー（2020年2月） - 専用武器は付かない。
- 仮面ライダーバルカン シューティングウルフ（2020年4月） - ゼロワンRHの専用武器である、アタッシュカリバーとアタッシュショットガンが付属する。

仮面ライダーセイバー
- 仮面ライダーセイバー ブレイブドラゴン（2021年2月）
- 仮面ライダーブレイズ ライオン戦記（2021年3月）

仮面ライダーリバイス
- 仮面ライダーリバイ レックスゲノム（2022年2月）
- 仮面ライダーバイス レックスゲノム（2022年3月）

仮面ライダーBLACK SUN
- 仮面ライダーBLACK SUN（2022年11月）

仮面ライダーギーツ
- 仮面ライダーギーツ マグナムブーストフォーム（2023年2月） - マグナムシューター40X ハンドガンモードが付属する。
- 仮面ライダーギーツ エントリーレイズフォーム（2023年3月） - マグナムシューター40X ライフルモードが付属する。

シン・仮面ライダー
- 仮面ライダー(シン・仮面ライダー)（2023年3月）

仮面ライダーガッチャード
- 仮面ライダーガッチャード スチームホッパー (初回生産)（2024年2月）

仮面ライダーガヴ
- 仮面ライダーガヴ ポッピングミフォーム (初回生産)（2025年1月）

### スーパー戦隊シリーズ
e-bayなどの海外マーケットに於いては『PowerRanger』シリーズで登場しているキャラクターは一部を除き別フォーマットのパッケージデザインに変更、キャラクター名もそれらの名称で発売されている（内容品は同等、国内でのウェブ限定商品なども同様のフォーマットとなる。一部製品の判別方法は番組タイトルの部分と背面デザイン）。ただし、海外版はあくまでも『MMPR』20周年記念商品としての販売なので「アキバレンジャー」に登場したキャラクターには「大それた力」などの関連アイテムは同梱されていない。
侍戦隊シンケンジャー
- シンケンレッド（2011年2月）
- シンケンゴールド（2011年3月）
- スーパーシンケンレッド（2012年4月）

海賊戦隊ゴーカイジャー
- ゴーカイレッド（2011年9月）
- ゴーカイブルー（2011年10月）
- ゴーカイグリーン（2011年11月）
- ゴーカイシルバー（2012年1月）
- 真骨頂 ゴーカイレッド（2023年6月）
2011年9月に発売されたものとは異なり完全新規品。

非公認戦隊アキバレンジャーシリーズ
- アキバレッド（2012年6月）- 初回特典として、アキバレンジャー3人専用の台座が付属。
- アキバブルー（2012年7月）
- アキバイエロー（2012年8月）
- イタッシャーロボ（2012年11月） - マシンイタッシャーへの変形も可能。超合金とのダブルミーニング。
- 超アキバレッド（2013年6月）
- アキバブルー(シーズン痛Ver.)（2013年7月） - 「大それた力」ジュウレンバックラー&ハリケンボール付属。
- アキバイエロー(シーズン痛Ver.)（2013年7月） - 「大それた力」ダイレンボンバー付属。

特捜戦隊デカレンジャー
- デカレッド（2012年6月）- 「大それた力」デカワッパー付属。

鳥人戦隊ジェットマン
- レッドホーク（2012年8月） - 「大それた力」ジェットウインガー付属。

轟轟戦隊ボウケンジャー
- ボウケンレッド（2012年9月） - 「大それた力」ボウケンスコッパー付属。

特命戦隊ゴーバスターズ
- レッドバスター（2012年9月）

恐竜戦隊ジュウレンジャー
- ドラゴンレンジャー（2013年6月） - アキバレンジャー痛に登場したVer.の差し替えパーツも付属。
- ティラノレンジャー（2013年7月） - アキバレンジャー痛に登場したVer.の差し替えパーツも付属。

五星戦隊ダイレンジャー
- リュウレンジャー（2013年8月） - アキバレンジャー痛に登場したVer.の差し替えパーツも付属。

忍風戦隊ハリケンジャー
- ハリケンレッド（2013年9月） - アキバレンジャー痛に登場したVer.の差し替えパーツも付属。

獣電戦隊キョウリュウジャー
- キョウリュウレッド（2013年10月）

秘密戦隊ゴレンジャー
- アカレンジャー（2014年9月）

太陽戦隊サンバルカン
- バルイーグル（2014年12月） - 日本刀も付属。

機界戦隊ゼンカイジャー
- ゼンカイザー（2022年5月） - バルイーグルから8年ぶりの商品化。

暴太郎戦隊ドンブラザーズ
- ドンモモタロウ（2022年10月）

王様戦隊キングオージャー
- クワガタオージャー（2023年10月）

爆上戦隊ブンブンジャー
- ブンレッド（2024年10月）

ナンバーワン戦隊ゴジュウジャー
- ゴジュウウルフ (初回限定センタイリング付属版)（2025年10月）

### プリキュアシリーズ
2007年放送の『Yes!プリキュア5』、2014年放送の『ハピネスチャージプリキュア!』、2019年放送の『スター☆トゥインクルプリキュア』、2020年放送の『ヒーリングっど♥プリキュア』、2021年放送の『トロピカル〜ジュ!プリキュア』、2022年放送の『デリシャスパーティ♡プリキュア』、2023年放送の『ひろがるスカイ!プリキュア』、2024年放送の『わんだふるぷりきゅあ!』、2025年放送中の『キミとアイドルプリキュア♪』は商品化されていない。2016年放送の『魔法つかいプリキュア!』は現在参考展示のみを実施されている。
Yes!プリキュア5GoGo!
- キュアドリーム（2009年11月）
- キュアレモネード（2009年12月）
- キュアアクア（2009年12月）
- キュアミント&キュアルージュDXセット（2010年3月）
- キュアドリーム -Precure Character Designer’s Edition-（2024年10月）- 妖精のココも付属。

フレッシュプリキュア!
- イース（2010年3月）
- キュアピーチ（2010年5月）
- キュアパイン（2010年6月）
- キュアベリー（2010年7月）
- キュアパッション（2010年9月）
- キュアピーチ -Precure Character Designer’s Edition-（2024年11月）- 妖精のシフォンも付属。

ふたりはプリキュア
- キュアブラック（2010年11月）
- キュアホワイト（2010年11月）

ハートキャッチプリキュア!
- キュアブロッサム（2011年3月）- 妖精のシプレも付属。
- キュアマリン（2011年3月）- 妖精のコフレも付属。
- キュアサンシャイン（2011年6月）- 妖精のポプリも付属。
- キュアムーンライト（2011年8月）- 妖精のコロンも付属。

スマイルプリキュア!
- キュアピース（2013年8月）
- キュアハッピー（2013年9月）- 妖精のキャンディも付属。

ドキドキ!プリキュア
- キュアハート（2014年5月）- 妖精のシャルルも付属。

### ドラゴンボールシリーズ
ドラゴンボール改
- ピッコロ（2009年11月）
- スーパーサイヤ人孫悟空（2010年1月）
- スーパーサイヤ人孫悟飯（2010年7月）

ドラゴンボールZ
- スーパーサイヤ人孫悟空 超戦士覚醒Ver.（2015年11月）
2010年1月に発売されたものとは異なり完全新規品。
- トランクス（2016年5月） - 通常時の交換用頭部も付属。
- スーパーサイヤ人ベジータ（2016年10月）
- ベジータ（2017年7月）
2013年4月に通販限定で販売されたものとは異なり完全新規品。
- スーパーサイヤ人3孫悟空（2017年9月）
2012年3月に通販限定で販売されたものとは異なり完全新規品。
- 神龍（2017年10月）
- 孫悟空-地球育ちのサイヤ人-（2018年6月）
2014年4月に通販限定で販売されたものとは異なり完全新規品。
- 魔人ブウ-善-（2018年8月） - チョコレートが付属。
- スーパーサイヤ人ゴテンクス（2018年10月） - クリアパーツのゴーストが付る。
- 魔人ブウ-悪-（2019年3月） - 魔人ブウ-善-の交換用頭部と頭部のエフェクトパーツが付属。
- 孫悟空 界王拳（2020年6月） - 2017年4月に限定販売および、2017年9月に通販限定で販売されたものとは異なり完全新規品。
- ギニュー（2020年7月） - 孫悟空と入れ替わった時の交換用頭部と胸部ダメージパーツの他、ナメック星Ver.の四星球が付属。
- ピッコロ-誇り高きナメック星人-（2020年10月）
- バーダック（2021年1月）
- フリーザ 第一形態&フリーザポッド（2021年4月）
- スーパーサイヤ人フルパワー孫悟空（2021年6月）
- 孫悟空の腹八分目セット（2021年7月）
- クリリン-地球人最強の男-（2022年1月）
- セル 第一形態（2022年8月）
- スーパーサイヤ人ベジータ-目覚めるスーパーサイヤ人の血-（2023年4月）
- スーパーサイヤ人トランクス-未来から来た少年-（2023年4月）
- 孫悟空のエフェクトパーツセット（2023年7月）
- スーパーサイヤ人トランクス-その身に秘めしスーパーパワー-（2023年9月）
- スーパーサイヤ人孫悟空-伝説のスーパーサイヤ人-（2023年11月）
- スーパーサイヤ人孫悟飯-悟空を超えた戦士-（2024年4月）
- スーパーサイヤ人孫悟空のエフェクトパーツセット-瞬間移動かめはめ波-（2024年7月）
- 超サイヤ人孫悟空〈決戦の幕開け〉（2025年10月）

ドラゴンボール超
- ビルス（2016年3月）
- フリーザ 最終形態-復活-（2018年4月） - 天使の輪パーツが付属。
- 孫悟空 身勝手の極意（2020年4月） - かめはめ波エフェクトパーツ一式も付属。
- ゴクウブラック-スーパーサイヤ人ロゼ-（2021年8月）
- スーパーサイヤ人ゴッド孫悟空-正しき心がもたらすサイヤ人の神-（2024年5月）
- スーパーサイヤ人ゴッドベジータ-貫き通すサイヤ人の誇り-（2024年9月）

ドラゴンボール ゼノバース
- トランクス XENOVERSE Edition（2017年4月） - スーパーサイヤ人モードの交換用頭部他が付属の他、初回生産分のみ「ドラゴンボール ゼノバース2」で使えるTPメダルがもらえるシリアルコード付きチラシを封入。
- TP（タイムパトローラー） XENOVERSE Edition（2017年4月） - スーパーサイヤ人モードの交換用頭部他が付属他、初回生産分のみ「ドラゴンボール ゼノバース2」で使えるTPメダルがもらえるシリアルコード付きチラシを封入。

ドラゴンボール
- 孫悟空 -少年期-（2018年1月） - 四星球と如意棒と筋斗雲が付属。
- クリリン -少年期-（2018年12月） - 六星球と亀石とかめはめ波エフェクトが付属。
- ブルマ -大冒険の始まり-（2019年11月） - 二星球とドラゴンレーダーと銃が付属。
2018年9月に通販限定で販売されたものとはほとんど同じだが、着ている衣装と付属のドラゴンボールと小道具が異なる。
- ブルマのバイク-ポイポイカプセル No.9-（2020年9月）

ドラゴンボール超 ブロリー
- スーパーサイヤ人ゴッドスーパーサイヤ人ゴジータ（2019年4月） - 黒髪の交換用頭部が付属。
- スーパーサイヤ人ブロリーフルパワー（2019年4月）
- スーパーサイヤ人ゴッドスーパーサイヤ人孫悟空-超-（2019年7月）
- ブロリー-超-（2019年9月） - 通常状態の頭部に加え、暴走状態とスーパーサイヤ人状態の交換用頭部が付属。

ドラゴンボールGT
- スーパーサイヤ人4孫悟空（2021年11月）
- スーパーサイヤ人4ベジータ（2022年11月）
- 孫悟空-GT-（2024年2月）

ドラゴンボール超 スーパーヒーロー
- 孫悟空 SUPER HERO（2022年5月）
- ベジータ SUPER HERO（2022年6月）
- アルティメット孫悟飯 SUPER HERO（2022年7月）

ドラゴンボールDAIMA
- 孫悟空-DAIMA-（2025年4月）
- ベジータ-DAIMA-（2025年5月）
- ピッコロ-DAIMA-（2025年8月）

### スター・ウォーズシリーズ
スター・ウォーズ エピソード4/新たなる希望
- ダース・ベイダー（2015年4月）
- ストームトルーパー（2015年4月）
- ルーク・スカイウォーカー(A NEW HOPE)（2016年7月） - 訓練用ヘルメットと訓練用エフェクト一式が付属。
- ハン・ソロ(A NEW HOPE)（2017年2月）
- チューバッカ(A NEW HOPE)（2017年4月）
- C-3PO(A NEW HOPE)（2017年7月）
- R2-D2(A NEW HOPE)（2017年7月）
- ダース・ベイダー(A NEW HOPE)（2018年4月）
2015年4月に発売されたものとは異なり完全新規品。
- ベン・ケノービ(A NEW HOPE)（2018年6月）
- プリンセス・レイア・オーガナ(A NEW HOPE)（2018年12月）
- ストームトルーパー(A NEW HOPE)（2019年10月）
2015年4月に発売されたものとは異なり完全新規品。
- ダース・ベイダー -Classic Ver.- （STAR WARS: A New Hope）（2024年10月）
- ストームトルーパー -Classic Ver.- （STAR WARS: A New Hope）（2024年10月）
- C-3PO -Classic Ver.- （STAR WARS: A New Hope）（2024年11月）
- R2-D2 -Classic Ver.- （STAR WARS: A New Hope）（2024年11月）
- ハン・ソロ -Classic Ver.- （STAR WARS: A New Hope）（2025年3月）
- チューバッカ -Classic Ver.- （STAR WARS: A New Hope）（2025年3月）
- ベン・ケニービ -Classic Ver.- (STAR WARS: A Ner Hope) （2025年6月）

スター・ウォーズ エピソード6/ジェダイの帰還
- ルーク・スカイウォーカー(Episode VI)（2015年8月）
- ボバ・フェット(STAR WARS:Episode VI - Retuen of the jedi)（2019年9月）
- ダース・ベイダー(STAR WARS: Retuen of the jedi)（2019年10月）

スター・ウォーズ エピソード1/ファントム・メナス
- ダース・モール（2015年9月）
- バトル・ドロイド（2015年11月）
- メイス・ウィンドゥ（2016年5月）
- オビ＝ワン・ケノービ(Episode I)（2016年1月）
- ダース・モール（STAR WARS: The Phantom Menace）（2024年4月）
- クワイ＝ガン・ジン（STAR WARS: The Phantom Menace）（2024年4月）

スター・ウォーズ エピソード2/クローンの攻撃
- クローン・トルーパー フェイズ1（2015年11月）
- ジャンゴ・フェット（2016年9月）
- バトルドロイド(ジオノーシスカラー)（2016年10月）
- オビ＝ワン・ケノービ(ATTACK OF THE CLONES)（2016年11月）

スター・ウォーズ/フォースの覚醒
- カイロ・レン（2015年12月）
- ファースト・オーダー・ストームトルーパー（2015年12月）
- キャプテン・ファズマ（2016年2月）
- ハン・ソロ(STAR WARS:The Force Awakens)（2019年12月）

スター・ウォーズ エピソード3/シスの復讐
- クローン・トルーパー フェイズ2（2016年10月）
- アナキン・スカイウォーカー(Revenge of the sith)（2018年9月）
- オビ=ワン・ケノービ(Revenge of the sith)（2019年2月）
- ヨーダ -Classic Ver.- （STAR WARS: Revenge of the Sith）（2025年3月）
- オビ=ワン・ケノービ -Classic Ver.- (STAR WARS: Revenge of the Sith)（2025年9月）
- グリーヴァス将軍(STAR WARS: Revenge of the Sith)（2025年11月）

ローグ・ワン/スター・ウォーズ・ストーリー
- K-2SO（2016年12月）
- デス・トルーパー（2016年12月）
- ショアトルーパー（2016年12月）
- ストームトルーパー(ROGUE ONE)（2017年1月）
- コンバット・アサルト・タンク・コマンダー（2017年1月）

スター・ウォーズ/最後のジェダイ
- キャプテン・ファズマ(THE LAST JEDI)（2017年9月）
- ファースト・オーダー ストームトルーパー(THE LAST JEDI)スペシャルセット（2017年9月）
- エリート・プレトリアン・ガード(ダブルブレード)（2017年10月）
- ファースト・オーダー・エクセキューショナー(THE LAST JEDI)（2017年10月）
- エリート・プレトリアン・ガード(ヘビーブレード)（2017年11月）
- カイロ・レン(THE LAST JEDI)（2017年11月）
- エリート・プレトリアン・ガード(ウィップスタッフ)（2017年12月）
- レイ(THE LAST JEDI)（2017年12月）
- ルーク・スカイウォーカー -バトル・オブ・クレイト Ver.-(STAR WARS:The Last Jedi)（2019年12月）

- 2018年5月に通販限定で販売されたものとは異なり完全新規品。

ハン・ソロ/スター・ウォーズ・ストーリー
- チューバッカ(SOLO)（2018年6月）
- ミンバン・ストームトルーパー（2018年6月）

スター・ウォーズ/スカイウォーカーの夜明け
- レイ&D-O(STAR WARS:The Rise of Skywalker)（2019年11月）
- カイロ・レン(STAR WARS:The Rise of Skywalker)（2019年11月）
- シス・トルーパー(STAR WARS:The Rise of Skywalker)（2019年11月）

マンダロリアン
- ザ・マンダロリアン(STAR WARS: The Mandalorian)（2020年5月）
- ザ・マンダロリアン（ベスカーアーマー） (STAR WARS：The Mandalorian)（2020年9月）
- ザ・チャイルド (STAR WARS：The Mandalorian)（2020年9月）
- 重歩兵マンダロリアン(STAR WARS：The Mandalorian)（2021年2月）
- ボバ・フェット（STAR WARS: The Mandalorian）(2022年2月）
- マンダロリアン（ディン・ジャリン）（STAR WARS: The Mandalorian）（2022年2月）
- ルーク・スカイウォーカー（STAR WARS: The Mandalorian）（2022年4月）
- マンダロリアン＆グローグー（STAR WARS: The Mandalorian）（2023年11月）

スター・ウォーズ: ビジョンズ
- アム（STAR WARS: VISIONS）（2022年8月）
- カレ（STAR WARS: VISIONS）（2022年8月）

ボバ・フェット/The Book of Boba Fett
- ボバ・フェット (STAR WARS: The Book of Boba Fett)（2023年1月）

オビ＝ワン・ケノービ
- オビ＝ワン・ケノービ（STAR WARS: Obi-Wan Kenobi）（2023年6月）
- ダース・ベイダー（STAR WARS: Obi-Wan Kenobi）（2023年11月）

アソーカ
- アソーカ・タノ（STAR WARS: Ahsoka）（2024年7月）
- アナキン・スカイウォーカー（STAR WARS: Ahsoka）（2025年3月）

### ウルトラシリーズ
ULTRAMAN
- ULTRA-ACT × S.H.Figuarts ULTRAMAN（2015年7月） - ULTRA-ACTとのダブルブランドアイテム。
- ULTRAMAN -the Animation-（2019年8月）
- ULTRAMAN SUIT ver7 -the Animation-（2019年9月）

ウルトラマン
- ウルトラマン（2016年7月）
- ウルトラマン 50th Anniversary Edition（2016年7月） - 上記のウルトラマンに、色々なオプションパーツが追加付属。
- バルタン星人（2016年8月）
- ゼットン（2016年10月）
- ゾフィー（2016年11月）
- ゴモラ（2017年7月）
- ウルトラマン(Aタイプ)（2017年9月）
- ウルトラマン[BEST SELECTION]（2020年6月）
2016年7月に発売されたものとはほとんど同じだが、スペシウム光線エフェクトやリバウンド光線PETシートと台座は付かない。
- レッドキング（2024年4月）

ウルトラセブン
- ウルトラセブン（2017年3月）
- メトロン星人（2017年4月） - ちゃぶ台が付属。
- キングジョー（2017年6月）
- モロボシ・ダン（2017年10月）
- ガッツ星人（2018年3月）
- エレキング（2023年9月）

ウルトラマンオーブ
- ウルトラマンオーブ オーブオリジン（2017年8月）
- ウルトラマンオーブ スペシウムゼペリオン（2017年12月）
- ウルトラマンオーブ スペシウムゼペリオン (ウルトラマン ニュージェネレーション スターズVer.) （2024年2月）
- ウルトラマンオーブ オーブオリジン (ウルトラマン ニュージェネレーション スターズVer.) （2024年11月）

ウルトラマンジード
- ウルトラマンジード プリミティブ（2018年2月）
- ウルトラマンジード プリミティブ（ニュージェネレーションエディション）（2020年12月）
- ウルトラマンジード プリミティブ（ウルトラマン ニュージェネレーション スターズVer.）（2025年2月）

帰ってきたウルトラマン
- ウルトラマンジャック（2018年4月） - ウルトラブレスレットから変化したいろいろな武器が付属。
- ツインテール（2018年6月）

ウルトラマンX
- ウルトラマンX&ゴモラアーマーセット（2018年10月） - アーマー換装が可能。
- ウルトラマンエックス (ウルトラマン ニュージェネレーション スターズVer.) （2024年5月）

ウルトラマンR/B
- ウルトラマンロッソ フレイム（2018年12月） - 初回生産分のみ火の台座プレートと風の台座プレートが付属する。
- ウルトラマンブル アクア（2018年12月） - 初回生産分のみ水の台座プレートと土の台座プレートが付属する。
- ウルトラマンロッソ ウインド（2019年1月）
- ウルトラマンブル グランド（2019年1月）

大怪獣バトル ウルトラ銀河伝説 THE MOVIE
- ウルトラマンゼロ（2019年2月）
- ウルトラマンベリアル（2019年4月）
- ウルトラマンベリアル (ダークネス ヒールズVer.)（2025年3月）

ウルトラマンギンガ&ウルトラマンギンガS
- ウルトラマンビクトリー（2019年6月） - EXレッドキングナックルとシェパードンセイバーが付属。
- ウルトラマンギンガ（2019年10月） - ギンガスパークランスとギンガクロスシュートの光線エフェクトが付属。
- ウルトラマンギンガ （ウルトラマン ニュージェネレーション スターズVer.）（2025年4月）
- ウルトラマンビクトリー （ウルトラマン ニュージェネレーション スターズVer.）（2025年4月）

ウルトラマンタロウ
- ウルトラマンタロウ（2019年11月） - タロウブレスレットとキングブレスレットとブレスレットランサーと交換用カラータイマーとストリウム光線エフェクトが付属。

ウルトラマンタイガ
- ウルトラマンタイガ（2019年12月）

ウルトラマンA
- ウルトラマンエース（2020年7月）
- ウルトラの父（2024年8月）

ウルトラマンZ
- ウルトラマンゼット アルファエッジ（2020年12月）
- ウルトラマンゼット オリジナル（2021年9月）
- ウルトラマンゼット アルファエッジ (ウルトラマン ニュージェネレーション スターズVer.) （2025年6月）

シン・ウルトラマン
- ウルトラマン （シン・ウルトラマン）（2021年6月）
- ゾーフィ （シン・ウルトラマン）（2022年6月）

ウルトラマントリガー
- ウルトラマントリガー マルチタイプ（2021年11月）

ウルトラマンレオ
- ウルトラマンレオ（2021年11月）
- アストラ（2022年10月）

ウルトラマンティガ
- ゴルザ（2022年1月）
- ガッツウイング1号&ガッツウイング2号（2022年1月）

ウルトラギャラクシーファイト
- ウルトラマンリブット（2022年4月）
- アブソリュートタルタロス（2023年5月）

ウルトラマンデッカー
- ウルトラマンデッカー フラッシュタイプ（2022年11月）

ウルトラマンダイナ
- ウルトラマンダイナ フラッシュタイプ（2023年4月）

ウルトラマンメビウス
- ウルトラマンメビウス（2023年7月）

ウルトラマンブレーザー
- ウルトラマンブレーザー（2023年11月）
- 23式特殊戦術機甲獣 アースガロン（2023年12月）

Ultraman: Rising
- ウルトラマン&エミ (ULTRAMAN: RISING) （2024年7月）

ウルトラマンアーク
- ウルトラマンアーク（2024年9月）
- ソリスアーマー（2024年10月）
- ルーナアーマー（2024年11月）

ウルトラマンゼロ THE MOVIE 超決戦!ベリアル銀河帝国
- ウルトラマンゼロ (ウルトラマン ニュージェネレーション スターズVer.）（2024年12月）

ウルトラマンオメガ
- ウルトラマンオメガ（2025年8月）
- レキネス（2026年1月）

ウルトラマンコスモス
- ウルトラマンコスモス ルナモード（2025年9月）

### メタルヒーローシリーズ
特警ウインスペクター
- ファイヤー（2016年1月） - 現時点では唯一の一般販売の商品。

### 他作品のシリーズ
機動武闘伝Gガンダム
- ドモン・カッシュ（2008年9月）
- 東方不敗（2015年1月） - ROBOT魂・マスターガンダムの連動用頭部パーツが付属。

覚悟のススメ
- 強化外骨格零（2009年5月） - 劇中のセリフを印刷した4種類の台座がランダムに付属。
- 強化外骨格霞（2010年3月） - 零と同様に、劇中のセリフを印刷した4種類の台座がランダムに付属。

ONE PIECE
- モンキー・D・ルフィ（2010年8月）
- ポートガス・D・エース（2010年8月）
- ナミ（2010年12月）
- サンジ（2011年5月）
- モンキー・D・ルフィ-鬼ヶ島討入-（2023年8月） - サンジ以来12年ぶりの商品化。
- ロロノア・ゾロ-鬼ヶ島討入-（2023年9月） - モンキー・D・ルフィ-鬼ヶ島討入-の交換用顔パーツが付属する。
- サンジ-鬼ヶ島討入-（2023年10月） - モンキー・D・ルフィ-鬼ヶ島討入-の交換用顔パーツが付属する。
- ヤマト（2023年12月） - モンキー・D・ルフィ-鬼ヶ島討入-の交換用顔パーツが付属する。
- モンキー・D・ルフィ (A Netflix Series: ONE PIECE)（2024年1月）
- ロロノア・ゾロ (A Netflix Series: ONE PIECE)（2024年2月）
- 百獣のカイドウ(人獣型)（2024年2月）
- トラファルガー・ロウ-鬼ヶ島討入-（2024年3月）
- モンキー・D・ルフィ -ギア5-（2024年4月）
- ユースタス・キッド-鬼ヶ島討入-（2024年6月）
- ナミ (A Netflix Series: ONE PIECE)（2024年8月）
- モンキー・D・ルフィ-冒険の夜明け-（2024年8月）
- ナミ-冒険の夜明け-（2024年9月）
- サボ -革命軍参謀総長-（2025年1月）
- ロロノア・ゾロ -冒険の夜明け-（2025年2月）
- モンキー・D・ルフィ -冒険の夜明け- ゴムゴムのオプションパーツセット（2025年2月）
- モンキー・D・ルフィ -未来島エッグヘッド-（2025年5月）
- マーシャル・D・ティーチ -四皇-（2025年6月）
- トニートニー・チョッパー -未来島エッグヘッド-（2025年8月）
- ウソップ -冒険の夜明け-（2025年12月）
- サンジ -冒険の夜明け-（2026年1月）

スクライド
- カズマ（2011年1月）

牙狼-GARO-
- 黄金騎士 牙狼（2011年4月）

パーマン
- パーマン1号（2011年6月）

STAR DRIVER 輝きのタクト
- ツナシ・タクト（2011年6月）

ドラえもん
- 野比のび太（2011年9月）

TIGER & BUNNY / TIGER & BUNNY 2
- ワイルドタイガー（2011年9月）
- バーナビー・ブルックスJr.（2011年10月）
- ロックバイソン（2011年12月）
- スカイハイ（2012年2月）
- 折紙サイクロン（2012年5月）
- ルナティック（2012年7月）
- ワイルドタイガー-Movie Edliton-（2012年10月）
- ワイルドタイガー Style 3（2022年7月）
- バーナビー・ブルックス Jr. Style 3（2022年8月）

アクセル・ワールド
- シルバー・クロウ（2012年8月）

聖闘士星矢Ω
- ペガサス光牙（2012年12月）

こちら葛飾区亀有公園前派出所
- 両津勘吉（2013年1月）

コードギアス 反逆のルルーシュ
- ルルーシュ・ランペルージ(ゼロ R2衣装)（2013年4月）

To LOVEる -とらぶる-ダークネス
- 金色の闇（2013年5月）
- モモ・ベリア・デビルーク（2014年3月） - 軟質素材の蔦が付属。

アイアンマン
- アイアンマン マーク6（2013年5月）
- ウォーマシン（2013年5月）
- アイアンマン マーク42（2014年9月）
初回特典に社長のソファが付属。
- アイアンパトリオット（2014年9月）
- アイアンマン マーク43（2015年4月）
- アイアンマン マーク45（2015年8月）
- アイアンマン マーク46（2016年6月）
- トニー・スターク（2016年10月）
- アイアンマン マーク3（2016年11月）

美少女戦士セーラームーン
- セーラームーン（2013年8月10日）- 同スケールのルナが付属。
初回特典に表情パーツ2種が追加付属。
- セーラーマーキュリー（2013年10月26日）
- セーラーマーズ（2013年12月14日）
- セーラーヴィーナス（2014年4月19日） - 同スケールのアルテミスが付属。
- セーラージュピター（2014年7月19日）
- セーラーサターン（2014年8月23日）
- タキシード仮面（2015年4月25日）
- セーラーちびムーン（2015年5月23日）
- スーパーセーラームーン（2015年7月31日）

スーパーマリオシリーズ
- マリオ（2014年5月） - オプションパーツとして、スーパーキノコ・ハテナブロック・コイン・コイン用支柱がそれぞれ1個付属。
- スーパーマリオ あそべる!プレイセットA（2014年5月） - ハテナブロック・レンガブロック×2・クリボー・コイン・コイン用支柱×2・ブロック用支柱・ブロック3連結用パーツ・専用台座・専用アーム・アーム取り付け用パーツのセット。
- スーパーマリオ あそべる!プレイセットB（2014年5月） - 土管・土管蓋パーツ・クリボー・コイン・コイン用支柱2種・ミドリこうら・ミドリこうら持ち用手首(左右)・ミドリこうら持ち用パーツ一式のセット。
- ルイージ（2014年12月） - オプションパーツとして、レンガブロック・赤こうら・赤こうら持ち用手首（左右）・赤こうら持ち用パーツ一式がそれぞれ1個付属。
- スーパーマリオ あそべる!プレイセットC（2014年12月） - パックンフラワー・土管・土管蓋パーツ・メット・コイン・コイン用支柱のセット。
- ヨッシー（2015年5月） - オプションパーツとして、ヨッシーのタマゴ・交換用舌パーツ・交換用瞳パーツ・交換用右手首・専用台座・専用アーム・マリオ用背中パーツ・ルイージ用背中パーツがそれぞれ1個付属。
- マリオ -New Package Ver.-（2018年4月）
2014年5月に発売されたものとは全く同じ（パッケージは除く）。
- マリオ (SUPER MARIO)（2026年2月）
- ルイージ (SUPER MARIO)（2026年2月）
- スーパーマリオプレイセット (SUPER MARIO)（2026年2月）
- ヨッシー (SUPER MARIO)（2026年3月）
- クッパ (SUPER MARIO)（2026年3月）

ポケットモンスター
- ルカリオ（2014年5月）
- メガバシャーモ（2014年10月）
- ピカチュウ（2016年4月）
- サトシ（2017年7月） - ピカチュウが付属。
- ロケット団（2017年7月） - ムサシ、コジロウ、ニャースの3体セット。
- ミュウツー-Arts Rimix-（2019年6月）
2013年3月にD-Artsとして発売された物よりカラーリングが新しくなり、目線違いの交換用頭部が新規で付属。
- カメックス-Arts Rimix-（2019年10月）
2013年6月にD-Artsとして発売された物よりカラーリングが新しくなり、頭部と脚部を新造している。

NARUTO
- うずまきナルト（2014年7月）
- うずまきナルト[BEST SELECTION]（2020年6月）
2014年7月に発売されたものとはほとんど同じ。TION
- うずまきナルト - 希望を託された九尾の人柱力 (2022年6月)
- うちはサスケ - 全ての憎しみを背負う者 (2022年7月)
- 春野サクラ - 師匠譲りの負けん気 (2022年7月)
- はたけカカシ -  勇名轟く写輪眼の英雄 (2022年12月)
- うずまきナルト - 意外性No.1のドタバタ忍者  (2023年6月)
- うちはサスケ - うちはの血を宿す天才忍者 (2023年7月)
- 大蛇丸 - 永劫を求めし真理の探究者 (2023年10月)
- うちはオビト -虚ろなる絶望の夢 (2023年11月)
- うずまきナルト NARUTOP99 (2024年6月)
- 春野サクラ NARUTOP99 (2024年6月)
- 波風ミナト NARUTOP99 (2024年7月)
- うちはイタチ NARUTOP99 (2024年8月)
- 一楽ラーメンセット（2024年11月）
- 奈良シカマル -十手先を見抜く頭脳-（2025年2月）
- 日向ヒナタ -気高き白き双眸-（2025年5月）

NO MORE 映画泥棒
- カメラ男（2014年8月）
- パトランプ男（2014年8月）

ノンジャンル
- マイケル・ジャクソン（2014年9月）
- ブルース・リー（2016年1月）
- フレディ・マーキュリー（2016年3月）
- ブルース・リー(Yellow Track Suit)（2017年1月）
- 大谷翔平（2017年11月）
- TAMASHI GIRL AOI（2020年2月） - 同月発売のプラモデル・HG 蒼流丸との合体も可能。
- ブルース・リー -LEGACY 50th Ver.-（2023年12月）

バットマン
- バットマン(INJUSTICE ver.)（2014年11月）
- ジョーカー(INJUSTICE ver.)（2014年11月）
- ハーレイ・クイン（スーサイド・スクワッド）（2016年12月）
- ジョーカー（スーサイド・スクワッド）（2017年2月）
- バットマン(The Dark Knight)（2017年6月）
- ジョーカー(The Dark Knight)（2017年9月）
- バットマン(JUSTICE LEAGUE)（2017年11月）
- ハーレイ・クイン（BIRDS OF PREY）（2020年4月）
- ハーレイ・クイン（ザ・スーサイド・スクワッド “極”悪党、集結）（2021年10月）

キン肉マン
- キン肉マン（2015年1月）
- ウォーズマン（2015年1月） - ベアクローの交換用両手首が付属。
- ロビンマスク（2015年6月） - マスクの額部分の傷跡が付いた交換用頭部が付属。
- ネプチューンマン（2015年6月） - ウォーズマンの交換用頭部とウォーズマンマスクが付属。
- 悪魔将軍（2015年9月） - 黄金のマスクと銀のマスクとそれを収める専用台座が付属。
- バッファローマン（2015年12月） - 色々な交換用頭部が付属。
- キン肉マンソルジャー（2016年2月） - パイプ椅子が付属。
- キン肉マン(王位争奪編Ver.)（2016年2月） - フェイスフラッシュの交換用頭部が付属。
- ブロッケンJr.（2016年5月） - パイプ椅子が付属。
- アシュラマン（2016年6月） - パイプ椅子が付属。
- ウォーズマン ORIGINAL COLOR EDITION（2016年9月） - 折れたベアクローの交換用両手首とフェイスオフの交換用頭部とウォーズマンマスクが新規で追加付属。
- ロビンマスク ORIGINAL COLOR EDITION（2016年9月） - バラクーダとユニコーンヘッドの交換用頭部が新規で追加付属。
- ラーメンマン ORIGINAL COLOR EDITION（2017年2月） - モンゴルマンの交換用頭部とバッファローマン用の肩当てが付属。
- ネメシス（2017年2月）
- ブロッケンJr. ORIGINAL COLOR EDITION（2017年7月） - パイプ椅子を省いた代わりに、帽子脱ぎの交換用頭部が新規で付属。
- アシュラマン ORIGINAL COLOR EDITION（2017年7月） - パイプ椅子を省いた代わりに、左右の肩当てが新規で付属。
- キン肉マン ORIGINAL COLOR EDITION（2017年9月）
- テリーマン（2017年9月） - 子犬のフィギュアが付属。
- 悪魔将軍 ORIGINAL COLOR EDITION（2018年1月） - 黄金のマスクと銀のマスクとそれを収める専用台座を省いた代わりに、祭壇とダンベルが新規で付属。
- キン肉マンスーパー・フェニックス（2018年3月）
- バッファローマン(1000万パワーVer.)（2018年7月） - ミートくんの無稼動フィギュアが付属。

ラブライブ!
- 高坂穂乃果（2015年2月） - 初回生産分のみ半泣き顔パーツが付属。
- 矢澤にこ（僕らは今のなかで）（2015年8月）
- 西木野真姫（僕らは今のなかで）（2015年9月）
- 絢瀬絵里（僕らは今のなかで）（2015年11月）
- 東條希（僕らは今のなかで）（2016年1月） - カードが付属。

カードキャプターさくら
- 木之本桜（2015年3月） - 初回限定仕様として、魔法陣バンダナとスリーブ付き特別仕様パッケージと背景PETシート1枚と補助足2個がそれぞれ付属。
- 木之本桜（扉をあけて）（2015年10月）

超人ハルク
- ハルク（2015年7月）

キャプテン・アメリカ
- キャプテン・アメリカ（2015年7月）
- キャプテン・アメリカ （シビル・ウォー）（2016年5月）

マイティ・ソー
- ソー（2015年9月）
- マイティ・ソー（ソー／ラブ＆サンダー）（2022年6月）
- ソー（ソー／ラブ＆サンダー）（2022年6月）

らんま1/2
- 早乙女らんま（2016年1月） - やかんと青龍刀とこん棒と"ちゅどーん"エフェクト一式が付属。
- シャンプー（2016年6月） - おかもちとラーメンと猫一式が付属。
- 早乙女乱馬（2016年8月） - バケツとリュックタイプのカバン一式が付属。

ルパン三世
- ルパン三世（2016年4月）
- 峰不二子（2016年4月）

ボディくん / ボディちゃん
- ボディくん DX SET (Gray Color Ver.)（2016年4月）
- ボディちゃん DX SET (Gray Color Ver.)（2016年4月）
- ボディくん (Pale orange Color Ver.)（2016年4月）
- ボディちゃん (Pale orange Color Ver.)（2016年4月）
- ボディくん (Solid black Color Ver.)（2016年10月）
- ボディちゃん (Solid black Color Ver.)（2016年10月）
- ボディくん DX SET (Pale orange Color Ver.)（2017年4月）
- ボディちゃん DX SET (Pale orange Color Ver.)（2017年4月）
- ボディくん -宝井理人-Edition (Pale orange Color Ver.)（2017年9月）
- ボディちゃん -矢吹健太朗-Edition (Pale orange Color Ver.)（2017年9月）
- ボディくん -宝井理人-Edition DX SET (Gray Color Ver.)（2017年10月）
- ボディちゃん -矢吹健太朗-Edition DX SET (Gray Color Ver.)（2017年10月）
- ボディくん DX SET 2（Solid black Color Ver.）（2020年9月）
- ボディちゃん DX SET 2（Solid black Color Ver.）（2020年9月）
- ボディくん -ワイヤーフレーム- （Gray Color Ver.）（2021年4月）
- ボディちゃん -ワイヤーフレーム- （Gray Color Ver.）（2021年4月）
- ボディくん -杉森建- Edition DX SET (Gray Color Ver.)（2022年1月）
- ボディちゃん -杉森建- Edition DX SET (Gray Color Ver.)（2022年1月）
- ボディちゃん -矢吹健太朗- Edition ワイヤーフレーム (Gray Color Ver.)（2022年5月）
- ボディちゃん -矢吹健太朗- Edition DX SET (Pale orange Color Ver.)（2022年5月）
- ボディくん -スポーツ- Edition DX SET (Gray Color Ver.)（2023年6月）
- ボディちゃん -スポーツ- Edition DX SET (Gray Color Ver.)（2023年6月）
- ボディちゃん -スポーツ- Edition DX SET (BIRDIE WING Ver.)（2023年9月）
- ボディくん -スクールライフ- Edition DX SET (Gray Color Ver.)（2024年3月）
- ボディちゃん -スクールライフ- Edition DX SET (Gray Color Ver.)（2024年3月）
- ボディくん -スポーツ- Edition -ワイヤーフレーム-(Gray Color Ver.)（2025年1月）
- ボディちゃん -スポーツ- Edition -ワイヤーフレーム-(Gray Color Ver.)（2025年1月）

アイカツ!&アイカツスターズ!
各商品にフィギュアーツサイズのアイカツカードが付属する。
- 星宮いちご（冬制服Ver.）（2016年5月） - しゃもじと斧が付属。
- 霧矢あおい（冬制服Ver.）（2016年6月） - デジタルカメラとアイカツフォンが付属。
- 紫吹蘭（冬制服Ver.）（2016年7月） - アイカツフォン2種と手つなぎの交換手首左右各二組が付属。
- 星宮いちご（ソレイユVer.）（2016年11月）
- 虹野ゆめ（冬制服Ver.）（2017年6月）

アントマン
- アントマン（シビル・ウォー）（2016年7月） - 全高約15mmのアントマン（シビル・ウォー）が付属。
- アントマン (アントマン&ワスプ:クアントマニア) (2023年4月）

ばくおん!!
- 鈴乃木凜 （ライダースーツ）&GSX 400S KATANA（2016年8月）
- 佐倉羽音 （制服）&CB400 SUPER FOUR（2016年9月）

アクティヴレイド -機動強襲室第八係-
- ストライクインターセプター（2016年11月）
- エルフΣ（2016年12月）

WWE
- The Rock（2016年12月）
- Stone Cold Steve Austin（2016年12月）
- Triple H（2017年3月）

デビルマン
- デビルマン D.C.（2017年1月） - 鉄骨パーツ付の専用台座が付属。

美少女戦士セーラームーンCrystal
- セーラームーン -美少女戦士セーラームーンCrystal-（2017年1月）

モンスターハンターシリーズ
- モンスターハンター 邪神覚醒ジンオウガ（2017年3月）

ストリートファイター
- リュウ（2017年4月）
- 春麗（2017年4月）
- ラシード（2017年8月）
- キャミィ（2017年8月）
- 豪鬼（2018年1月） - 豪波動拳のエフェクトパーツとステージ背景シートが付属。
- ケン・マスターズ（2018年6月）
- 春日野さくら（2018年7月）
- リュウ -Outfit 2-（2024年2月）
- 春麗 -Outfit 2-（2024年2月）
- ガイル -Outfit 2-（2024年5月）

マクロスΔ
- 美雲・ギンヌメール（2017年6月）
- フレイア・ヴィオン（2017年7月）

スパイダーマン
- スパイダーマン(ホームカミング)（2017年8月）
- スパイダーマン(スパイダーマン:ファー・フロム・ホーム)（2019年7月）
- スパイダーマン アップグレードスーツ(スパイダーマン:ファー・フロム・ホーム)（2019年8月）
- スパイダーマン アドバンス・スーツ(Marvel's Spaider-Man)（2019年9月）
- 東映スパイダーマン (2020)
- スパイダーマン [インテグレーテッドスーツ] (スパイダーマン :ノー・ウェイ・ホーム) (2021年11月)
- スパイダーマン ブラック&ゴールドスーツ   (スパイダーマン :ノー・ウェイ・ホーム) (2021年11月)
- スパイダーマン アップグレードスーツ(スパイダーマン :ノー・ウェイ・ホーム)  (2021年11月)
- アイアンスパイダー (スパイダーマン :ノー・ウェイ・ホーム) (スパイダーマン :ノー・ウェイ・ホーム) (2022年8月))
- スパイダーマン マイルズモラレス  (スパイダーマン :アクロス・ザ・スパイダーバース) (2023年5月)
- スパイダーマン グウェン  (スパイダーマン :アクロス・ザ・スパイダーバース) (2023年5月)
- スパイダーパンク（スパイダーマン :アクロス・ザ・スパイダーバース) (2024年7月)

宇宙戦艦ヤマト2202 愛の戦士たち
- 森雪（2017年8月）
- 山本玲（2018年1月）

タイガーマスクW
- タイガーマスク（2017年8月）
- タイガー・ザ・ダーク（2017年8月）

パイレーツ・オブ・カリビアン
- キャプテン ジャック・スパロウ（2017年7月）

キングダム ハーツ シリーズ
- ソラ(KINGDOM HEARTS II)（2017年11月）
- キングミッキー(KINGDOM HEARTS II)（2018年1月）
- ドナルド(KINGDOM HERTS II)（2018年3月）
- グーフィー(KINGDOM HERTS II)（2018年4月）

ワンダーウーマン
- ワンダーウーマン(JUSTICE LEAGUE)（2017年12月）
- ワンダーウーマン（WW84）（2020年8月）

マクロスF
- シェリル・ノーム アニバーサリースペシャルカラーVer.（2018年1月）

アベンジャーズ/インフィニティ・ウォー
- スター・ロード（アベンジャーズ/インフィニティ・ウォー）（2018年4月）
- ドクター・ストレンジ（アベンジャーズ/インフィニティ・ウォー）（2018年4月）
- アイアン・スパイダー(アベンジャーズ/インフィニティ・ウォー)（2018年5月）
- キャプテン・アメリカ（アベンジャーズ/インフィニティ・ウォー）（2018年5月）
- サノス（アベンジャーズ/インフィニティ・ウォー）（2018年6月）
- アイアンマン マーク50(アベンジャーズ/インフィニティ・ウォー)（2018年6月）
- ブラック・ウィドウ（アベンジャーズ/インフィニティ・ウォー）（2018年7月）
- ハルク(アベンジャーズ/インフィニティ・ウォー)（2018年11月）
- ドクター・ストレンジ -《BATTLE ON TITAN》 EDITION- （アベンジャーズ/インフィニティ・ウォー）（2021年1月）

ニンジャバットマン
- ニンジャバットマン（2018年6月）
- 第六天魔王ジョーカー（2018年7月）

アントマン&ワスプ
- アントマン（アントマン&ワスプ）（2018年8月）
- アントマン（アントマン＆ワスプ：クアントマニア）（2023年10月）

ダーリン・イン・ザ・フランキス
- ゼロツー（2018年10月）

ハリー・ポッターシリーズ
- ハリー・ポッター（ハリー・ポッターと賢者の石）（2018年10月）
- ロン・ウィーズリー（ハリー・ポッターと賢者の石）（2018年11月）
- ハーマイオニー・グレンジャー（ハリー・ポッターと賢者の石）（2018年12月）
- セブルス・スナイプ（2019年5月）
- ハリー・ポッター (ハリー・ポッターと炎のゴブレット)（2025年12月）
- ヴォルデモート卿 (ハリー・ポッターと炎のゴブレット)（2025年12月）

キャプテン・マーベル
- キャプテン・マーベル（2019年4月）

カウボーイビバップ
- スパイク・スピーゲル（2019年4月）
- ビシャス（2019年11月）

アベンジャーズ/エンドゲーム
- アントマン（アベンジャーズ/エンドゲーム）（2019年4月）
- サノス（アベンジャーズ/エンドゲーム）（2019年4月）
- ローニン（アベンジャーズ/エンドゲーム）（2019年5月）
- キャプテン・アメリカ（アベンジャーズ/エンドゲーム）（2019年5月）
- アイアンマン マーク50 ナノウェポンセット2(アベンジャーズ/エンドゲーム)（2019年5月）
- アイアンマン マーク85(アベンジャーズ/エンドゲーム)（2019年6月）
- アイアンマン マーク85〈ファイナルバトル〉エディション(アベンジャーズ/エンドゲーム)（2020年4月）
- キャプテン・アメリカ〈ファイナルバトル〉エディション（アベンジャーズ/エンドゲーム）（2020年4月）
- レスキュー・アーマー（アベンジャーズ/エンドゲーム）（2020年4月）
- アイアン・スパイダー〈ファイナルバトル〉エディション(アベンジャーズ/エンドゲーム)（2020年6月）

名探偵コナン
- 江戸川コナン（2019年5月） - サッカーボールが2種付属する。
- 毛利蘭（2019年7月）
- 安室透（2019年10月）
- 毛利小五郎（2020年2月） - 名刺パーツと馬券パーツが付属する。
- 江戸川コナン-追跡編-（2020年4月）
- 赤井秀一（2020年4月）

荒野のコトブキ飛行隊
- キリエ（2019年7月）

ブラック・ウィドウ
- ブラック・ウィドウ（ブラック・ウィドウ）（2020年6月）

呪術廻戦
- 虎杖悠二（2021年3月）
- 五条悟（2021年4月）
- 伏黒恵（2022年1月）
- 釘崎野薔薇（2022年3月）
- 五条悟 - 劇場版 呪術廻戦 0 -（2022年9月）
- 乙骨憂太 - 劇場版 呪術廻戦 0 -（2022年10月）
- 宿儺（2023年4月）
- 夏油傑 - 劇場版 呪術廻戦 0 -（2023年5月）
- 東堂葵（2023年12月）
- 五条悟-呪術高専-（2024年1月）
- 夏油傑-呪術高専-（2024年2月）
- 伏黒甚爾（2026年1月）

アベンジャーズ
- ニック・フューリー（2021年3月）
- キャプテン・アメリカ -《AVENGERS ASSEMBLE》 EDITION‐（アベンジャーズ）（2021年4月）
- アイアンマン マーク6 -《BATTLE DAMAGE》 EDITION-（アベンジャーズ）（2021年4月）
- ソー -《AVENGERS ASSEMBLE》 EDITION‐（アベンジャーズ）（2021年4月）
- ハルク -《AVENGERS ASSEMBLE》 EDITION‐（アベンジャーズ）（2021年5月）
- アイアンマン マーク6 (THE INFINITY SAGA)（2025年7月）

パックマン
- パックマン（2021年5月）

バック・アロウ
- バック・アロウ（2021年6月）
- エルシャ・リーン（2021年7月）

シャン・チー／テン・リングスの伝説
- シャン・チー（シャン・チー／テン・リングスの伝説）（2021年9月）

エターナルズ
- イカリス（エターナルズ）（2021年10月）
- セルシ（エターナルズ）（2021年10月）
- キンゴ（エターナルズ）（2021年10月）

86
- ヴラディレーナ・ミリーゼ（2021年11月）

王様ランキング
- ボッジ&カゲ（2022年4月）

ウマ娘 プリティーダービー
- ウマ娘 プリティーダービー トウカイテイオー（2022年7月）
- ウマ娘 プリティーダービー ライスシャワー（2022年8月）
- ウマ娘 プリティーダービー スペシャルウィーク（2023年3月）
- ウマ娘 プリティーダービー サイレンススズカ（2023年5月）
- ウマ娘 プリティーダービー トウカイテイオー Special Edition（2023年8月）
- ウマ娘 プリティーダービー キタサンブラック（2024年2月）
- ウマ娘 プリティーダービー サトノダイヤモンド（2024年3月）
- ウマ娘 プリティーダービー ライスシャワー Special Edition（2024年8月）

金色のガッシュベル!!
- ガッシュ・ベル（2022年10月）
- 高嶺清麿（2022年11月）

SPY X FAMILY
- アーニャ・フォージャー (2022年10月)
- ロイド・フォージャー（2022年11月）
- ヨル・フォージャー（2022年12月）
- アーニャ・フォージャー-せいふくばーじょん-（2023年5月）
- ロイド・フォージャー-フォージャー家のちち-（2023年10月）
- ヨル・フォージャー-フォージャー家のはは-（2023年12月）
- ボンド・フォージャーアーニャといっしょ--（2024年1月）
- ダミアン・デズモンド（2024年1月）
- ベッキー・ブラックベル（2024年2月）
- アーニャ・フォージャー-しふくばーじょん-（2024年11月）

ELDEN RING
- 指痕爛れのヴァイク（2023年1月）
- ミケラの刃、マレニア（2025年7月）

チェンソーマン
- チェンソーマン（2023年4月）
- パワー（2023年6月）
- サムライソード（2023年7月）
- デンジ（2024年2月）
- マキマ（2024年6月）
- 早川アキ（2025年3月）
- チェンソーマン -劇場版『チェンソーマン レゼ篇』-（2025年10月）

機動戦士ガンダム 水星の魔女
- スレッタ・マーキュリー（2023年4月）

BLEACH
- 黒崎一護 -天鎖斬月-（2023年7月）
- 阿散井恋次（2023年8月）
- 朽木白哉（2023年11月）
- 更木剣八（2024年6月）
- 日番谷冬獅郎（2024年7月）
- 黒崎一護 -月牙天衝-（2025年6月）

地獄楽
- 画眉丸（2023年9月）
- 山田浅ェ門 佐切（2023年10月）
- 杠（2023年11月）

ベルセルク
- ガッツ (狂戦士の甲冑)（2023年9月）
- グリフィス (光の鷹)（2023年10月）
- ガッツ (狂戦士の甲冑) -激情-（2024年3月）
- シールケ（2024年9月）
- イシドロ（2024年12月）
- ガッツ (鷹の団)（2025年7月）
- キャスカ (鷹の団)（2026年1月）

ガーディアンズ・オブ・ギャラクシー
- スター・ロード＆ロケット・ラクーン（ガーディアンズ・オブ・ギャラクシー：VOLUME 3）（2023年9月）

マッシュル-MASHLE-
- マッシュ・バーンデッド（2023年10月）
- ランス・クラウン（2023年11月）
- ドット・バレット（2024年1月）

SYNDUALITY Noir
- ノワール（2023年12月）

Nier: Automata Ver1.1a
- 2B（2024年1月）
- 9S（2024年2月）

SHY
- シャイ（2024年4月）
- スピリッツ（2024年5月）

怪獣8号
- 怪獣8号（2024年4月）
- 市川レノ（2024年5月）
- 亜白ミナ（2024年6月）
- 怪獣9号（2024年10月）
- 四ノ宮キコル（2024年11月）
- 保科宗四郎（2024年12月）
- 日比野カフカ（2025年8月）
- 四ノ宮功（2025年11月）
- 鳴海弦（2026年2月）

ドクター・ストレンジ
- ドクター・ストレンジ（ドクター・ストレンジ／マルチバース・オブ・マッドネス）（2022年4月）

SAND LAND
- ラオ&シーフ（2024年5月）

葬送のフリーレン
- フリーレン（2024年5月）
- フェルン（2024年6月）

REBEL MOON: パート1 炎の子
- コラ (REBEL MOONーパート1:炎の子)（2024年6月）
- ジミー (REBEL MOONーパート1:炎の子)（2024年6月）
- ネメシス (REBEL MOONーパート1:炎の子)（2024年8月）

鉄拳シリーズ
- 風間仁（2024年6月）
- 三島一八（2024年7月）
- ニーナ・ウィリアムズ（2025年2月）
- キング（2025年4月）

るろうに剣心 -明治剣客浪漫譚-
- 緋村剣心（2024年7月）
- 斎藤一（2024年9月）
- 四乃森蒼紫（2024年10月）

鬼滅の刃
- 竈門炭治郎（2024年7月）
- 竈門禰豆子（2024年8月）
- 冨岡義勇（2024年9月）
- 煉獄杏寿郎（2025年6月）
- 猗窩座（2025年7月）
- 我妻善逸（2025年8月）
- 胡蝶しのぶ（2025年9月）
- 竈門炭治郎 無限城決戦ver.（2025年12月）

シャングリラ・フロンティア
- サンラク（2024年8月）

アンデッドアンラック
- 出雲風子（2024年8月）
- アンディ（2024年8月）

幽☆遊☆白書
- 浦飯幽助 (2024年9月）
- 戸愚呂弟100%（2025年3月）

僕のヒーローアカデミア
- 緑谷出久（2024年12月）
- 爆豪勝己（2025年3月）
- 緑谷出久&爆豪勝己 PLUS ULTRA オプションパーツセット（2025年3月）
- 轟焦凍（2025年5月）
- 麗目お茶子（2025年10月）

ダンダダン
- モモ（2024年12月）
- オカルン (変身)（2025年1月）
- 星子（2025年7月）
- オカルン（2025年9月）

逃げ上手の若君
- 北条時行（2025年2月）

2025年日本国際博覧会
- EXPO2025 S.H.Figuarts ミャクミャク（2025年3月）

ヴェノム
- ヴェノム（ヴェノム：ザ・ラストダンス）（2025年4月）

2.5次元の誘惑
- リリエル 天使空挺隊／リリサ（2025年4月）
- ミリエラ 天使空挺隊／美花莉（2025年4月）

ロード・オブ・ザ・リング
- フロド・バギンズ&ゴラム (ロード・オブ・ザ・リング)（2025年5月）
- アラゴルン (ロード・オブ・ザ・リング)（2025年6月）

株式会社マジルミエ
- 桜木カナ（2025年5月）

銀魂
- 坂田銀時（2025年5月）

HUNTER×HUNTER
- ゴン（2025年6月）
- キルア（2025年7月）

ポリス・ストーリー/香港国際警察
- チェン刑事 (ポリス・ストーリー／香港国際警察)（2025年6月）

クレヨンしんちゃん
- 野原しんのすけ（2025年8月）

SAKAMOTO DAYS
- 坂本太郎（2025年8月）
- 朝倉シン（2025年9月）

機動戦士ガンダム
- シャア・アズナブル（2025年10月）

メタファー:リファンタジオ
- メタファー：リファンタジオ 主人公（2025年10月）
- メタファー：リファンタジオ シーカー（2025年11月）

遊☆戯☆王デュエルモンスターズ
- 闇遊戯（2025年10月）

新世紀エヴァンゲリオン
- 綾波レイ（2025年11月）
- 式波・アスカ・ラングレー（2025年12月）

ジョジョの奇妙な冒険
- ジョナサン・ジョースター（2025年11月）
- ジョセフ・ジョースター（2025年12月）
- 空条承太郎（2026年3月）

X-メン
- サイクロップス (GAMERVERSE)（2025年11月）

ハイキュー!!
- 日向翔陽（2025年12月）
- 影山飛雄（2026年1月）

スーパーマン
- スーパーマン (スーパーマン)（2026年1月）

## 通信販売
魂ウェブ商店:イベント終了後に取り扱った限定販売商品は、限定販売・キャンペーン景品を参照。

### 仮面ライダーシリーズ（通信販売）
- 仮面ライダーNEW電王 ストライクフォーム（2009年3月、魂ウェブ商店Yahoo!店、B★SHOP Yahoo!店）
- 仮面ライダー幽汽（2009年5月、魂ウェブ商店、B★SHOP）
- 仮面ライダーガオウ（2009年8月、魂ウェブ商店プレミアムバンダイ店。本商品以降「魂ウェブ商店」はプレミアムバンダイ店に）
- キンタロスイマジン（2009年9月）
- 仮面ライダーNEW電王 ベガフォーム（2009年9月）
- 仮面ライダークウガ アメイジングマイティ（2009年10月）
- リュウタロスイマジン（2009年11月）
- ジークイマジン（2009年12月）
- 仮面ライダーアギト トリニティフォーム（2010年1月） - グランドフォーム用手首が付属
- マシントルネイダー（2010年1月） - 「DXマシントルネイダー」のリニューアル
- ゼクトルーパー（2010年2月）
- ネオトルーパー（2010年2月）
- 仮面ライダークウガ ライジングアルティメット（ダークアイズver.）（2010年2月）
- バトルホッパー（2010年3月） - 「装着変身EXバトルホッパー」のリニューアル
- アクロバッター（2010年3月） - 「装着変身EXアクロバッター」のリニューアル
- 仮面ライダーライジングイクサ（2010年5月）
- 仮面ライダースカル（2010年5月）
- 仮面ライダークウガ グローイングフォーム（2010年6月）
- ン・ダグバ・ゼバ（2010年7月）
- ギルスレイダー（2010年8月） - 「DXギルスレイダー」のリニューアル
- ブレイドブレード（2010年8月）
- キバアロー（2010年9月）
- スカルボイルダー（2010年9月）
- ナスカ・ドーパント（2010年9月）
- 仮面ライダーディエンド コンプリートフォーム（2010年10月）
- マシンディケイダー（2010年11月）
- 仮面ライダーアクセルトライアル（2010年11月）
- ハードボイルダーダッシュブーストユニット（2010年12月）
- ハードボイルダータービュラーユニット（2010年12月）
- ウェザー・ドーパント（2010年12月）
- ガードチェイサー（2011年1月） - 「DXガードチェイサー」のリニューアル
- 仮面ライダーエターナル（2011年1月）
- 仮面ライダーW サイクロンアクセルエクストリーム（2011年2月）
- 仮面ライダークウガ ライジングタイタン（2011年3月）
- 仮面ライダーW サイクロンジョーカーゴールドエクストリーム（2011年4月）
- 仮面ライダースカルクリスタル（2011年5月） - 新規造形のスカル通常頭部が付属、つや消し塗装に変更。
- 仮面ライダーオーズ タカキリバ & タカトラーターセット（2011年5月）
- クレイドール・ドーパント（2011年6月）
- 仮面ライダーオーズ タカゴリバ & ガタトラバセット（2011年6月）
- 仮面ライダーファイズ アクセルフォーム（2011年7月）
- 仮面ライダーオーズ ライドベンダー & メダルセット（2011年7月）
自動販売機形態のライドベンダー、セルメダル、タトバコンボ&ガタキリバコンボ（トラアーム&カマキリアーム）用メダル持ち手セット。
- 仮面ライダーG電王（2011年8月）
- 仮面ライダーアクセルブースター（2011年8月） - 新規造形のアクセル通常頭部が付属。
- 仮面ライダーオーズ タジャドルコンボ エフェクトパーツセット（1次受注：2011年8月、2次受注：2012年1月）
- ウヴァ（2011年8月）
- カザリ（2011年9月）
- バースCLAWsセット（2011年10月） - ミルク缶が付属。
- ガメル（2011年10月）
- 仮面ライダーオーズ ブラカワニコンボ（2011年11月）
- メズール（2011年11月）
- アンク（ロスト）（2011年12月）
- 仮面ライダーバース プロトタイプ（2012年4月） - CLAWsウェポン2種（ブレストキャノンとクレーンアーム）が付属。
- 仮面ライダーフォーゼ ロケットステイツ（2012年4月）
- 仮面ライダーオーズ スーパータトバコンボ（2012年5月）
- アンク（グリード態）（2012年5月）
- 仮面ライダーなでしこ（2012年6月）
- 仮面ライダーガイ（2012年7月）
- 映司グリード（2012年8月） - パープルアイのオーズ タトバコンボ頭部が付属。
- 恐竜グリード（2012年8月） - オプションパーツにキヨちゃん（真木博士の人形）が付属。
- マグナギガ（2012年9月）
- リブラ・ゾディアーツ（2012年9月）
- マシンメテオスター（2012年10月）
- ヴァルゴ・ゾディアーツ（2012年10月）
- パワーダイザー ダイザーモード（2012年11月） - ビークルモードおよびタワーモードへの変形はオミットされている。
- レオ・ゾディアーツ（2012年11月）
- ジェノサイダー（2012年12月） - ベノスネーカー・エビルダイバー・メタルゲラスへの分離も可能。
- 宇宙服(OSTO)（2012年12月） - 仮面ライダーフォーゼ ベースステイツに対応するジェット煙エフェクトも付属。
- 仮面ライダーフォーゼ モジュールセット05（2013年1月） - スクリュー付きの交換用左すね足・ハンド付きの交換用右すね足・スコップ付きの交換用右腕・フリーズ付きの交換用右すね足・ボード付きの交換用左すね足・ジャイアントフット付きの交換用右すね足・エアロ付きの交換用左すね足・ジャイロ付きの交換用左腕・ネット付きの交換用右すね足・スタンパー付きの交換用左すね足、10種のモジュールセット。
- 仮面ライダーフォーゼ メテオフュージョンステイツ（2013年2月）
- 仮面ライダーリュウガ&ドラグブラッカー（2013年3月）
- グランダイン（2013年3月）
- スカイダイン（2013年3月）
- 仮面ライダーウィザード ウォータースタイル（2013年3月）
- ネガタロスイマジン（2013年4月）
- 仮面ライダーウィザード ハリケーンスタイル（2013年4月）
- 仮面ライダーウィザード ランドスタイル（2013年4月）
- 仮面ライダーベルデ（2013年5月）
- 仮面ライダーネガ電王（2013年5月）
- 仮面ライダーウィザード エフェクトセット01（2013年5月）
- 仮面ライダー電王 アックスフォーム（2013年6月）
- 仮面ライダーサイクロン（2013年6月）
- サジタリアス・ゾディアーツ（2013年6月）
- フェニックスファントム（2013年6月）
- 仮面ライダーフォーゼ メテオなでしこフュージョンステイツ（2013年7月）
- 仮面ライダーウィザード ウォータードラゴン（2013年7月）
- 仮面ライダービーストマントセット（2013年7月） - 可動タイプと無可動タイプ合計8種類のマントセット。
- メデューサファントム（2013年7月）
- アポロガイスト（2013年8月）
- 仮面ライダーウィザード ハリケーンドラゴン（2013年8月）
- 仮面ライダーウィザード ランドドラゴン（2013年8月） - ドラゴタイマーが付属。
- 仮面ライダービーストハイパー（2013年8月）
- スカイライダー（強化前）（2013年9月）
- 仮面ライダーシザース（2013年9月）
- 仮面ライダーストロンガー（チャージアップ）（2013年10月）
- 白い魔法使い（2013年10月）
- 電波人間タックル（2013年11月）
- 仮面ライダーカイザ GLOWING STAGE SET（2013年11月）
- 仮面ライダー電王 ガンフォーム&電王 ロッドフォーム（2013年11月）
- 仮面ライダー旧2号（2013年12月）
- 仮面ライダーブレイド キングフォーム（1次受注：2013年12月、2次受注：2014年1月）
- ショッカー戦闘員（黒）（2014年1月） - 3体セットや6体セットもあり。
- 仮面ライダーサイガ（2014年2月）
- マシンデンバード（2014年2月）
- ライドシューター（2014年3月）
- ロードセクター（2014年4月）
- 仮面ライダーインペラー（2014年4月）
- 仮面ライダーシン（2014年5月）
- オートバジン（2014年5月） - バトルモードへの変形も可能。
- 仮面ライダーファイズ&オートバジンセット（2014年5月） - 上記のオートバジンと仮面ライダーファイズとのセットで、ファイズは左腕にファイズアクセルが付く。
- オルテナティブ（2014年6月）
- 仮面ライダーゼロノス ゼロフォーム（2014年6月）
- マシンゼロホーン（2014年6月）
- 仮面ライダーギャレン ジャックフォーム（2014年7月）
- 仮面ライダーグリドン ドングリアームズ（2014年7月）
- 仮面ライダー斬月・真 メロンエナジーアームズ（2014年8月）
- ローズアタッカー（2014年8月） - ロックシード形態への変形はオミットされている。
- 仮面ライダーブレイド ジャックフォーム（2014年9月）
- シャドーチェイサー（2014年9月）
- 仮面ライダー鎧武 ジンバーレモンアームズ（2014年9月）
- 仮面ライダーブラーボ ドリアンアームズ（2014年9月）
- ロボイザー（2014年10月）
- グリンクローバー（2014年10月）
- 仮面ライダー黒影 マツボックリアームズ（2014年10月）
- 仮面ライダーファム（2014年11月）
- 仮面ライダー電王 ウイングフォーム（2014年11月）
- マックジャバー（2014年12月）
- 仮面ライダーデューク レモンエナジーアームズ（2014年12月）
- ジャングラー（2015年1月）
- 仮面ライダーアマゾン&ジャングラーセット（2015年1月） - 上記のジャングラーと仮面ライダーアマゾンとのセットで、大切断エフェクトのリペイント版が付属。
- 仮面ライダー鎧武 パインアームズ&仮面ライダーバロン マンゴーアームズセット（2015年1月）
- 仮面ライダーブレイド ブロークンヘッドVer.（2015年4月）
- ライダーマンマシン（2015年5月）
- ライダーマン&ライダーマンマシンセット（2015年5月） - 上記のライダーマンマシンとライダーマンとのセットで、ライダーマンの交換用頭部パーツ（叫び顔）が付属。
- ドラス（2015年6月）
- 仮面ライダー龍玄・黄泉 ヨモツヘグリアームズ（2015年6月）
- 仮面ライダーゼロノス ベガフォーム（2015年7月）
- 仮面ライダーマリカ ピーチエナジーアームズ（2015年7月）
- クルーザー（2015年8月）
- 仮面ライダーX&クルーザーセット（2015年8月） - 上記のクルーザーと仮面ライダーXとのセットで、X本体は劇中に近づけた彩色を再現している。
- 仮面ライダードライブ タイプテクニック（2015年8月） - ファイヤーブレイバーセットとドア銃とドライブ タイプスピードの交換用両手首がそれぞれ付属。
- ハートロイミュード（2015年8月）
- トライドロン（2015年9月） - タイプワイルドおよびタイプテクニックへの変形ギミックはオミットされている他、運転席のシートは取り外して台座に付ければ、ディスプレイ台座に変わる。
- ホースオルフェノク（2015年10月）
- 仮面ライダーシグルド チェリーエナジーアームズ（2015年10月）
- 武装チェイサーセット（2015年10月）
- 仮面ライダーナックル クルミアームズ（2015年11月）
- 仮面ライダードライブ タイプフォーミュラ（2015年11月） - トレーラー砲とエンジン再現パーツがそれぞれ付属。
- カブトロー（2015年12月）
- 仮面ライダーストロンガー&カブトローセット（2015年12月） - 上記のカブトローと仮面ライダーストロンガーとのセットで、バイク本体は単品版とは後部のカウルが異なっている。
- 仮面ライダーデッドヒートマッハ（2015年12月） - ドライブタイプデッドヒートへの変形ギミックがオミットされている他、バースト時の交換用タイヤと、ノーマルマッハと共用の決めポーズの交換用両手首がそれぞれ付属。
- ビートチェイサー2000（2016年1月）
- 仮面ライダーチェイサー（2016年1月）
- 仮面ライダーオーガ（2016年2月）
- ウルフオルフェノク（2016年3月）
- 仮面ライダー超デッドヒートドライブ（2016年3月）
- ドラグランザー（2016年4月） - バイク形態への変形も可能。
- 仮面ライダー龍騎サバイブ&ドラグランザーセット（2016年4月） - 上記のドラグランザーと仮面ライダー龍騎サバイブとのセットで、龍騎サバイブの専用台座が付属。
- 仮面ライダーチェイサーマッハ（2016年5月）
- ロード・バロン（2016年6月）
- 仮面ライダークウガ アルティメットフォーム（1次受注：2016年7月・2次受注：2016年8月） - 2010年6月に発売されたものとは別に完全新規品。
- ダークレイダー（2016年8月） - バイク形態への変形も可能。
- 仮面ライダーナイトサバイブ&ダークレイダーセット（2016年8月） - 上記のダークレイダーと仮面ライダーナイトサバイブとのセットで、新規デザインの専用台座が付属。
- 仮面ライダーゴースト ムサシ魂（2016年8月）
- 仮面ライダーガタック ライダーフォーム（1次受注：2016年9月・2次受注：2016年10月） - 2008年11月に発売されたのもとは別に完全新規品。
- 仮面ライダーゼロドライブ（2016年10月）
- 仮面ライダーネクロム（2016年11月）
- 仮面ライダーゴースト グレイトフル魂（2016年12月）
- 仮面ライダーゴースト グレイトフル魂【魂フィーチャーズ2016開催記念特典付き】（2016年12月）
- 仮面ライダーJ（2017年1月） - バッタのベリーが付属。
- 仮面ライダードライブ タイプトライドロン（2017年1月） - 赤い目の交換用頭部が付属。
- 仮面ライダードライブ タイプトライドロンタイヤカキマゼールセット（2017年1月） - 上記のドライブ タイプドライドロンに3種のカキマゼールタイヤ（アタック1.2.3、コウジゲンバー、ピーポーセーバー）が追加付属。
- 超魔進チェイサー（2017年2月）
- 仮面ライダーディープスペクター（2017年2月）
- ガタックエクステンダー（2017年3月）
- Vマシーン（2017年4月） - Vジェットへの変形も可能。
- 仮面ライダースーパー1&Vマシーンセット（2017年4月） - 上記のVマシーンと仮面ライダースーパー1とのセットで、スーパー1本体は前述の一般販売版とは頭部が新規造形となっている。
- ハードボイルダー（2017年4月） - 2010年8月に発売されたものとは別に完全新規品。旧Verと違い前後分割ギミックはオミットされている。
- 仮面ライダーマッハチェイサー（2017年5月）
- ハートロイミュード(超進化態)（2017年5月）
- 仮面ライダーハート（2017年6月）
- スカイターボ（2017年7月）
- スカイライダー&スカイターボ（2017年7月） - 上記のスカイターボとスカイライダーとのセットで、スカイライダー本体は前述の一般販売版とは頭部が新規造形となっている。
- 仮面ライダーアマゾンシグマ（2017年7月）
- 仮面ライダーダークドライブ タイプネクスト（2017年8月）
- 仮面ライダーレーザー バイクゲーマー レベル2（2017年8月）
- 仮面ライダーブレイブ ハンタークエストゲーマー レベル5（2017年9月） - ドラゴンソードの姿で立体化。
- 仮面ライダースナイプ シューティングゲーマー レベル5（2017年9月） - ドラゴンガンの姿で立体化。
- ヘルダイバー（2017年10月）
- モグラアマゾン（2017年10月） - ハンバーガーが付属。
- 仮面ライダーレーザー ハンターバイクゲーマー レベル5（2017年10月） - ドラゴンクローの姿で立体化。
- 仮面ライダーゲンム ゾンビゲーマー レベルX（2017年10月） - ガシャコンスパローが付属。
- 仮面ライダードライブ タイプスペシャル（2017年11月）
- 仮面ライダーエグゼイド ダブルアクションゲーマー レベルXX LRセット（2017年11月） - 2体セットで、ガシャコンキースラッシャーも2本分付属。
- 仮面ライダースナイプ シミュレーションゲーマー レベル50（2017年12月）
- 仮面ライダーパラドクス パーフェクトノックアウトゲーマー レベル99（2018年1月）
- 仮面ライダーアマゾンアルファ(2nd season ver.)（2018年2月）
- スカルボイルダー（2018年3月） - 真骨彫ハードボイルダーのリデコ。2010年9月に通販限定で販売されたものとは別に完全新規品。旧Verと違い前後分割ギミックはオミットされている。
- 仮面ライダーブレイブ レガシーゲーマー レベル100（2018年3月）
- 地獄大使（2018年4月）
- 仮面ライダーレーザーターボ バイクゲーマー レベル0（2018年5月）
- ブラッドスターク（2018年5月） - スチームエフェクトがセットで付属。
- ゲルショッカー戦闘員（2018年6月）
- マシンビルダー&パーツセット（2018年6月） - バイク本体はビルドフォンへの変形ギミックはオミットされている。
- 仮面ライダークローズ（2018年6月）
- ショッカー戦闘員(黒)（2018年7月） - 2014年1月に通販限定で販売されたものとは別に完全新規品。
- 仮面ライダーゲンム アクションゲーマー レベル0（1次受注:2018年7月・2次受注:2018年9月） - 檀黎斗神と残機表示の各PETエフェクトシートとガシャコンブレイカー ブレードモードとガシャコンバグヴァイザーIIが付属。
- 仮面ライダービルド ラビットタンクスパークリングフォーム（2018年7月）
- 仮面ライダークロノス クロニクルゲーマー（1次受注:2018年8月・2次受注:2018年10月） - 仮面ライダークロノス(大我)を再現する為の交換用のゲーマドライバーが付属。
- 仮面ライダーグリス（2018年8月） - フィギュアーツサイズのフェニックスフルボトルとロボットフルボトルが付属。
- 仮面ライダーゲンム ゴッドマキシマムゲーマー レベルビリオン（2018年9月） - ガシャコンキースラッシャーが付属。
- 仮面ライダーローグ（2018年9月） - フィギュアーツサイズのギアエンジンフルボトルとギアリモコンフルボトルが付属。
- カラスアマゾン（2018年10月）
- 仮面ライダーアマゾンネオアルファ（2018年11月）
- 新檀黎斗～新たな哀と楽～（1次受注:2018年11月・2次受注:2019年1月） - 下記とは別の交換用表情パーツと、フィギュアーツサイズのライダーガシャット2本が付属。
- 檀黎斗神～神の喜と怒～（1次受注:2018年11月・2次受注:2019年1月） - 上記とは別の交換用表情パーツと、フィギュアーツサイズのライダーガシャット2本と神の復活台座が付属。
- 仮面ライダーグレートクローズ（2018年12月）
- ヘルブロス（2018年12月）
- 仮面ライダークローズマグマ（2019年1月）
- 仮面ライダーブレイブ ファンタジーゲーマー レベル50（2019年2月）
- 仮面ライダーポッピー ときめきクライシスゲーマー レベルX（2019年3月）
- 仮面ライダーグリスブリザード（2019年4月）
- 仮面ライダーマッドローグ（2019年4月）
- 仮面ライダーエグゼイド マキシマムゲーマー レベル99（2019年5月） - ガシャコンキースラッシャーが付属。
- 仮面ライダージオウ ビルドアーマー（2019年5月）
- フィギュアーツZERO+S.H.Figuarts 北都の猿渡ファームセット（2019年6月） - フィギュアーツZERO「北都三羽ガラスセット」とS.H.Figuarts「仮面ライダーグリス」とのセット品であり、S.H.Figuarts「仮面ライダーグリス」一式分のパーツが付くほか、タグ持ちの交換用右手首が付属する。
- 仮面ライダーゲイツ ゲンムアーマー（2019年6月）
- ライドストライカー&ジカンギレード/ジカンザックスセット（2019年6月） - バイク本体はライドウォッチへの変形ギミックはオミットされている。
- 仮面ライダーアマゾンズ 最後ノ審判セット（2019年7月） - アマゾンオメガとアマゾンアルファの2体セットであり、血みどろは彩色で再現されている。
- 仮面ライダーレーザー チャンバラバイクゲーマー レベル3（2019年7月）
- 仮面ライダージオウ ディケイドアーマー（2019年8月）
- マシンキバー オプションパーツセット（2019年9月）
- 仮面ライダービルド ラビットラビットフォーム（1次受注:2019年9月・2次受注:2019年10月）
- 仮面ライダーオーマジオウ（2019年9月）
- 仮面ライダージオウII（2019年10月）
- 仮面ライダーエボル(フェーズ1.2.3セット)（2019年11月） - コブラフォームを基本に、ドラゴンフォームとラビットフォームの交換用パーツ一式が付属。
- 仮面ライダー斬月 カチドキアームズ（2019年12月）
- 仮面ライダーブレン（2020年1月）
- 仮面ライダーゲイツリバイブ 真の救世主セット（2020年1月） - 剛烈を基本に、疾風の交換用パーツ一式が付属。
- 仮面ライダーグリスパーフェクトキングダム（2020年2月）
- 仮面ライダービルド タンクタンクフォーム（2020年3月）
- 仮面ライダーウォズギンガファイナリー 宇宙最強セット（2020年3月） - ファイナリーを基本に、ワクセイフォームとタイヨウフォームの交換用パーツ一式が付属。
- 仮面ライダーエグゼイド ムテキゲーマー（2020年6月）
- アンク(人間態)（2020年6月）
- 仮面ライダー滅 スティングスコーピオン（2020年6月）
- 仮面ライダージオウトリニティ（2020年7月）
- 仮面ライダーバルキリー ラッシングチーター（2020年7月）
- 仮面ライダー迅 フライングファルコン（2020年8月）
- 仮面ライダーメタルビルド（2020年8月）
- 仮面ライダーゼロワン シャイニングアサルトホッパー（2020年9月）
- 仮面ライダーゲンム ゾンビアクションゲーマーレベルX-0（2020年9月）
- 仮面ライダーサウザー（2020年10月）
- 仮面ライダー001（2020年10月）
- 仮面ライダーバルカン アサルトウルフ（2020年11月）
- 仮面ライダーエボル ブラックホールフォーム（フェーズ4）（2020年11月）
- イズ（2020年12月）
- 仮面ライダービルド クローズビルドフォーム（2020年12月）
- 仮面ライダージオウ オーマフォーム（2021年1月）
- 仮面ライダー迅 バーニングファルコン（2021年1月）
- 仮面ライダークローズエボル（2021年2月)
- 仮面ライダープライムローグ（2021年3月）
- 仮面ライダー1型 ロッキングホッパー（2021年4月）
- 仮面ライダーゼロワン メタルクラスタホッパー（2021年4月）
- 仮面ライダーカリバー ジャアクドラゴン（2021年5月）
- 仮面ライダーエスパーダ ランプドアランジーナ（2021年6月）
- 仮面ライダーセイバー ドラゴニックナイト（2021年7月）
- 仮面ライダー最光 金の武器 銀の武器（2021年10月）
- 仮面ライダーカリバー ジャオウドラゴン（2021年11月）
- 仮面ライダーバスター 玄武神話（2021年12月）
- 仮面ライダー剣斬 猿飛忍者伝（2022年1月）
- 仮面ライダースラッシュ ヘンゼルナッツとグレーテル（2022年3月）
- 仮面ライダーバルキリー ジャスティスサーバル（2022年3月）
- ライズホッパー&ライジングインパクトエフェクトセット（2022年4月）
- 仮面ライダーエビル バットゲノム&ジャッカルゲノム（2022年6月）
- 仮面ライダービルド ジーニアスフォーム（2022年7月）
- 仮面ライダーデモンズ スパイダーゲノム（2022年7月）
- 仮面ライダージャンヌ コブラゲノム&ラブコフ クジャクゲノム（2022年8月）
- 仮面ライダーエスパーダ アラビアーナナイト（2022年9月）

- 仮面ライダーリバイス（2022年10月）

- 仮面ライダーアークゼロ&アークエフェクトパーツセット（2022年10月）
- 仮面ライダーゲンム 無双ゲーマー（2022年11月）
- 仮面ライダーサーベラ 昆虫大百科（2022年11月）
- 仮面ライダーゼロツー（イズVer.）（2022年12月）
- 仮面ライダーアギレラ クインビーゲノム（2023年1月）
- 仮面ライダーライブ バットゲノム／ジャッカルゲノム（2023年2月）
- 仮面ライダーバルカン ローンウルフ（2023年3月）
- 仮面ライダーセイバー プリミティブドラゴン（2023年3月） - TAMASHII NATION 2022特別開催記念商品
- 仮面ライダーSHADOWMOON（2023年4月）
- バトルホッパー（仮面ライダーBLACK SUN）（2023年5月）
- バイス&ラブコフ&オプションパーツセット（2023年5月）
- 仮面ライダーバッファ ゾンビフォーム（2023年6月）
- 仮面ライダータイクーン ニンジャフォーム（2023年7月）
- 仮面ライダーナーゴ ビートフォーム（2023年8月）
- 仮面ライダー第2号（シン・仮面ライダー）（2023年8月）
- 仮面ライダーギーツ ブーストマグナム&フィーバーフォームパーツセット（2023年9月）
- サイクロン号（シン・仮面ライダー）（1次:2023年9月・2次:2023年11月）
- 仮面ライダー第0号（シン・仮面ライダー）（2023年10月）
- 仮面ライダー滅 スティングスコーピオン -S.H.Figuarts 15th anniversary Ver.-（2023年10月）
- 仮面ライダーゼロツー（2023年10月）
- 南光太郎（仮面ライダーBLACK SUN）（2023年11月）
- 秋月信彦（仮面ライダーBLACK SUN）（2023年11月）
- 仮面ライダーグレア（2023年11月）
- 仮面ライダーパンクジャック モンスターフォーム／ビートフォーム（2023年12月）
- 仮面ライダー／本郷猛（シン・仮面ライダー）（2023年12月）
- 仮面ライダードライブ タイプトライドロン タイヤカキマゼールセット -S.H.Figuarts 15th anniversary Ver.-（2023年12月） - 抽選販売
- 仮面ライダー第2+1号／一文字隼人 (シン・仮面ライダー) （2024年1月）
- 仮面ライダーゲイザー（2024年1月）
- 仮面ライダーギーツ レーザーブーストフォーム&ブーストフォームマークⅡ（2024年2月）
- 仮面ライダージーン（2024年2月）
- 大量発生型相変異型バッタオーグ (シン・仮面ライダー) （2024年3月）
- 大量発生型相変異型バッタオーグ搭乗用サイクロン号 (シン・仮面ライダー) （2024年3月）
- デザイアグランプリ エントリーレイズセット（2024年4月）
- GMライダーセット（2024年4月）
- 仮面ライダーアークワン（2024年4月）
- シンサイクロン号 (シン・仮面ライダー) （2024年5月）
- ヴァルバラド（2024年5月）
- アズ（2024年5月）
- 仮面ライダーサガ（2024年6月）
- 仮面ライダーナーゴ エントリーレイズフォーム&エントリーレイズセット（2024年6月）
- ゴルドダッシュ（2024年6月）
- ブーストストライカー（2024年6月）
- 仮面ライダーレジェンド（2024年7月）
- 仮面ライダービルド トライアルフォーム (ラビットドラゴン) Rabbit to Dragon NEW YEAR EDITION（2024年8月）
- オートバジン (ビークルモード) （2024年9月）
- 仮面ライダーマジェード サンユニコーン（2024年9月）
- 仮面ライダーバッファ フィーバーゾンビフォーム（2024年9月）
- 仮面ライダーヴァルバラド（2024年10月）
- 仮面ライダー滅 アークスコーピオン FINAL BATTLE WEAPONS SET（2024年10月）
- 仮面ライダータイクーン ブジンソード（2024年11月）
- 仮面ライダー1号／本郷猛(仮面ライダーTHE NEXT)（2024年12月）
- 仮面ライダードレッド零式（2024年12月）
- サイクロン1号 (仮面ライダーTHE NEXT)（2025年1月）
- 仮面ライダーナーゴ フィーバービートフォーム（2025年1月）
- 仮面ライダーファイヤーガッチャード（2025年2月）
- 仮面ライダーファイヤーガッチャードデイブレイク／ガッチャードデイブレイク スチームホッパー（2025年3月）
- 仮面ライダーパンクジャック フィーバーモンスターフォーム（2025年4月）
- 乾巧（2025年5月）
- 仮面ライダークロスセイバー（2025年5月）
- 仮面ライダークロスセイバー10聖剣セット（2025年5月）
- 草加雅人（2025年6月）
- 仮面ライダーヴァレン チョコドンフォーム（2025年6月）
- 仮面ライダーバッファ フィーバーゾンビフォーム (ジャマ神)（2025年7月）
- 仮面ライダービルド ラビットタンクハザードフォーム 平成ジェネレーションズエディション（2025年8月）
- 仮面ライダーヴラム プリンカスタム（2025年8月）
- ハードボイルダー (風都探偵アニメ化記念)（2025年8月）
- 仮面ライダーガヴ ケーキングフォーム（2025年9月）
- 仮面ライダー龍玄 ブドウアームズ（2025年9月）
- 仮面ライダーデュランダル オーシャンヒストリー（2025年10月）
- 仮面ライダービターガヴ スパーキングミフォーム（2025年12月）
- 仮面ライダータイクーン フィーバーニンジャフォーム&ケケラ (カエルの置物) セット（2025年12月）
- 仮面ライダーガヴ ブリザードソルベフォーム（2026年1月）
- 仮面ライダービターガヴ マーブルブレイクッキーフォーム（2026年5月）

### スーパー戦隊シリーズ（通信販売）
- シンケンブルー（2011年6月）
- シンケングリーン（2011年6月）
- シンケンピンク（2011年9月）
- シンケンイエロー（2011年9月）
- ゴーカイイエロー（2011年12月）
- ゴーカイピンク（2012年1月）
- ゴセイナイト（2012年4月）
- 腑破十臓（2012年6月）
- ハイパーシンケンレッド（2012年7月）
- デカブルー（2012年9月）
- ブラックコンドル（2012年10月）
- チダ・ニック（2012年10月） - バイクモードへの変形はオミットされている。
- イエローバスター&ウサダ・レタス（2012年11月）
- デカグリーン（2012年12月）
- バスコ&サリー（2012年12月） - フィギュアーツゼロ仕様のサリーとのセット。
- ブルーバスター（2013年1月）
- ゴリサキ・バナナ（2013年2月）
- シャチーク（2013年3月）
- デカイエロー（2013年5月）
- デカピンク（2013年5月）
- ワルズ・ギル（2013年6月）
- デリューナイト（2013年7月）
- ボウケンブラック&ボウケンブルーセット（2013年8月）
- キバレンジャー（2013年9月） - アキバレンジャー痛に登場したVer.の差し替えパーツが付属。
- プテラレンジャー（2013年10月）
- 超アキバレッド・スーパー（2013年10月） - イタッシャーBOYを再現するためのデカールが付属。
- アームドティラノレンジャー（2013年11月）
- ゴウライジャーセット（2013年12月）
- ハリケンブルー&ハリケンイエローセット（2014年1月）
- マンモスレンジャー（2014年2月）
- キョウリュウブルー&キョウリュウグリーンセット（2014年2月）
- キョウリュウゴールド（2014年3月）
- キョウリュウブラック&キョウリュウピンクセット（2014年4月）
- トリケラレンジャー（2014年5月）
- タイガーレンジャー（2014年6月）
- バルシャーク&バルパンサーセット（2015年6月）
- ツーカイザー（2023年1月）
- オオクワガタオージャー（2024年2月）
- スパイダークモノス（2026年2月）

### プリキュアシリーズ（通信販売）
- キュアミント & キュアルージュ DXセット（2010年3月） - 「プリキュア5GoGo!」シリーズ用台座5点付属。
- ミルキィローズ（2010年8月） - 「プリキュア5GoGo!」シリーズ用表情パーツ5点付属。
- キュアエンジェルピーチ（2010年12月）
- キュアブラック（Max Heart Ver.）（2011年10月）- 妖精のメップルも付属。
- キュアホワイト（Max Heart Ver.）（2011年10月）- 妖精のミップルも付属。
- ダークプリキュア（2011年12月）
- シャイニールミナス（2012年3月）- 妖精のポルンとルルンも付属。
- キュアブロッサム スーパーシルエット（2012年8月）
- キュアマリン スーパーシルエット（2012年9月）
- キュアサンシャイン スーパーシルエット（2012年12月）
- キュアムーンライト スーパーシルエット（2013年4月）
- キュアビューティ（2014年1月）
- キュアマーチ（2014年6月）
- キュアサニー（2014年9月）- 妖精のポップも付属。
- キュアダイヤモンド（2014年10月）- 妖精のラケルも付属。
- キュアメロディ（2015年4月）- 妖精のハミィも付属。
- キュアリズム（2015年5月）
- キュアソード（2015年8月）- 妖精のダビィも付属。
- キュアロゼッタ（2015年9月）- 妖精のランスも付属。
- キュアエコー（2015年12月）- フーちゃんと妖精のグレルとエンエンが付属。
- キュアビート（2016年4月）
- キュアフローラ（2016年8月） - 妖精のミス・シャムールが付属。
- キュアトゥインクル（2017年1月）
- キュアミューズ（2017年3月）
- キュアエース（2017年5月）
- キュアマーメイド（2017年6月） - 妖精のパフとアロマ（ドレスアップ覚醒前）が付属。
- キュアブルーム（2017年8月） - 妖精のフラッピが付属。
- キュアブルーム&満セット（2017年8月） - 妖精のフラッピが付属。
- キュアイーグレット（2017年11月） - 妖精のチョッピが付属。
- キュアイーグレット&薫セット（2017年11月） - 妖精のチョッピが付属。
- キュアスカーレット（2018年1月）
- キュアホイップ（2018年2月） - 妖精のペコリンが付属。
- キュアマカロン（2018年6月）
- キュアショコラ（2018年9月）
- キュアパルフェ（2018年10月）
- キュアカスタード&キュアジェラートセット（2018年12月） - 妖精のキラリンとピカリオが付属。
- キュアエール（2019年7月）
- キュアマシェリ（2019年9月）
- キュアアムール&はぐたん（2019年12月）
- キュアエトワール&ハムハム・ハリー（2020年4月）

### ドラゴンボールシリーズ（通信販売）
- スーパーサイヤ人ベジータ（2011年12月）
- スーパーサイヤ人3孫悟空（2012年3月）
- トランクス（2012年5月） - スーパーサイヤ人Ver.の交換用頭部が付属。
- セル完全態（2012年11月）
- ベジータ（2013年4月）
- フリーザ最終形態（2013年6月）
- クリリン（2013年10月）
- 孫悟空（2014年4月）
- 人造人間18号（2014年6月）
- 人造人間17号（2014年9月）
- ブロリー（2014年11月）
- 人造人間16号（2015年2月）
- ベジット（2015年4月） - スーパーサイヤ人Ver.の交換用頭部が付属。
- アルティメット孫悟飯（2015年9月）
- 超サイヤ人ゴッドSS (超サイヤ人) 孫悟空（2015年10月）
- ゴールデンフリーザ（2015年10月）
- スーパーサイヤ人ベジータ -Premium Color Edition-（2015年12月）
- トランクス -Premium Color Edition-（2016年1月）
- 超サイヤ人ゴッドSS (超サイヤ人) ベジータ（2016年4月）
- ウイス（2016年8月）
- スーパーサイヤ人孫悟飯（2017年1月）
- セル完全体 -Premium Color Edition-（2017年2月）
- ナッパ（2017年8月）
- スーパーサイヤ人ゴッド孫悟空（2017年10月）
- ヤムチャ（2017年11月） - サイバイマン1体が付属。
- 天津飯（2017年12月） - 餃子の無可動フィギュアが付属。
- ゴクウブラック（2018年3月）
- 魔人ベジータ（2018年5月）
- 亀仙人（2018年7月） - 三星球が付属。
- ブルマ（2018年9月） - 五星球とドラゴンレーダーとサブマシンガンが付属。
- 未来トランクス（2018年11月） - スーパーサイヤ人Ver.の交換用頭部とギャリック砲エフェクトと希望の剣が付属。
- ミスター・サタン（2019年1月） - 犬のベエが付属。
- グレートサイヤマン（2019年2月） - 孫悟飯[通常・スーパーサイヤ人]とターバン&サングラスの交換用頭部が付属。
- スーパーサイヤ人ゴッドスーパーサイヤ人ベジータ-超-（2019年5月）
- 人造人間21号（2019年6月）
- ザマス-合体-（2019年8月）
- ピッコロ大魔王（2019年10月） - 一星球と電子ジャーと卵が付属。
- ジレン（2020年1月）
- 桃白白（2020年2月） - 七星球と飛行用柱一式と交換用道義パーツ一式が付属。
- ジャッキー・チュン（2020年5月） - パール塗装が施された三星球と、天下一武道会のアナウンサーが持つマイクが付属。
- 大猿ベジータ（2020年7月）
- チチ -少女期-（2020年8月） - パール塗装が施された二星球が付属。
- ジレン-最終決戦-（2020年9月）
- スーパーサイヤ人ゴッドスーパーサイヤ人ベジット-超-（2020年10月）
- 孫悟飯-少年期-（2020年11月）
- ジース（2020年12月）
- リクーム（2021年2月）
- ラディッツ（2021年3月）
- バータ&グルド（2021年5月）
- ヒット（2021年6月）
- ランチ（2021年7月）
- クウラ 最終形態（2021年8月）
- 天津飯&餃子（2021年9月）
- ブルマ-ナメック星への旅立ち-（2021年10月）
- 人造人間17号-宇宙サバイバル編-（2021年12月）
- 人造人間18号-宇宙サバイバル編-（2021年12月）
- スーパーサイヤ人ケフラ（2022年1月）
- ドドリア（2022年2月）
- ザーボン（2022年4月）
- 孫悟飯-戦闘服-（2022年9月）
- クリリン-戦闘服-（2022年10月）
- ポルンガ&デンデ 光るドラゴンボールセット-いでよ本場の神龍!!-（2022年12月）
- ガンマ1号（2023年1月）
- ガンマ2号（2023年1月）
- ターレス（2023年2月）
- フリーザ 第二形態（2023年4月）
- パン SUPER HERO（2023年5月）
- ブロリー SUPER HERO（2023年6月）
- 孫悟飯ビースト（2023年7月）
- オレンジピッコロ（2023年8月）
- フリーザ 第三形態（2023年9月）
- 人造人間19号（2023年11月）
- メタルクウラ（2023年12月）
- 人造人間20号（2024年1月）
- スーパーサイヤ人ゴッドスーパーサイヤ人ベジータ-超- -S.H.Figuarts 15th anniversary Ver.-（2024年2月）
- 孫悟空 身勝手の極意-とよたろう Edition-（1次：2024年2月、2次：2024年3月）
- ヤムチャ -地球人屈指の実力者-（2024年3月）
- メカフリーザ（2024年4月）
- ベジータ-24000の戦闘力-（2024年6月）
- キュイ（2024年7月）
- フルパワーフリーザ（2024年9月）
- コルド大王（2024年10月）
- トランクス-GT-（2024年11月）
- 超17号（2024年12月）
- パン-GT-&ギル (2025年1月)
- ベジータ-旧戦闘服-（2025年2月）
- ザーボン-真の力-（2025年7月）
- スーパーサイヤ人孫悟空(ミニ)-DAIMA-（2025年7月）
- キング・ゴマー（2025年8月）
- スーパーサイヤ人孫悟空-伝説のスーパーサイヤ人-[BEST SELECTION]（2025年9月）
- クウラ 最終形態-40周年記念再販Edition-（2025年9月）
- スーパーサイヤ人3ベジータ(ミニ)-DAIMA-（2025年10月）
- ブロリー-40周年記念再販Edition-（2025年11月）
- ネイル（2025年11月）
- スーパーサイヤ人4孫悟空(ミニ)-DAIMA-（2025年12月）
- ジブレット（2026年1月）
- シャロット（2026年1月）
- 最長老（2026年2月）
- クリリン-孫悟空の親友-（2026年2月）
- グロリオ（2026年3月）

### スター・ウォーズシリーズ（通信販売）
- スカウト・トルーパー&スピーダー・バイク（2016年4月）
- ファースト・オーダー ストームトルーパー (シールド&バトンセット)（2016年5月）
- ファースト・オーダー ストームトルーパー (ヘビーガンナー)（2016年8月）
- カイロ・レン(THE FORCE AWAKENS)（2017年2月）
- アナキン・スカイウォーカー (ATTACK OF THE CLONES)【早期購入限定版】（2017年5月）
- アナキン・スカイウォーカー (ATTACK OF THE CLONES)【通常版】（2017年5月）
- パドメ・アミダラ (ATTACK OF THE CLONES)（2017年6月）
- クワイ＝ガン・ジン（2017年8月）
- シス・スピーダー（2018年4月）
- ヨーダ(STAR WARS:Revenge of the sith)（2019年8月）
- パルパティーン皇帝-Death Star II Throne Room Set-(STAR WARS:Return of the jedi)（2020年6月）
- IG-11（STAR WARS：The Mandalorian)（2020年10月）
- アーマラー（STAR WARS：The Mandalorian)（2021年3月）
- ジャー・ジャー・ビンクス (STAR WARS:The Phantom Menace)（2024年10月）

### メタルヒーローシリーズ（通信販売）
- 宇宙刑事ギャバン（2013年4月）
- 宇宙刑事ギャバンtypeG（2013年5月）
- 宇宙刑事シャリバン（2013年10月）
- 宇宙刑事シャイダー（2013年11月）
- ブルービート（2015年1月）
- ブラックビート（2015年3月）
- ジャスピオン（2015年5月）
- ジースタッグ&レッドル（2015年5月） - ボーナスパーツとして、3人分のパルセイバーが付属。
- バイクル（2016年6月）
- ウォルター（2016年8月）
- 特警フルパッケージオプションセット（2016年10月）
- ギャバン typeG (SPACE SQUAD Ver.)（2017年5月） - 2013年5月に通販限定で販売されたものとは別に完全新規品。追加でレーザーブレード・オリジンが新規付属。
- サイバリアン（2017年6月）
- ギャバン&サイバリアンセット（2017年6月） - 上記のサイバリアンとギャバンとのセットで、ギャバン本体は2013年4月に通販限定で販売されたものとは別に完全新規品。
- 一条寺烈（2017年11月） - 蒸着エフェクトシートが付属。

### 覚悟のススメ
- 強化外骨格 零 -最終局面-（2010年3月） - 葉隠覚悟の頭部が付属。

### スクライド
- ストレイト・クーガー（2011年6月）
- カズマ 第二形態（2011年7月）
- 劉凰&絶影（2011年11月） - フィギュアーツゼロ仕様の絶影とのセット。
- カズマ 最終形態（2012年3月）
- 劉凰 最終形態（2012年7月）

### 牙狼-GARO-
- 銀牙騎士 絶狼（2011年9月）
- 黄金騎士 大河（2011年10月）
- 黄金騎士 ガロ(流河Ver.)（2016年2月）
- 黄金騎士 ガロ(レオン刻印Ver.)（2016年6月）
- 黄金騎士 ガロ(流牙金色Ver.)（2016年8月）
- 黄金騎士 ガロ(雷吼Ver.)（2016年11月）
- 黄金騎士 ガロ(冴島鋼牙)（2018年6月）
- 銀河騎士ゼロ（2018年11月）
- 黄金騎士 ガロ(冴島雷牙)（2019年10月）
- 暗黒騎士キバ（2020年4月）

### TIGER & BUNNY / TIGER & BUNNY 2
- ワイルドタイガー ONE MINUTE（2012年5月） - 新規造形の通常ワイルドタイガーの交換用両手首も付属。
- ダブルチェイサー（2012年10月）
- ワイルドタイガー トップマグVer.（2013年1月）
- ロックバイソン-Movie Edliton-（2013年4月）
- ファイヤーエンブレム（2013年7月）
- ブルーローズ（2013年10月）
- ドラゴンキッド（2014年6月）
- ゴールデンライアン（2014年8月）
- ワイルドタイガー Style 2（2014年9月）
- バーナビーブルックスJr. Style 2（2014年9月）
- ダブルチェイサー&オプションパーツセット（2022年12月）
- Mr.ブラック（2023年5月）
- ヒーイズトーマス（2023年6月）

### サイボーグ009
- CYBORG009 島村ジョー（2013年4月）

### こちら葛飾区亀有公園前派出所
- 大原大次郎（2013年5月）

### To LOVEる -とらぶる-ダークネス
- 金色の闇(トランスホワイトVer.)（2013年10月）

### ノンジャンル
- Daft Punk Thomas bangalter（2013年11月）
- Daft Punk Guy-manuel de Homem-Christo（2013年11月）
- つば九郎（2016年8月）
- 浜田雅功（2018年8月）
- 松本人志（2018年8月）
- ゲームセンターCX 有野課長（いけそう缶Ver.）（2018年12月）
- YOKO FUCHIGAMI（2019年6月）
- 長渕剛（2020年1月）
- 暴れん坊将軍（2022年6月）
- 浜田雅功 -究極のツッコミ-（1次：2022年10月、2次：2022年11月）
- 松本人志 -究極のボケ-（1次：2022年10月、2次：2022年11月）
- hide -ROCKET DIVE-（2023年1月）
- T.M.Revolution（2023年6月）
- とにかく明るい安村（2023年7月）
- Jamiroquai（2023年11月）
- 志村けんの変なおじさん（2024年4月）
- 志村けんのバカ殿様（2024年6月）
- マツケンサンバII（2024年12月）
- 堀米雄斗（2025年2月）
- T.M.Revolution RED HOT LIMITED EDITION（2025年11月）

### アイアンマン
- アイアンマン マーク6 ブラックVer.（2014年3月）
- ウォーマシン マーク2（2015年10月）
- 超合金×S.H.Figuarts アイアンマン マーク44 ハルクバスター（1次受注：2016年1月、2次受注：2016年5月）
- ウォーマシン マーク3（2017年2月）
- アイアンマン マーク6（2017年4月） - 2013年4月に発売されたものとは別の完全新規品。
- ホール オブ アーマー（2017年4月[1次受注]、2017年8月[2次受注]、2017年10月[3次抽選]、2018年3月[4次受注]、2018年10月[5次受注]）
- 【先着販売】アイアンマン マーク3 -MARVEL AGE OF HEROS EXHIBITION 開催記念カラー-（2017年7月）
- アイアンマン マーク2（2017年8月）
- アイアンマン マーク5（2017年10月）
- アイアンマン マーク4（2018年3月）
- アイアンマン マーク20 パイソン（2019年8月）
- アイアンマン マーク1 -《Birth of Iron Man》 EDITION-（アイアンマン）（2020年10月）
- トニー・スターク -《Birth of Iron Man》 EDITION- (アイアンマン)（2020年10月）
- アイアンマン マーク４ -S.H.Figuarts 15th anniversary Ver.-（2023年12月）

### ゴッドイーター
- アリサ・イリーニチナ・アミエーラ-GOD EATER 2 EDITION-（2014年6月）

### デジタルモンスター
- インペリアルドラモン(ファイターモード)（2014年7月）
- アルファモン（2015年2月）
- メタルガルルモン -Original Designer's Edition-（2015年7月）
- インペリアルドラモン(パラディンモード)（2015年8月）
- カオスデュークモン（2015年11月）
- オメガモン 『ぼくらのウォーゲーム!』（2016年1月）
- ウォーグレイモン 『ぼくらのウォーゲーム!』（2016年5月）
- オメガモン -Premium Color Edition-（2021年2月）
- アルファモン:王竜剣 -Premium Color Edition-（2021年9月）
- インペリアルドラモンファイターモード -Premium Color Edition-（2021年12月）
- デュークモン -聖騎士再誕-（2022年7月）
- エンジェウーモン（2023年4月）

### 人造人間キカイダー&キカイダー01
- キカイダー（2014年9月）
- ハカイダー（2014年10月）
- サイドマシーン（2014年11月）
- 白いカラス（2015年2月）
- キカイダー01（2015年4月）
- ギルハカイダー（2015年5月）
- ダブルマシーン（2015年10月）

### ロックマンゼロシリーズ
- ロックマンゼロ（2014年10月）

### 美少女戦士セーラームーン
- セーラーウラヌス（2014年12月） - セーラームーン用交換用表情パーツ（ハート目）が付属。
- セーラーネプチューン（2015年1月）
- セーラーV（2015年10月）
- セーラープルート（2015年11月）
- ブラックレディ（2016年7月）
- スーパーセーラーマーキュリー（2017年4月）
- スーパーセーラーマーズ（2017年9月）
- スーパーセーラージュピター（2017年12月）
- スーパーセーラーヴィーナス（2018年5月）

### ペルソナ4
- エリザベス-クリスマスVer.-（2014年12月）

### NARUTO -ナルト-&BORUTO -ボルト-
- うずまきナルト (2014年7)
- うちはサスケ（2015年1月）
- はたけカカシ（2015年12月）
- 波風ミナト（2016年1月）
- うずまきナルト 仙人モード（2016年7月）
- うちはサスケ (イタチ戦)（2016年10月）
- うちはイタチ（2016年11月）
- ロック・リー（2017年3月）
- 我愛羅（2017年7月）
- うちはマダラ（2017年10月）
- 自来也（2018年1月）
- うずまきボルト（2018年3月）
- うずまきナルト 仙人モード-完全版-（2018年4月）
- うずまきナルト [九喇嘛リンクモード] -想いを繋ぐ希望の力 (2024年3月)
- うずまきナルト [仙人モード] - 師の意志を継ぐ木ノ葉の救世主 (2024年11月)
- ペイン天道 -六道を束ねし輪廻の瞳-（2025年1月）
- 綱手 -百豪極めし伝説の医療忍者-（2025年4月）
- 自来也 -仙術極めし木ノ葉の豪傑- 仙人モードセット（2025年8月）

### バットマン
- ハーレークィン（INJUSTICE ver.）（2015年5月）
- バットポッド(The Dark Knight)（2018年1月）
- キャットウーマン(The Dark Knight Rises)（2018年7月）
- バットマン (BATMAN 1989)（2020年9月）

### ラブライブ!
- 園田海未（2015年6月）
- 南ことり（2015年7月）
- 小泉花陽(僕らは今のなかで)&星空凛(僕らは今のなかで)（2016年2月） - 各単品版もありで、2体セット版のみの特典として、西木野真姫(僕らは今のなかで)の困り顔パーツが付属。
- 高阪穂乃果(僕らは今のなかで)（2016年4月）
- 園田海未(僕らは今のなかで)（2016年5月）
- 南ことり(僕らは今のなかで)（2016年6月）

### スーパーマン
- スーパーマン（iNJUSTICE ver.）（2015年7月）
- スーパーマン（JUSTICE LEAGUE）（2018年6月）

### スーパーマリオシリーズ
- ファイアマリオ（2015年9月） - オプションパーツとして、ファイアボール・ファイアボール付き右手・ファイアフラワー・ファイアフラワー用台座・台座・支柱がそれぞれ1個付属。
- スーパーマリオ あそべる!プレイセットD 敵わらわら入門編（2015年9月） - ノコノコ・クリボー・キラー・テレサ・支柱3種・台座のセット。
- スーパーマリオ あそべる!プレイセットE 敵ぞろぞろ初級編（2016年4月） - ジュゲム・ハンマーブロス・トゲゾー・支柱・台座のセット。
- クッパ（2016年4月） - オプションパーツとして、交換用左右手首・交換用下顎2種・台座・支柱がそれぞれ付属。

### キン肉マン
- ザ・ニンジャ（2016年4月） - パイプ椅子が2個付属。
- ビッグ・ザ・武道（2016年7月） - ネプチューンキングの交換用頭部と大型超人用のクリップアームが付属。
- キン肉マングレート（2016年9月） - 二代目キン肉マングレートの正体でもあるテリーマンの交換用頭部が付属。
- ストロング・ザ・武道（2017年8月） - 竹刀と大型超人用のクリップアームが付属。

### アベンジャーズ/エイジ・オブ・ウルトロン
- ウルトロン・プライム（2016年5月）
- ブラック・ウィドウ (アベンジャーズ/エイジ・オブ・ウルトロン)（2016年9月）
- ホークアイ (アベンジャーズ/エイジ・オブ・ウルトロン)（2017年2月）

### ウルトラシリーズ（通信販売）
- ULTRA-ACT×S.H.Figuarts ULTRAMAN Special ver.（2016年5月）
- ULTRA-ACT×S.H.Figuarts ULTRAMAN SUIT ver 7.2（2016年8月）
- ULTRA-ACT×S.H.Figuarts ACE SUIT（2017年2月）
- バルタン星人 分身体セット（2017年4月）
- メフィラス星人（2017年5月）
- ULTRA-ACT×S.H.Figuarts BEMULAR（2017年7月）
- ULTRA-ACT×S.H.Figuarts ULTRAMAN リミッター解除ver.（2017年9月）
- ダダ（2017年11月） - 3種類の交換用頭部が付属。
- ジャグラス ジャグラー（2018年1月）
- ザラブ星人（2018年4月）
- ウルトラマンオーブ サンダーブレスター（2018年5月）
- ウルトラマンベリアル アトロシアス（2018年6月）
- ウルトラマンジード ロイヤルメガマスター（2018年7月）
- パンドン 史上最大の侵略セット（2018年8月） - 改造パンドンの交換用パーツ（左腕と右足）とアイスラッガー持ちの交換用手首が付属。
- アントラー（2018年9月）
- ウルトラマンゼロ ビヨンド（2018年11月）
- グドン（2018年12月）
- ウルトラマンロッソ グランド（2019年5月）
- ウルトラマンブル ウインド（2019年5月）
- ウルトラマンルーブ（2019年6月）
- ブラックキング（2019年7月）
- ウルティメイトイージス／ウルトラマンゼロアーマーオプションパーツセット（2019年7月）
- ウルトラマンジード マグニフィセント（2019年8月）
- モンスアーマー オプションパーツセット（2020年1月）
- BEMLAR -the Animetion-（2020年2月）
- ウルトラマンジードダークネス（2020年3月）
- ウルトラマンエックスダークネス&ダークネスゴモラアーマーセット（2020年4月）
- ウルトラマントレギア（2020年6月）
- ウルトラマンタイガ トライストリウム（2020年6月）
- ウルトラマンジード ウルティメイトファイナル（2020年7月）
- ウルトラマンタイタス（2020年9月）
- シャイニングウルトラマンゼロ（2020年10月）
- ブラザーズマント（1期：2020年11月、2期：2024年12月）
- ウルトラマンゼット アルファエッジ（2020年12月）
- ウルトラマンギンガストリウム（2021年1月）
- ウルトラマンゼロ ビヨンド（ギャラクシーグリッター）（2021年1月）
- ウルトラマンフーマ（2021年2月）
- ゼットン 一兆度の火球Ver.（2021年4月）
- ウルトラゼロマント（2021年5月）
- ジャグラスジャグラー （ニュージェネレーションエディション）（2021年5月）
- 対怪獣特殊空挺機甲1号機 セブンガー（2021年6月）
- ウルトラマンジード ギャラクシーライジング（2021年7月）
- ウルトラマンゼット ガンマフューチャー（1次受注:2021年9月・2次受注:2021年10月）
- ウルトラマン 55th Anniversary Ver.（2021年11月）
- ウルティメイトシャイニングウルトラマンゼロ（2021年12月）
- ウルトラマンゼット デルタライズクロー（1次受注:2022年1月・2次受注:2022年2月）
- ウルトラマンタイガ トライストリウムレインボー（2022年2月）
- 対怪獣特殊空挺機甲3号機 キングジョーストレイジカスタム（2022年3月）
- ウルトラマンゼット ベータスマッシュ（1次受注:2022年4月・2次受注:2022年5月）
- キリエロイド（2022年5月）
- トリガーダーク（2022年6月）
- ウルトラマントリガー スカイタイプ（2022年7月）
- カルミラ（2022年8月）
- ULTRAMAN SUIT TARO -the Animation-（2022年9月）
- ウルトラウーマングリージョ（2022年9月）
- 対怪獣特殊空挺機甲1号機改 宇宙セブンガー（2022年12月）
- グリッタートリガーエタニティ（2023年1月）
- テクターギア・ゼロ（2023年2月）
- 対怪獣特殊空挺機甲2号機 ウインダム（2023年3月）
- パンドン 史上最大の侵略セット 55th Anniversary Ver.（2023年3月）
- ウルトラセブン 55th Anniversary Ver.（2023年3月）
- にせウルトラマン（シン・ウルトラマン）（2023年4月）
- ウルトラマンレグロス（2023年5月）
- ウルトラマン -降着時Ver.-（シン・ウルトラマン）（2023年5月）
- メフィラス（シン・ウルトラマン）（2023年6月）
- テラフェイザー（2023年6月）
- ウルトラマンデッカー ミラクルタイプ（2023年8月）
- ULTRAMAN SUIT JACK -the Animation-（2023年9月）
- ゼットン（シン・ウルトラマン）（2023年9月）
- ウルトラマンゼット デスシウムライズクロー（2023年10月）
- ULTRAMAN SUIT ACE -the Animation-（2023年10月）
- ウルトラマント（2023年11月）
- アブソリュートディアボロ（2023年11月）
- ウルトラマントレギア - S.H.Figuarts 15th anniversary Ver.-（2023年11月）
- メトロン星人 狙われた街Ver.（2023年12月）
- ウルトラマンデッカー ダイナミックタイプ（2024年1月）
- バルタン聖人 侵略者を撃てVer.（2024年1月）
- ウルトラマンゼロ Clear Color Ver.（2024年1月） - 抽選販売
- ウルトラマンタイタス Special Clear Color Ver.（2024年1月） - 抽選販売
- ジャグラス ジャグラー (ヘビクラ ショウタVer.) （2024年2月）
- ダダ 人間標本5・6Ver.（2024年2月）
- ULTRAMAN SUIT ZOFFY -the Animation-（2024年2月）
- ウルトラマンデッカー ストロングタイプ（2024年3月）
- ウルトラマンエクシードX（2024年5月）
- ハンターナイトツルギ（2024年6月）
- ウルトラマントリガー パワータイプ（2024年7月）
- エースキラー 銀河に散った5つの星セット（2024年8月）
- ベータスパークアーマー&ハイブリッドアーマー オプションセット（2024年9月）
- イーヴィルティガ（2024年9月）
- 23式特殊戦術機甲獣 アースガロンMod.2／Mod.3／Mod.4オプションパーツセット（2024年10月）
- ブラックキング ウルトラの星光る時Ver.（2024年10月）
- ウルトラマンベリアル Clear Color Ver.（2024年10月） - 抽選販売
- ウルトラマンオーブ オーブトリニティ（2024年11月）
- ゴモラアーマー (ウルトラマン ニュージェネレーション スターズVer.)（2024年12月）
- キングオブモンス（2024年12月）
- ウルトラダッド (ULTRAMAN: RISING)（2025年1月）
- ウルトラマンゼロ ビヨンド (ウルトラマン ニュージェネレーション スターズVer.)（2025年2月）
- メカジャイガントロン (ULTRAMAN: RISING)（2025年3月）
- ヒッポリト星人（2025年5月）
- ギャラクシーアーマー（2025年6月）
- ギャラクトロン（2025年7月）
- 闇戦士ギルアーク（2025年8月）
- ウルトラの母（2025年9月）
- ウルトラゼロマント (ウルトラマン ニュージェネレーション スターズVer.)（2025年11月）
- ニュージェネレーションウルトラマンケープ（2025年12月）
- バードン（2026年2月）

### ミュータントタートルズ
- レオナルド（2016年8月）
- ドナテロ（2016年8月）
- ラファエロ（2016年10月）
- ミケランジェロ（2016年11月）

### ルパン三世
- 次元大介（2016年9月）
- 銭形警部（2016年10月）

### ブラックパンサー
- ブラック・パンサー（2016年11月）

### ばくおん!!
- 天野恩紗 (制服)&SEROW225W（2016年11月）
- 三ノ輪聖 (制服)（2017年1月）
- 三ノ輪聖 (制服)&スーパーカブ50(ばくおん!!ver.)（2017年1月）
- 川崎来夢（2017年6月）

### ポケットモンスター
- リザードン（2016年11月）
- サトシ&ロケット団 (Limited Edition)（2017年7月） - 前述のサトシとロケット団とのセットで、セット限定の追加パーツが付属。

### アイカツ!&アイカツスターズ
各商品にフィギュアーツサイズのアイカツカードが付属する。
- 藤堂ユリカ(冬制服Ver.)（2016年12月）
- 有栖川おとめ(冬制服Ver.)（2017年2月）
- 大空あかり(冬制服Ver.)DXセット（2017年4月）
- 神崎美月、北大路さくら、一ノ瀬かえで(冬制服Ver.)セット（2017年5月）
- 桜庭ローラ(冬制服Ver.)（2017年7月） - たい焼きと手つなぎの交換手首左右が付属。
- 霧矢あおい、紫吹蘭(ソレイユVer.)セット（2017年9月）
- 氷上スミレ、新条ひなき(冬制服Ver.)セット（2017年10月） - ボーナスパーツとして、大空あかりの交換用顔パーツが付属。
- 紅林珠璃(冬制服Ver.)（2018年3月）

### ゴーストバスターズ
- マシュマロマン（2017年1月）

### らんま1/2
- 天道あかね（2017年2月） - Pちゃんと木づちのハンマーが付属。
- 響良牙（2017年9月）

### スーサイド・スクワッド
- デッドショット（2017年5月）

### ドクター・ストレンジ
- ドクター・ストレンジ（2017年6月）

### WWE
- Undertaker（2017年7月）
- Kane（2017年7月）

### ガーディアンズ・オブ・ギャラクシー: リミックス
- スター・ロード(ガーディアンズ・オブ・ギャラクシー: リミックス)（2017年9月）
- ロケット&ベビー・グルート(ガーディアンズ・オブ・ギャラクシー: リミックス)（2017年9月）

### スパイダーマン
- スパイダーマン(ホームカミング) ホームメイドスーツver.（2017年12月）
- スパイダーマン(ホームカミング) ホームメイドスーツver.&アイアンマン マーク47（2017年12月）
- スパイダーマン ステルス・スーツ(スパイダーマン:ファー・フロム・ホーム)（2020年1月）
- スパイダーマン アンチオック・スーツ(Marvel's Spaider-Man)（2020年3月）
- フレンドリー ネイバーフッド スパイダーマン (スパイダーマン :ノー・ウェイ・ホーム) (2023年5月)
- スパイダーマン インテグレーテッドスーツ -《FINAL BATTLE》EDITION (スパイダーマン :ノー・ウェイ・ホーム) (2023年5月)
- アメイジング スパイダーマン (スパイダーマン :ノー・ウェイ・ホーム) (2023年6月)
- グリーン・ゴブリン (スパイダーマン :ノー・ウェイ・ホーム) (2023年10月)
- スパイダーマン 2099 (スパイダーマン :アクロス・ザ・スパイダーバース) (2023年11月)
- スパイダーマン ニューレッド&ブルースーツ (スパイダーマン :ノー・ウェイ・ホーム) (2024年1月)
- スパイダーマン・インディア (スパイダーマン:アクロス・ザ・スパイダーバース)（2024年12月）
- ピーター・B・パーカー&メイデイ・パーカー（スパイダーマン:アクロス・ザ・スパイダーバース)（2025年4月）
- スパイダーマン・ノワール&スパイダー・ハム (スパイダーマン:アクロス・ザ・スパイダーバース)（2025年6月）
- マイルス・G・モラレス (スパイダーマン:アクロス・ザ・スパイダーバース)（2025年8月）
- スカーレットスパイダー (スパイダーマン:アクロス・ザ・スパイダーバース)（2025年12月）

### ストリートファイター
- レインボー・ミカ（2018年2月）
- ブランカ（2019年3月）
- バルログ（2019年7月）
- ベガ（2020年1月）
- サガット（2020年4月）

### Thor Ragnarok
- ハルク(Thor:Ragnarok)（2018年4月）
- ソー(Thor:Ragnarok)（2018年4月）
- ソー(Thor:Ragnarok)&THUNDER EFFECT SET（2018年4月）

### フラッシュ
- フラッシュ(JUSTICE LEAGUE)（2018年4月）

### アベンジャーズ/インフィニティ・ウォー
- ブラック・パンサー(アベンジャーズ/インフィニティ・ウォー)（2018年9月）
- バッキー(アベンジャーズ/インフィニティ・ウォー)（2018年11月）
- ロケット・ラクーン（アベンジャーズ／インフィニティ・ウォー）（2018年11月）
- 超合金×S.H.Figuarts ハルクバスター マーク2(アベンジャーズ/インフィニティ・ウォー)（2018年12月）
- ソー(アベンジャーズ/インフィニティ・ウォー)（2019年2月）
- ネビュラ（アベンジャーズ/インフィニティ・ウォー）（2019年9月）
- スカーレット・ウィッチ（アベンジャーズ/インフィニティ・ウォー）（2020年1月）
- ブラックパンサー -キング・オブ・ワカンダ-（アベンジャーズ／インフィニティ・ウォー）（2020年2月）
- ガモーラ（アベンジャーズ／インフィニティ・ウォー）（2021年3月）

### キングダム・ハーツ
- ソラ(ファイナルフォーム)（2018年9月）

### アントマン&ワスプ
- ワスプ(アントマン&ワスプ)（2019年1月）

### ダーリン・イン・ザ・フランキス
- イチゴ（2019年4月）

### アベンジャーズ/エンドゲーム
- ホークアイ(アベンジャーズ/エンドゲーム)（2019年10月）
- ハルク（アベンジャーズ／エンドゲーム）（2019年10月）
- ソー（アベンジャーズ／エンドゲーム）（2020年1月）
- ウォーマシン マーク6(アベンジャーズ/エンドゲーム)（2020年2月）
- キャプテン・マーベル(アベンジャーズ/エンドゲーム)（2020年6月）
- キャプテン・アメリカ ‐《CAP VS. CAP》 EDITION‐（アベンジャーズ／エンドゲーム）（2020年9月）
- アイアンマン マーク85 -《I AM IRON MAN》 EDITION- （アベンジャーズ／エンドゲーム）（2020年11月）
- スカーレット・ウィッチ（アベンジャーズ／エンドゲーム）（2020年11月）
- ソー -《FINAL BATTLE》 EDITION-（アベンジャーズ／エンドゲーム）（2020年12月）
- サノス -《FINAL BATTLE》 EDITION-（アベンジャーズ／エンドゲーム）（2020年12月）

### アベンジャーズ
- ロキ（アベンジャーズ）（2020年9月）
- アイアンマン マーク7 -《AVENGERS ASSEMBLE》 EDITION-（アベンジャーズ）（2020年11月）
- ブラック・ウィドウ（アベンジャーズ）（2021年10月）
- ホークアイ（アベンジャーズ）（2021年10月）

### ワンダーウーマン
- ワンダーウーマン ゴールドアーマー(WW84)（2021年5月）

### ファルコン&ウィンター・ソルジャー
- ファルコン（ファルコン＆ウィンター・ソルジャー）（2021年8月）
- バッキー・バーンズ（ファルコン＆ウィンター・ソルジャー）（2021年8月）
- キャプテン・アメリカ（ジョン・ウォーカー）（ファルコン＆ウィンターソルジャー）（2021年9月）

### ブラック・ウィドウ
- ブラック・ウィドウ（スノースーツ）（ブラック・ウィドウ）（2021年12月）

### ウマ娘 プリティーダービー
- ウマ娘 プリティーダービー オグリキャップ（2023年7月）
- ウマ娘 プリティーダービー タマモクロス（2023年8月）
- ウマ娘 プリティーダービー ミスターシービー（2024年8月）

### アイドルマスターシリーズ
- 菊地真[魂ウェブ商店オリジナルスリーブ付]（2023年10月）
- 舞浜歩[魂ウェブ商店オリジナルスリーブ付]（2023年11月）
- 芹沢あさひ[魂ウェブ商店オリジナルスリーブ付]（2023年12月）
- 牙崎漣[魂ウェブ商店オリジナルスリーブ付]（2024年1月）
- 水木聖來[魂ウェブ商店オリジナルスリーブ付]（2024年2月）

### 機動戦士ガンダム 水星の魔女
- ミオリネ・レンブラン（2023年10月）
- スレッタ・マーキュリー (一般制服Ver.)&オプションセット（2023年12月）
- グエル・ジェターク（2024年12月）

### ジョジョの奇妙な冒険
- 岸辺露伴 (映画『岸辺露伴 ルーヴルへ行く』)（2024年3月）
- 岸辺露伴 (映画『岸辺露伴は動かない 懺悔室』)（2026年2月）

### 機動戦士ガンダムSEEDシリーズ
- キラ・ヤマト (コンパスパイロットスーツVer.)（2024年7月）
- ラクス・クライン (コンパス陣羽織Ver.)（2024年8月）
- アスラン・ザラ (コンパスパイロットスーツVer.)（2024年12月）
- シン・アスカ (コンパスパイロットスーツVer.)（2025年1月）
- ラクス・クライン (パイロットスーツVer.) ライドオン再現セット（2025年9月）

### 原神
- 原神 パイモン（2024年9月）

### BLEACH
- 黒崎一護 -二刀斬月-（2024年10月）

### ONE PIECE
- ポートガス・D・エース -火拳-（2025年1月）
- シャンクス＆モンキー・D・ルフィ（少年期）（2025年3月）
- ジュエリー・ボニー -未来島エッグヘッド-（2025年9月）
- モンキー・D・ルフィ -ギア5 未来島エッグヘッド-（2025年10月）
- ボルサリーノ -未来島エッグヘッド-（2025年11月）
- ジュラキュール・ミホーク -鷹の目-（2025年12月）
- ワールドコレクタブルフィギュア×S.H.Figuarts モンキー・D・ルフィ -ギア5-（2026年1月） - ワールドコレクタブルフィギュアとのコラボ。

### ベルセルク
- 不死の (ノスフェラトゥ) ゾット（2025年4月）

### ビートルジュース
- ビートルジュース (ビートルジュース)（2025年5月）

### ロード・オブ・ザ・リング/ローハンの戦い
- ウルフ (ロード・オブ・ザ・リング/ローハンの戦い)（2025年7月）
- ヘラ (ロード・オブ・ザ・リング/ローハンの戦い)（2025年7月）

### 崩壊:スターレイル
- サム（1次：2025年9月、2次：2025年11月）

### 機動戦士Gundam GQuuuuuuX
- アマテ・ユズリハ (マチュ)（2025年11月）
- ニャアン（2025年12月）
- シュウジ・イトウ（2026年1月）

### 僕のヒーローアカデミア
- 荼毘（2025年11月）

### 新機動戦記ガンダムW
- ヒイロ・ユイ（2026年2月）

### その他通販サイト
- 仮面ライダークウガ ライジングアルティメット（レッドアイズver.）（2010年2月、東映ヒーローネット）
- キュアルージュ（2010年3月、TOEI ANIMATION オンラインショップ）
- キュアミント（2010年3月、TOEI ANIMATION オンラインショップ）
- 仮面ライダーW サイクロンサイクロン & ジョーカージョーカー（2010年9月、東映ヒーローネット）
- Rナスカ・ドーパント（2010年12月、東映ヒーローネット）
- 仮面ライダーアマゾン Amazon.co.jp EDITION（2011年9月、Amazon.co.jp限定） - パッケージが通常版と異なる。
- バーナビー・ブルックスJr. Amazon.co.jp EDITION（2011年10月、Amazon.co.jp限定） - パッケージ、台座が通常版と異なる。
- 仮面ライダーエターナル レッドフレア（2011年12月、東映ヒーローネット）
- ショッカーライダー（2012年9月、東映ヒーローネット） - 6色の交換用マフラーが付属。
- ゴーカイクリスマス（2012年12月、東映ヒーローネット）
- 再生アポロガイスト（2014年1月、東映ヒーローネット）
- 仮面ライダー武神鎧武 ブラッドオレンジアームズ（2014年11月、東映ヒーローネット）
- レッドハカイダー/ブルーハカイダー/シルバーハカイダー3体セット（2015年9月、東映ヒーローネット）
- 仮面ライダーギャレン（ブロークンヘッドVer.）（2016年1月、東映ヒーローネット）
- 仮面ライダーアマゾンオメガ 【Amazon限定】（2016年11月、Amazon.co.jp限定）
- 仮面ライダーアマゾンアルファ【Amazon限定】（2016年12月、Amazon.co.jp限定）
- ウルトラマンオーブ オリジン・ザ・ファースト【Amazon限定】（2017年8月、Amazon.co.jp限定）
- 仮面ライダーアマゾンネオ【Amazon限定】（2017年10月、Amazon.co.jp限定）
- 仮面ライダーアマゾンニューオメガ【Amazon限定】（2017年11月、Amazon.co.jp限定）
- 仮面ライダー (シン・仮面ライダー)【Amazon限定PKG】（2023年11月、Amazon.co.jp限定）
- ウマ娘 プリティーダービー トウカイテイオー Special Edition [2nd Anniversary スリーブ付]（2023年7月、セブンネットショッピング限定）
- 菊地真[アソビストアオリジナルクリップスタンド付]（2023年10月、アソビストア限定）
- 舞浜歩[アソビストアオリジナルクリップスタンド付]（2023年11月、アソビストア限定）
- 芹沢あさひ[アソビストアオリジナルクリップスタンド付]（2023年12月、アソビストア限定）
- 牙崎漣[アソビストアオリジナルクリップスタンド付]（2024年1月、アソビストア限定）
- 水木聖來[アソビストアオリジナルクリップスタンド付]（2024年2月、アソビストア限定）
- ウマ娘 プリティーダービー ライスシャワー Special Edition [3rd Anniversary スリーブ付]（2024年2月、セブンネットショッピング限定）

### 限定販売・キャンペーン景品
限定販売
- 仮面ライダーアギト ストームフォーム（2009年7月25日発売、ジャスコ系列店）
- 仮面ライダーアギト フレイムフォーム（2009年7月25日発売、ジャスコ系列店）
- 仮面ライダークウガ ライジングマイティ（2010年2月開催『TAMASHII Feature's - 魂フィーチャーズ VOL.1 -』、魂ウェブ商店2010年10月）
- 仮面ライダージョーカー（2010年8月開催『TAMASHII FESTIVAL2010 〜夏の新商品祭り〜』、魂ウェブ商店2011年2月）
- 仮面ライダーW サイクロンサイクロン&ジョーカージョーカー DXセット（2010年9月、「S.H.フィギュアーツ コレクションブック」誌上通販） - 「東映ヒーローネット」販売分に魂STAGE3点を追加。
- 仮面ライダークウガ ライジングドラゴン・ライジングペガサスセット（2010年10月開催『TAMASHII NATION 2010』、魂ウェブ商店2011年4月
- 仮面ライダーオーズ タマシーコンボ（2011年7月開催『TAMASHII FESTIVAL2011 〜超合金の夏、ロボットの夏〜』、魂ウェブ商店2012年2月）
- シンケンレッド（志葉薫）（2011年8月12日発売、イオン系列店）
- 仮面ライダー龍騎ブランク体（2011年11月開催『TAMASHII NATION 2011』、魂ウェブ商店2012年5月）
- バーナビー・ブルックスJr.（ダークネスバニーEDITION）（2011年11月開催『TAMASHII NATION 2011』、魂ウェブ商店2012年4月）
- 仮面ライダーオーズ タカジャバ（「S.H.フィギュアーツコレクションブック feat.仮面ライダー&スーパー戦隊」、ホビージャパン2011年11月〜2012年1月号誌上通販、2012年4月）
- 仮面ライダー電王 超クライマックスフォーム（2012年10月開催『TAMASHII NATION 2012』、魂ウェブ商店2013年3月）
- 仮面ライダーフォーゼ エフェクトセット TAMASHII NATION SPECIAL（2012年10月開催『TAMASHII NATION 2012』、魂ウェブ商店2013年3月）
- H -01（2012年10月開催『TAMASHII NATION 2012』、魂ウェブ商店2013年3月）
- 仮面ライダーファイズ GLOWING STAGE SET（2013年7月開催『TAMASHII Feature's - 魂フィーチャーズ VOL.6 -』、後抽選販売）
- アイアンマン マーク6 ブラックVer.（2013年11月開催『TAMASHII NATION 2013』、後抽選販売）
- 仮面ライダーバロン レモンエナジーアームズ（2014年10月開催『TAMASHII NATION 2014』、後抽選販売）
- セーラームーン〜オリジナルアニメカラー〜（2014年10月開催『TAMASHII NATION 2014』、後抽選販売）
- にせセーラームーン（2015年7月開催『COMIC-CON INTERNATIONAL SANDIEGO』、後抽選販売）
- 仮面ライダープロトドライブ（2015年10月開催『TAMASHII NATION 2015』、後抽選販売）
- シャドウトルーパー（2015年10月開催『TAMASHII NATION 2015』、後抽選販売）
- 仮面ライダーダークカブト（2016年10月開催『TAMASHII NATION 2016』、2017年3月魂ウェブ商店にて抽選販売） - 2009年1月に発売されたものとは別に完全新規品。
- クローン・トルーパー フェイズ1 キャプテン（2016年10月開催『TAMASHII NATION 2016』、2017年3月魂ウェブ商店にて抽選販売）
- デス・トルーパー スペシャリスト（2017年4月28日、『ローグ・ワン/スター・ウォーズ・ストーリー MovieNEXプレミアムBOX』同梱）
- アイアンマン マーク3 -MARVEL AGE OF HEROS EXHIBITION開催記念カラー-（2017年4月開催『MARVEL AGE OF HEROS EXHIBITION』）
- 孫悟空 界王拳Ver.（2017年4月開催『TAMASHII NATIONS 10th Anniversary WORLD TOUR』ニューヨーク会場より順次限定販売、2017年9月魂ウェブ商店にて抽選販売）
- ボディくん WORLD TOUR Ver.（2017年4月開催『TAMASHII NATIONS 10th Anniversary WORLD TOUR』ニューヨーク会場より順次限定販売、2017年9月魂ウェブ商店にて抽選販売）
- ボディちゃん WORLD TOUR Ver.（2017年4月開催『TAMASHII NATIONS 10th Anniversary WORLD TOUR』ニューヨーク会場より順次限定販売、2017年9月魂ウェブ商店にて抽選販売）
- 両津勘吉 JUMP 50th ANNIVERSARY EDITION 〜I〜（2017年7月18日開催『創刊50周年記念 週刊少年ジャンプ展 Vol.1』イベント会場内にて販売、2017年11月魂ウェブ商店にて先着販売）
- キン肉マン(王位争奪編Ver.) ORIGINAL COLOR EDITION（2017年7月18日開催『創刊50周年記念 週刊少年ジャンプ展 Vol.1』イベント会場内にて販売、2017年11月魂ウェブ商店にて先着販売）
- 仮面ライダージョーカー（2017年12月開催『TAMASHII NATION 2017』、魂ウェブ商店2018年5月[1次受注]、2018年7月[2次受注]） - 2010年8月に限定販売されたものとは別に完全新規品。
- 仮面ライダーゲンム アクションゲーマー レベル2（2017年12月1日開催『TAMASHII NATION 2017』、2018年4月魂ウェブ商店にて抽選販売） - 事前購入・会場受け取りのみスポーツゲーマが付属。
- 両津勘吉 JUMP 50th ANNIVERSARY EDITION 〜II〜（2018年3月19日開催『創刊50周年記念 週刊少年ジャンプ展 Vol.2』イベント会場内にて販売、2018年7月魂ウェブ商店にて先着販売）
- BB-8 Special Ver.（2018年4月25日、『スター・ウォーズ/最後のジェダイ MovieNEXプレミアムBOX』同根）
- アイアンマン マーク3-ブルーステルス-（2018年5月25日開催『TAMASHII COMIC-CON』イベント会場内にて販売、2018年6月魂ウェブ商店にて先着販売）
- C3-PO(THE FORCE AWAKENS)（2018年5月25日開催『TAMASHII COMIC-CON』イベント会場内にて販売、2018年6月魂ウェブ商店にて先着販売）
- 両津勘吉 JUMP 50th ANNIVERSARY EDITION 〜III〜（2018年7月17日開催『創刊50周年記念 週刊少年ジャンプ展 Vol.3』イベント会場内にて販売、2018年10月魂ウェブ商店にて先着販売）
- ゲームセンターCX 有野課長 -有野課長の イカVer.-（2018年9月20日開催『東京ゲームショー2018』イベント会場内にて販売）
- ウルトラマンオーブダーク（2018年10月26日開催『TAMASHI NATION 2018』、2019年4月魂ウェブ商店にて抽選販売）
- 仮面ライダー1号(桜島Ver.)（2018年10月26日開催『TAMASHI NATION 2018』、2019年4月魂ウェブ商店にて抽選販売） - 2013年1月に発売されたものとは別に完全新規品。
- 仮面ライダービルド ラビットタンクハザードフォーム（2018年10月26日開催『TAMASHI NATION 2018』、魂ウェブ商店2019年4月[1次受注]、2019年6月[2次受注]） - ホークガトリングハザードフォームへの交換用頭部とホークガトリンガーとフィギュアーツサイズのタカフルボトルとガトリングフルボトルが付属。
- ストロングコロナゼロ&ルナミラクルゼロセット（2019年10月25日開催『TAMASHI NATION 2019』、2020年4月に魂ウェブ商店にて抽選販売）
- 仮面ライダーディエンド（2019年10月25日開催『TAMASHI NATION 2019』、魂ウェブ商店2020年5月） - 2009年8月に発売されたものとは別に完全新規品。ネオディエンドライバーが付属。
- 仮面ライダービルド トライアルフォーム(ラビットドラゴン)（2019年10月25日開催『TAMASHI NATION 2019』、2020年4月に魂ウェブ商店にて抽選販売） - パンドラボックスが付属。
- アイアンマンマーク3 -《Birth of Iron Man》 EDITION -（2020年7月4日開催『TAMASHII Features 2020』）
- 孫悟空-少年期-“大冒険の始まり”（2020年7月4日開催『TAMASHII Features 2020』）
- 仮面ライダーゼロワン シャイニングホッパー（2020年11月6日開催『TAMASHII NATION 2020』、2021年5月に魂ウェブ商店にて抽選販売）
- ウルトラマンゼロ10周年 Special Color Ver.（2020年11月6日開催『TAMASHII NATION 2020』、2021年4月に魂ウェブ商店にて抽選販売）
- スーパーサイヤ人孫悟空クローン -DRAGON BALL Games Battle Hour Exclusive Edition-（2021年10月、バンダイナムコアソビストアにて限定販売）
- 仮面ライダーゼロワン ヘルライジングホッパー（2021年11月19日開催『TAMASHII NATION 2021』、2022年4月に魂ウェブ商店にて抽選販売）
- ウルトラマンゼット アルファエッジ Special Color Ver.（2021年11月19日開催『TAMASHII NATION 2021』、2022年4月に魂ウェブ商店にて抽選販売）
- ウルトラマンフーマ Special Color Ver.（2021年12月4日開催『TOKUSATSU HEROES TOUR@上海』、2021年12月に魂ウェブ商店にて抽選販売）
- 人道人間21号 (白衣) （2022年8月、バンダイナムコアソビストアにて限定販売、同月魂ウェブ商店にて抽選販売）
- うちはマダラ EVENT EXCLUSIVE  (2022年7月)『SDCC 2022』
- スパイダーマン [アップグレードスーツ] (スパイダーマン:ノー・ウェイ・ホーム) [BEST SELECTION]（2023年6月16日、魂ストアにて限定販売）
- 仮面ライダーゼロワン ライジングホッパー [BEST SELECTION]（2022年6月23日、魂ストアにて限定販売）
- ウルトラマンゼット オリジナル [BEST SELECTION]（2022年6月23日、魂ストアにて限定販売）
- メフィラス星人 55th Anniversary Ver.（2022年6月23日開催『S.H.Figuarts Party!』、2023年1月に魂ウェブ商店にて抽選販売）
- 孫悟空 身勝手の極意“兆”（2022年6月23日開催『S.H.Figuarts Party!』、2023年1月に魂ウェブ商店にて抽選販売）
- イーヴィルトリガー（2022年11月18日開催『TAMASHII NATION 2022』、2023年6月に魂ウェブ商店にて抽選販売）
- 仮面ライダージャックリバイス（2022年11月18日開催『TAMASHII NATION 2022』、2023年5月に魂ウェブ商店にて抽選販売）
- ゼンカイザーブラック（2022年11月18日開催『TAMASHII NATION 2022』、2023年5月に魂ウェブ商店にて抽選販売）
- スーパーサイヤ人孫悟空 -Exclusive Edition-（2023年4月28日開催『TAMASHII NATIONS WORLD TOUR -TAMASHII NATIONS 15th ANNIVERSARY』）
- トリガートゥルース（2023年6月23日、TAMASHII NATIONS TOKYOにて限定販売）
- 自来也 (EVENT EXCLUSIVE) (2023年7月21日)  『SDCC 2023』
- 孫悟空-無邪気な挑戦者-（2023年8月4日、魂ストアにて限定販売）
- うずまきナルト -Battle Scarred Edition- (2024年1月18日開催)  『魂ストア 限定商品』
- 仮面ライダーBLUCK SUN (初変身Ver.) （2023年11月17日開催『TAMSHII NATION 2023』、2024年1月に魂ウェブ商店にて抽選販売）
- スーパーサイヤ人ゴッドスーパーサイヤ人孫悟空 界王拳（2023年12月、Vジャンプ9月特大号応募者全員大サービス）
- パックマン【BEST SELECTION】（2024年1月26日、魂ストアにて限定販売）
- アーニャ・フォージャー -Another Color Ver.-（2024年7月12日、魂ストアにて限定販売）
- チェンソーマン【BEST SELECTION】（2024年7月12日、魂ストアにて限定販売）
- スパイダーマン (マイル・モラレス) (スパイダーマン:アクロス・ザ・スパイダーバース) -1610 ROOFTOP VER.-（2024年9月、魂ストアにて限定販売）
- スパイダーグウェン (スパイダーマン:アクロス・ザ・スパイダーバース) -1610 ROOFTOP VER.-（2024年9月、魂ストアにて限定販売）
- 仮面ライダーギーツ ブーストフォームマークIII（2024年11月15日開催『TAMASHII NATION 2024』にて抽選販売、2025年5月事後CLUB TAMASHII MEMBERS受注販売）
- ウルトラマンブレーザー ファードランアーマー（2024年11月15日開催『TAMASHII NATION 2024』にて抽選販売、2025年4月事後CLUB TAMAHII MEMBERS受注販売）
- バットマン（THE BATMAN－ザ・バットマン－） -世界最高の探偵-（2024年11月、魂ストアにて限定販売）
- オメガモン [BEST SELECTION] （2024年12月、魂ストアにて限定販売）
- 孫悟空&龍-40周年記念Edition-（2025年7月、Vジャンプ12月特大号応募者全員大サービス）
- ウルティメイトシャイニングウルトラマンゼロ (ウルトラマン ニュージェネレーション スターズVer.)（2025年9月、TAMASHII NATIONS LIVE ACTION FIGURE EXPOにて限定販売）
- 仮面ライダーXギーツ（2025年11月14日開催『TAMASHII NATION 2025』にて抽選販売）
- ウルトラマンゼロ ワイルドバースト（2025年11月14日開催『TAMASHII NATION 2025』にて抽選販売）

店頭キャンペーン
こちらは商品には同梱されず、店頭で受け渡される景品。
- S.H.Figuarts ファイナルアタックライドキャンペーン
- ファイナルアタックライドエフェクトパーツセット（2010年5月22日より）
- S.H.Figuarts特製魂STAGE（2010年6月26日より）
- S.H.Figuarts 3周年記念!スーパーヒーローキャンペーン

- キャンペーン景品A「仮面ライダーオーズ/OOO」アンク（2011年2月5日より、オーズ タトバコンボ初回特典）
- キャンペーン景品B「侍戦隊シンケンジャー」黒子（2011年2月11日より、シンケンレッド&ゴールド初回特典）

- ゴーカイ操縦ダリン（ゴーカイレッド購入特典）
- ゴーカイ操縦ダリン（ブルー専用）（ゴーカイブルー購入特典）
- ゴーカイ操縦ダリン（グリーン専用）（ゴーカイグリーン購入特典）
- S.H.Figuarts 5周年記念!平成RIDERonSTAGEキャンペーン

- 景品の魂STAGEは合計全14種類で3カ月間（2013年4月〜6月まで）毎月変わる。
- 仮面ライダーウィザード（絵柄が2種類ある）
- 仮面ライダーアギト
- 仮面ライダーカブト
- 仮面ライダー電王
- 仮面ライダーオーズ
- 仮面ライダー龍騎

- 仮面ライダーブレイド
- 仮面ライダーフォーゼ
- 仮面ライダービースト
- 仮面ライダークウガ
- 仮面ライダーファイズ
- 仮面ライダーディケイド
- 仮面ライダーW
- 花道"オンステージ"キャンペーン

- 漆黒のステージ（仮面ライダー鎧武 オレンジアームズ初回購入特典）
- 金屏風（仮面ライダーバロン バナナアームズ初回購入特典）

- みんなで1UPキャンペーン

- 1UPキノコ&1UPプレート（ヨッシー先着購入特典）

- ソレイユをあつめちゃおう☆キャンペーン

- アイカツ!カード第1弾の復刻版カードを毎月で（2016年5月〜7月まで）「オーロラキスコーデ」をGET!
- オーロラキスキャミソール（星宮いちご（冬制服Ver.）早期購入特典）
- オーロラキスドレープスカート（霧矢あおい（冬制服Ver.）早期購入特典）
- オーロラキスバレエシューズ&オーロラキスリボン（紫吹蘭（冬制服Ver.）早期購入特典）

- BBユニット毎月プレゼントキャンペーン

- BB-9E（キャプテン・ファズマ(THE LAST JEDI)、ファースト・オーダー ストームトルーパー(THE LAST JEDI)スペシャルセット2点同時購入特典）
- 2BB-2（ファースト・オーダー エクセキューショナー(THE LAST JEDI)、エリート・プレトリアン・ガード（ダブルブレード）2点同時購入特典）
- BB-8（カイロ・レン(THE LAST JEDI)、エリート・プレトリアン・ガード（ヘビーブレード）2点同時購入特典）
- BB-4（レイ(THE LAST JEDI)、エリート・プレトリアン・ガード（ウィップスタッフ）2点同時購入特典）

雑誌付録
- 仮面ライダーフォーゼ クローモジュール&コズミックステイツ魂ステージ（2012年9月、電撃ホビーマガジン2012年11月号）

懸賞
- ルフィ イエローベストVer.（2010年8月開催『S.H.Figuarts 海賊団キャンペーン』1,000名限定当選品）

## 派生シリーズ

### micro S.H.Figuarts
micro S.H.Figuarts（マイクロ・エス・エイチ・フィギュアーツ）全高約6.5cmの非可動フィギュア。2010年3月20日発売の『みんなのアドベント 仮面ライダー 平成ライダー編』に、「仮面ライダーディケイド」「仮面ライダーディケイド コンプリートフォーム」のいずれかが、S.H.Figuartsを模したパッケージと共に封入。

### Figuarts ZERO
Figuarts ZERO（フィギュアーツ ゼロ）
S.H.Figuartsと同スケールの非可動フィギュア。
ONE PIECE
- モンキー・D・ルフィ（2010年11月）
- シャンクス（2010年11月）
- マーシャル・D・ティーチ（2010年11月）
- エドワード・ニューゲート（2010年12月）
- ボア・ハンコック（2010年12月）
- モンキー・D・ルフィ（イエローベストVer.）（2011年2月開催『魂フィーチャーズ VOL.2』、後抽選販売）
- "赤犬" サカズキ（2011年2月）
- "黄猿" ボルサリーノ（2011年3月）
- "青雉" クザン（2011年3月）
- トニートニー・チョッパー（2011年4月）
- トラファルガー・ロー（2011年4月）
- マルコ（2011年5月）
- シャンクス(ストロングワールドVer.)（2011年5月）
- ポートガス・D・エース(ストロングワールドVer.)（2011年6月）
- ジュラキュール・ミホーク（2011年6月）
- トニートニー・チョッパー(嬉しくねェよコノヤローVer.)（2011年7月開催『魂フェスティバル2011』、後抽選販売）
- ジョズ（2011年7月）
- ベポ（2011年7月）
- バギー（2011年7月）
- ポートガス・D・エース（2011年8月）
- シルバーズ・レイリー（2011年8月）
- ユースタス・キッド（2011年8月）
- フランキー（新世界Ver.）（2011年9月）
- ロロノア・ゾロ（新世界Ver.）（2011年9月）
- モンキー・D・ルフィ（新世界Ver.）（2011年9月）
- ブルック（新世界Ver.）（2011年10月）
- ウソップ（新世界Ver.）（2011年10月）
- ナミ（新世界Ver.）（2011年10月）
- サンジ（新世界Ver.）（2011年10月）
- 戦桃丸（2011年11月）
- ニコ・ロビン（新世界Ver.）（2011年11月）
- トニートニー・チョッパー（新世界Ver.）（2011年11月）
- ボア・ハンコック（わらわは白も似合うのじゃVer.）（2011年11月開催『TAMASHII NATION 2011』、後抽選販売）
- ドンキホーテ・ドフラミンゴ（2011年12月）
- コビー&ヘルメッポ（2011年12月）
- ボア・ハンコック（見下しすぎて逆に見上げてるVer.）（2011年12月、東映アニメーションオンラインショップ&集英社ショッピングプラザMekke!）
- ジンベエ（新世界Ver.）（2012年1月）
- ボア・ハンコック&サロメ（2012年2月）
- クロコダイル（2012年2月）
- ケイミー（2012年3月）
- ペローナ（2012年4月）
- ゲッコー・モリア（2012年4月）
- バーソロミュー・くま（2012年5月）
- スモーカー（2012年5月）
- たしぎ（2012年5月）
- ロロノア・ゾロ（バトルVer.）（2012年6月）
- ジュラキュール・ミホーク（バトルVer.）（2012年6月）
- ポートガス・D・エース（バトルVer.）（2012年7月）
- アーロン（2012年7月）
- しらほし姫（2012年7月、2012年8月、魂ウェブ商店）
- ナミ（バトルVer.）（2012年8月）
- サディちゃん（2012年9月）
- ハンニャバル（2012年9月）
- サンジ（バトルVer.）（2012年10月）
- ヤソップ（2012年10月）
- マゼラン（2012年10月）
- トニートニー・チョッパー（有名人みたいじゃねーかよコンニャロVer.）（2012年10月開催『TAMASHII NATION 2012』、後抽選販売）
- シャンクス（頂上決戦Ver.）（2012年11月）
- ベン・ベックマン（2012年11月）
- トニートニー・チョッパー（買い物なんか楽しくねェよコノヤローVer.）（2012年11月 セブン-イレブン限定）
- モンキー・D・ルフィ-FILM Z 決戦服Ver.-（2012年12月）
- アイン（2012年12月）
- トニートニー・チョッパー-FILM Z Ver.-（2013年1月）
- ゼット（2013年1月）
- ジュエリー・ボニー（2013年2月）
- キラー（2013年2月）
- ロロノア・ゾロ（新世界編 スペシャルカラーエディション）（2013年3月開催『魂フィーチャーズ Vol.5』、後抽選販売）
- X・ドレーク（2013年3月）
- バジル・ホーキンス（2013年3月）
- そげキング（バトルVer.）（2013年4月） - そげキングの正体でもあるウソップの交換用頭部が付属。
- ボア・ハンコック（バトルVer.）（2013年4月）
- トラファルガー・ロー（王下七武海Ver.）（2013年5月）
- シーザー・クラウン（2013年5月）
- ONE PIECE FILM Z 決戦服Ver.セット（ルフィ・チョッパー・フランキー）（2013年5月、魂ウェブ商店） - モンキー・D・ルフィ-FILM Z 決戦服出陣Ver.-とトニー・トニー・チョッパー-FILM Z 決戦服Ver.-とフランキー-FILM Z 決戦服Ver.-の3体セットで、各単品もあり。
- モンキー・D・ルフィ（バトルVer.ゴムゴムの火拳銃）（2013年6月）
- ホーディ・ジョーンズ（2013年6月）
- ONE PIECE FILM Z 決戦服Ver.セット（ゾロ・ロビン・ブルック）（2013年6月、魂ウェブ商店） - ロロノア・ゾロ-FILM Z 決戦服Ver.-とニコ・ロビン-FILM Z 決戦服Ver.-とブルック-FILM Z 決戦服Ver.-の3体セットで、各単品もあり。
- トニートニー・チョッパー&Dr.ヒルルク（2013年7月）
- ONE PIECE FILM Z 決戦服Ver.セット（サンジ・ナミ・ウソップ）（2013年7月、魂ウェブ商店） - サンジ-FILM Z 決戦服Ver.-とナミ-FILM Z 決戦服Ver.-とウソップ-FILM Z 決戦服Ver.-の3体セットで、各単品もあり。
- アイン-将校服Ver.-（2013年7月、東映アニメーションオンラインショップ&集英社ショッピングプラザMekke!）
- トニートニー・チョッパー（わたあめ大好きVer.）（2013年7月開催、『J-WORLD TOKYO』）
- スモーカー（パンクハザードVer.）（2013年8月）
- たしぎ（パンクハザードVer.）（2013年8月）
- ロロノア・ゾロ（バトルVer.煉獄鬼斬り）（2013年9月）
- ONE PIECE FILM Z セット（青雉・ナミ）（2013年9月、魂ウェブ商店） - "青雉"クザン-FILM Z Ver.-とナミ-FILM Z 決戦服(8years old)Ver.-の2体セットで、各単品もあり。
- エネル（2013年10月）
- ペローナ-スリラーバーク編-（2013年10月）
- ボア・ハンコック&サロメ-わらわは黄金も似合うのじゃVer.-（2013年10月、魂ウェブ商店）
- "赤犬"サカズキ（バトルVer.）（2013年11月）
- "青雉"クザン（バトルVer.）（2013年11月）
- サンジ（バトルVer.悪魔風脚画竜点晴ショット-ディアブルジャンブ フランバージュショット-）（2013年12月）
- ポートガス・D・エース（バトルVer.十字火）（2014年1月、魂ウェブ商店）
- トラファルガー・ロー（バトルVer.）（2014年2月）
- モンキー・D・ルフィ（新世界編 スペシャルカラーエディション）（2014年4月、魂ウェブ商店）
- シャンクス（バトルVer.）（2014年5月）
- ベビー5（2014年6月）
- ポートガス・D・エース（スペシャルカラーエディション）（2014年6月、魂ウェブ商店）
- "藤虎"イッショウ（2014年8月、魂ウェブ商店）
- レベッカ（2014年9月）
- バルトロメオ（2014年9月、魂ウェブ商店）
- バイオレット（2014年10月）
- ポートガス・D・エース（バトルVer.十字火 スペシャルカラーエディション）（2014年10月開催『TAMASHII NATION 2014』、後抽選販売）
- 剣闘士ルーシー（2014年11月）
- ニコ・ロビン-ドレスローザ編-（2014年11月）
- シャンクス（頂上決戦Ver. スペシャルカラーエディション）（2014年11月、魂ウェブ商店）
- トラファルガー・ロー-ドレスローザ編-（2014年12月）
- ドンキホーテ・ドフラミンゴ-ドレスローザ編-（2014年12月、魂ウェブ商店）
- サボ-新世界Ver.-（2015年1月）
- ナミ-Ver.ミルキーボール-（2015年3月）
- トニートニー・チョッパー（おまえら元気か？コノヤローVer.）（2015年3月、魂ウェブ商店）
- トラファルガー・ロー（王下七武海Ver. スペシャルカラーエディション）（2015年5月、魂ウェブ商店）
- モンキー・D・ルフィ-5th Anniversary Edition-（2015年7月） - "ドン！"エフェクト一式が付属。
- コアラ（2015年7月、魂ウェブ商店） - フィギュアーツZERO「サボ-新世界Ver.-」の交換用パーツが付属。
- トニートニー・チョッパー-5th Anniversary Edition-（2015年8月） - "どんっ！"エフェクト一式が付属。
- ポートガス・D・エース-5th Anniversary Edition-（2015年9月） - "ドドン!!!"エフェクト一式が付属。
- サボ-5th Anniversary Edition-（2015年10月） - "ドドン!!"エフェクト一式が付属。
- ロロノア・ゾロ-5th Anniversary Edition-（2015年11月） - "ドンッ!!"エフェクト一式が付属。
- ルフィ&ロー-5th Anniversary Edition-（2015年12月）
- ルフィ・エース・サボ-義兄弟の約束-（2016年3月）
- モンキー・D・ルフィ-ゴムゴムの鷹鞭-（2016年6月）
- モンキー・D・ルフィ-ONE PIECE FILM GOLD Ver.-（2016年8月）
- トニートニー・チョッパー-ONE PIECE FILM GOLD Ver.-（2016年8月）
- ナミ-ONE PIECE FILM GOLD Ver.-（2016年9月）
- キャベンディッシュ（2016年9月、魂ウェブ商店）
- ロブ・ルッチ-ONE PIECE FILM GOLD Ver.-（2016年10月）
- バルトロメオ-麦わらの一味傘下Ver.-（2016年10月、魂ウェブ商店）
- ロロノア・ゾロ-極虎狩り-（2016年11月）
- セニョール・ピンク（2016年11月、魂ウェブ商店） - 4個の美女プレートが付属。
- ギルド・テゾーロ（2016年12月、魂ウェブ商店）
- サンジ-悪魔風脚一級挽き肉（ディアブルジャンブ プルミエール・アッシ）-（2017年1月）
- モンキー・D・ルフィ-ONE PIECE FILM GOLD Opening Ver.-（2017年1月、魂ウェブ商店）
- カリーナ（2017年1月、魂ウェブ商店）
- サボ-ONE PIECE FILM GOLD Ver.-（2017年4月、魂ウェブ商店）
- コアラ-ONE PIECE FILM GOLD Ver.-（2017年5月、魂ウェブ商店） - フィギュアーツZERO「サボ-ONE PIECE FILM GOLD Ver.-」の交換用パーツが付属。
- モンキー・D・ルフィ-Brother's Bond-(兄弟の絆)（2017年6月）
- ポートガス・D・エース-Brother's Bond-(兄弟の絆)（2017年6月）
- マルコ-不死鳥Ver.-（2017年8月）
- ボア・ハンコック-Love Hurricane Ver.-（2017年9月）
- ブルック-ONE PIECE 20周年 Ver.-（2017年10月） - 交換用サングラスの他に、「モンキー・D・ルフィ-ONE PIECE 20周年 Ver.-」と「ナミ-ONE PIECE 20周年 Ver.-」の交換用表情パーツが付属。
- ナミ-ONE PIECE 20周年 Ver.-（2017年10月）
- モンキー・D・ルフィ-ONE PIECE 20周年 Ver.-（2017年10月）
- フランキー-ONE PIECE 20周年 Ver.-（2017年11月） - 「ロロノア・ゾロ-ONE PIECE 20周年 Ver.-」と「トニートニー・チョッパー-ONE PIECE 20周年 Ver.-」の交換用表情パーツが付属。
- トニートニー・チョッパー-ONE PIECE 20周年 Ver.-（2017年11月）
- ロロノア・ゾロ-ONE PIECE 20周年 Ver.-（2017年11月）
- ウソップ-ONE PIECE 20周年 Ver.-（2017年12月）- 交換用ゴーグルパーツの他に、「サンジ-ONE PIECE 20周年 Ver.-」と「ニコ・ロビン-ONE PIECE 20周年 Ver.-」の交換用表情パーツが付属。
- ニコ・ロビン-ONE PIECE 20周年 Ver.-（2017年12月）
- サンジ-ONE PIECE 20周年 Ver.-（2017年12月）
- シャーロット・プリン（2018年2月）
- トラファルガー・ロー-ガンマナイフ-（2018年3月）
- レイジュ（2018年3月、魂ウェブ商店）
- サボ-火拳-（2018年4月）
- シャンクス-覇王色の覇気-（2018年6月）
- サンジ-ホールケーキアイランドVer.-（2018年7月、魂ウェブ商店）
- ナミ-ブラック・ボール-（2018年8月）
- コラソン（2018年9月、魂ウェブ商店）
- ニコ・ロビン-千紫万紅花畑(ミル・フルール カンポ・デ・フローレンス)-（2018年10月）
- モンキー・D・ルフィ ギア4-獅子・バズーカ-（2018年11月）
- トニートニー・チョッパー-ホールケーキアイランドVer.-（2018年12月）
- シャーロット・カタクリ-モチ突-（2018年12月）
- ロロノア・ゾロ-厄港鳥-（2019年3月）
- モンキー・D・ルフィ ギア4-スネイクマン・王蛇-（2019年5月）
- 麦わらのルフィ（2019年7月）
- 海賊狩りのゾロ（2019年8月）
- 狙撃の王様そげキング ウソップ（2019年8月） - 麦わらのルフィと泥棒猫ナミの交換用表情パーツが付属。
- 泥棒猫ナミ（2019年8月）
- わたあめ大好きチョッパー（2019年8月）
- 黒足のサンジ（2019年9月）
- わたあめ大好きチョッパー ホーンポイントVer.（2019年9月） - わたあめ大好きチョッパーの交換用表情パーツが付属。
- 海侠のジンベエ（2019年9月）
- 悪魔の子ニコ・ロビン（2019年10月）
- 鉄人フランキー（2019年10月） - わたあめ大好きチョッパー ホーンポイントVer.の交換用表情パーツと、悪魔の子ニコ・ロビンの交換用頭部パーツと交換用左右腕部パーツが付属。
- 鼻歌のブルック（2019年10月） - 海賊狩りのゾロと黒足のサンジの交換用表情パーツが付属。
- ポートガス・D・エース-白ひげ海賊団2番隊隊長-（2019年11月）
- エドワード・ニューゲート-白ひげ海賊団船長-（2019年12月）
- "三大将"サカズキ-赤犬-（2020年2月）
- "三大将"クザン-青雉-（2020年3月）
- "三大将"ボルサリーノ-黄猿-（2020年4月）
- モンキー・D・ルフィ-頂上決戦-（2020年6月）
- サー・クロコダイル-頂上決戦-（2020年7月）
- 道化のバギー-頂上決戦-（2020年8月）
- ボア・ハンコック-頂上決戦-（2020年10月）
- トニー・トニー・チョッパー（Special Color Edition）（2020年10月、魂ストア・2020年12月、魂ネイションTOKYO）
- モンキー・D・ルフィ（ルフィ太郎）（2020年11月）
- ウソップ（ウソ八）（2020年12月）
- トニー・トニー・チョッパー（チョパえもん）（2020年12月）
- モンキー・D・ルフィ（バトルVer.ゴムゴムの火拳銃 スペシャルカラーエディション）（2020年12月、魂ウェブ商店）
- ロロノア・ゾロ（ゾロ十郎）（2021年1月）
- サンジ（サン五郎）（2021年1月）
- ブルック（ホネ吉）（2021年1月） - 無可動のお玉フィギュアが付属。
- ナミ（おナミ）（2021年2月）
- ニコ・ロビン（おロビ）（2021年2月）
- フランキー（フラの介）（2021年2月）
- 光月おでん（2021年6月）
- ゴール・D・ロジャー-神避-（2021年8月）
- 百獣のカイドウ（2021年10月）
- ヤマト-雷鳴八卦-（2022年2月）
- モンキー・D・ルフィ-WT100記念 尾田栄一郎描き下ろし 大海賊百景-（2022年2月）
- ロロノア・ゾロ-WT100記念 尾田栄一郎描き下ろし 大海賊百景-（2022年3月）
- ナミ-WT100記念 尾田栄一郎描き下ろし 大海賊百景-（2022年3月）
- シャーロット・リンリン-花魁おリン 鬼ヶ島怪物決戦-（2022年9月）
- モンキー・D・ルフィ-ギア4 三船長 鬼ヶ島怪物決戦-（2022年10月）
- トラファルガー・ロー-三船長 鬼ヶ島怪物決戦-（2022年11月）
- ユースタス・キッド-三船長 鬼ヶ島怪物決戦-（2022年12月）
- シャンクス＆ウタ-ONE PIECE FILM REDVer.-（2023年2月）
- モンキー・D・ルフィ-業火拳銃-（2023年9月）
- 百獣のカイドウ-双龍図-（2023年9月）
- 光月モモの助-双龍図-（2023年11月）
- ポートガス・D・エース-ONE PIECE バウンティラッシュ 5th Anniversary-（2024年7月、魂ウェブ商店）
- マーシャル・D・ティーチ-闇水-（2024年9月）
- エネル-6000万V“雷龍”-（2025年1月、魂ウェブ商店）
- サボ-火拳 王手飛車-（2025年2月）
- ナミ -雷霆-（2025年3月）
- モンキー・D・ルフィ -ゴムゴムの魔銃乱打-（2025年4月）
- コビー -実直拳骨-（2025年6月）
- ジュエリー・ボニー-臨死体験-（2025年12月）

仮面ライダーシリーズ
- テラー・ドーパント（2011年5月、石ノ森ストア）
- スミロドン・ドーパント（2011年6月、石ノ森ストア）
- タブー・ドーパント（2011年7月、石ノ森ストア）
- キャンサー・ゾディアーツ（2013年3月、石ノ森ストア）
- アリエス・ゾディアーツ（2013年7月、東映ヒーローネット）
- アクエリアス・ゾディアーツ（2013年9月、東映ヒーローネット）
- 北都三羽ガラスセット（2019年6月、魂ウェブ商店） - S.H.Figuarts「仮面ライダーグリス」のタグ持ちの交換用右手首が付属する。

BLEACH
- 黒崎一護 最後の月牙天衝Ver.（2011年12月）
- 藍染惣右介 崩玉融合Ver.（2011年12月）
- 松本乱菊（2012年5月）
- 日番谷冬獅郎-千年血戦篇-（2024年2月）
- 黒崎一護-千年血戦篇-（2024年2月）
- 阿散井恋次-千年血戦篇-（2024年6月）
- 朽木白哉-千年血戦篇-（2024年10月）
- 石田雨竜-千年血戦篇-（2025年5月）

NARUTO -ナルト-&BORUTO-ボルト- -NARUTO NEXT GENERATIONS-
- うずまきナルト（2011年11月）
- うちはサスケ（2011年11月）
- はたけカカシ（2012年3月）
- うずまきナルト 絆Relation（2017年8月、魂ウェブ商店）
- うちはサスケ 絆Relation（2017年9月、魂ウェブ商店）
- うちはイタチ ～須佐能乎～ 絆Relation（2018年1月、魂ウェブ商店）
- うちはサスケ ～須佐能乎～ 絆Relation（2018年2月、魂ウェブ商店）
- うずまきナルト ～九喇嘛～ 絆Relation（2018年11月）
- はたけカカシ ～須佐能乎～ 絆Relation（2018年12月）
- 波風ミナト ～九喇嘛～ 絆Relation（2019年2月）
- うちはマダラ ～威装・須佐能乎～ 絆Relation（2019年5月）
- 千手柱間 ～木龍～ 絆Relation（2019年5月）
- 自来也 絆Relation（2019年11月）
- 綱手 絆Relation（2019年12月）
- うずまきナルト-疾風伝- 絆Relation（2020年8月）
- うずまきナルト 絆Relation （Tokyo Limited）（2020年9月、魂ストア・2022年1月、魂ネイションTOKYO）
- うちはサスケ-疾風伝- 絆Relation（2020年9月）
- 我愛羅-疾風伝- 絆Relation（2020年10月）
- うずまきナルト -BORUTO- 絆Relation（2023年8月）
- うずまきボルト -BORUTO- 絆Relation（2023年9月）
- うちはサスケ -BORUTO- 絆Relation（2023年10月）
- はたけカカシ-かつての友との決着-（2025年1月）
- うずまきナルト -NARUTO 72 series-（2025年9月）

青の祓魔師
- 霧隠シュラ（2012年2月、魂ウェブ商店）

TIGER & BUNNY
- 鏑木・T・虎徹（2012年4月、魂ウェブ商店）
- バーナビー・ブルックスjr.（2012年6月、魂ウェブ商店）
- キース・グッドマン（2012年7月、魂ウェブ商店）
- イワン・カレリン（2012年8月、魂ウェブ商店）
- ホァン・パオリン（2012年10月、魂ウェブ商店）
- カリーナ・ライル（2012年12月、魂ウェブ商店）
- アントニオ・ロペス（2013年6月、魂ウェブ商店）
- ネイサン・シーモア（2013年7月、魂ウェブ商店）
- ワイルドタイガー -BATTLE STYLE-（2019年9月、魂ウェブ商店）
- バーナビー・ブルックスjr. -BATTLE STYLE-（2019年9月、魂ウェブ商店）

るろうに剣心 -明治剣客浪漫譚-
- 緋村剣心（2012年4月）
- 志々雄真実（2012年8月）

マクロスF
- シェリル・ノーム（シャイン・オブ・ヴァリキュリア）（2012年4月）
- ランカ・リー（ウィッシュ・オブ・ヴァルキュリア）（2012年5月）
- シェリル・ノーム（黒ウサギ） （2012年10月）
- シェリル・ノーム（シャイン・オブ・ヴァルキュリア）SHINING BLUE（2012年10月開催『TAMASHII NATION 2012』、後抽選販売）
- ランカ・リー（ウィッシュ・オブ・ヴァルキュリア）GLOWING RED（2013年4月、魂ウェブ商店）

ペルソナ4
- 鳴上悠（2012年5月、魂ウェブ商店）
- 天城雪子（2012年7月、魂ウェブ商店）
- 里中千枝（2012年8月、魂ウェブ商店）

閃乱カグラ-少女達の真影-
- 飛鳥（2012年6月、魂ウェブ商店）

ハートキャッチプリキュア!
- コッペ様（2012年7月、魂ウェブ商店） - S.H.フィギュアーツ「キュアブロッサム」「キュアマリン」「キュアサンシャイン」の「我々はすごいことをしてしまった」交換用顔パーツも付属。

アクエリオンEVOL
- ミコノ・スズシロ（2012年7月）
- ゼシカ・ウォン（2012年8月）

ペルソナ3
- 主人公(ペルソナ3)（2012年9月、魂ウェブ商店）

グラップラー刃牙
下記商品の内の4つ（範馬刃牙〜花山薫）は、初回生産分のみ蟷螂のパーツが1つずつ同根されて、それを4つ集めると蟷螂が完成する。
- 範馬刃牙（2012年9月）
- ビスケット・オリバ（2012年9月）
- 範馬勇次郎（2012年10月）
- 花山薫（2012年10月）
- 愚地独歩（2013年1月）

AKB0048
- 本宮凪沙（2012年11月） - 初回生産特典・AKB0048ARカードダス1枚付属。

スマイルプリキュア!
- キュアピース（2013年4月）
- 黄瀬やよい（2013年9月、魂ウェブ商店）
- プリンセスピース（2013年10月）

ドラゴンボールシリーズ
- スーパーサイヤ人孫悟空（2013年8月、魂ウェブ商店）
- スーパーサイヤ人トランクス（2013年12月、魂ウェブ商店）
- スーパーサイヤ人ベジータ（2014年4月、魂ウェブ商店）
- フリーザ-最終形態-（2014年7月、魂ウェブ商店）
- ピッコロ（2014年10月、魂ウェブ商店）
- 孫悟空-元気玉-（2014年12月、魂ウェブ商店）
- ベジータ-ギャリック砲-（2015年6月、魂ウェブ商店）
- 孫悟空-かめはめ波-（2015年8月、魂ウェブ商店）
- スーパーサイヤ人3ゴテンクス（2016年2月、魂ウェブ商店）
- スーパーサイヤ人3孫悟空（2016年5月、魂ウェブ商店）
- 魔人ブウ(純粋)（2016年9月、魂ウェブ商店）
- スーパーサイヤ人ベジット（2017年11月、魂ウェブ商店）
- スーパーサイヤ人ゴジータ（2017年12月、魂ウェブ商店）
- スーパーサイヤ人ブロリー-烈戦-（1次受注:2019年1月・2次受注:2019年4月、魂ウェブ商店）
- スーパーサイヤ人孫悟空-熱戦-（2019年2月、魂ウェブ商店）
- クウラ-最終形態-（2019年8月、魂ウェブ商店）
- スーパーサイヤ人孫悟空 (Tokyo Limited)（2020年7月、魂ストア・2020年12月、魂ネイションTOKYO）
- スーパーサイヤ人ゴジータ-復活のフュージョン-（2020年12月、魂ウェブ商店）
- スーパーサイヤ人3孫悟空-龍拳爆発-（2021年8月、魂ウェブ商店）
- スーパーサイヤ人孫悟空-クリリンのことかーっ!!!!!-（2022年6月、魂ウェブ商店）
- ドッカンバトル7周年×フィギュアーツZERO [超激戦] コラボ 超サイヤ人4ゴジータ -究極パワーのサイヤ人戦士-（2022年7月）
- スーパーサイヤ人トランクス-ふたりめのスーパーサイヤ人-（2022年10月）
- 孫悟飯ビースト-魔貫光殺砲-（2023年9月、魂ウェブ商店）
- ジャネンバ（2023年12月、魂ウェブ商店）
- 孫悟空&ブルマ（2025年5月、魂ウェブ商店）
- 孫悟空(ミニ)&界王神(ミニ)-ようこそ、大冒険へ!!-（2025年9月、魂ウェブ商店）

ロックマンXシリーズ
- シグマ（2013年9月、魂ウェブ商店&e-CAPCOM）

黒子のバスケ
- 黒子テツヤ（2013年11月）
- 火神大我（2013年11月）
- 黄瀬涼太（2013年11月）
- 青峰大輝（2014年1月）
- 緑間真太郎（2014年1月）
- 紫原敦（2014年3月）
- 赤司征十郎（2014年3月）

IS 〈インフィニット・ストラトス〉
- セシリア・オルコット（2014年2月）
- シャルロット・デュノア（2014年4月）

美少女戦士セーラームーン
サイズが1/8スケール相当で、原型製作はボークス造形村が担当している。
- セーラームーン（2014年3月）
- セーラーマーキュリー（2014年8月、魂ウェブ商店）
- セーラーヴィーナス（2014年10月、魂ウェブ商店）
- セーラーマーズ（2015年2月、魂ウェブ商店）
- セーラージュピター（2015年3月、魂ウェブ商店）

キングダム
- 信（2014年8月）
- 河了貂（2014年9月）
- 嬴政（2014年11月）
- 【ヤングジャンプコミックス『キングダム』第43巻フィギュア同梱版 予約限定販売】王騎（2016年7月）
- 信 -出陣-（2019年4月）
- 楊端和（2019年9月）
- 麃公（2020年4月）
- 王騎 -出陣-（2021年10月、魂ウェブ商店）
- 嬴政 -出陣-（2023年8月、魂ウェブ商店）
- 麃公 -出陣-（2024年1月、魂ウェブ商店）

恐竜戦隊ジュウレンジャー
- ドラゴンレンジャー（2014年11月、魂ウェブ商店）

テラフォーマーズ
- 膝丸燈（2015年3月）

宇宙戦艦ヤマト2199
- 森雪（2015年5月）

アナと雪の女王
- アナ（2015年7月）
- エルサ（2015年7月）
- Frozen Special Box（2015年7月、魂ウェブ商店） - アナとエルサとオラフのスペシャルセット。

美少女戦士セーラームーンCrystal
サイズが約1/10スケールになっている。
- セーラームーン -美少女戦士セーラームーンCrystal-（2015年9月）
- セーラーマーキュリー -美少女戦士セーラームーンCrystal-（2016年3月、魂ウェブ商店）
- セーラーマーズ -美少女戦士セーラームーンCrystal-（2016年6月、魂ウェブ商店）
- セーラージュピター -美少女戦士セーラームーンCrystal-（2016年12月、魂ウェブ商店）
- セーラーヴィーナス -美少女戦士セーラームーンCrystal-（2017年2月、魂ウェブ商店）
- セーラーウラヌス -美少女戦士セーラームーンCrystal-（2017年6月、魂ウェブ商店）
- セーラーネプチューン -美少女戦士セーラームーンCrystal-（2017年6月、魂ウェブ商店）
- セーラーサターン -美少女戦士セーラームーンCrystal-（2017年9月、魂ウェブ商店）
- セーラープルート -美少女戦士セーラームーンCrystal-（2018年1月、魂ウェブ商店）

ドラえもん
各商品（タイムマシンとのび太の部屋セットは除く）は首と両肩部は可動できるようになっている。
- ドラえもん（2016年1月）
- 野比のび太（2016年1月） - どこでもドアが付属。
- ドラミ（2016年3月）
- 源静香（2016年3月）
- 剛田武(ジャイアン)（2016年5月） - マイク持ちの交換用左腕が付属。
- 骨川スネ夫（2016年5月）
- ドラえもん-情景編-（2020年7月）
- 野比のび太-情景編-（2020年7月）
- タイムマシン（2020年7月） - ドラえもん-情景編-と野比のび太-情景編-との組み合わせが可能。
- のび太の部屋セット（2020年7月）

銀魂
- 坂田銀時（2016年1月） - 初回生産分のみ土方十四郎用交換用頭部（銀時魂Ver.）が付属。
- 土方十四郎（2016年2月） - 初回生産分のみ坂田銀時用交換用頭部（土方魂Ver.）が付属。

サイボーグ009VSデビルマン
- サイボーグ009VSデビルマン（2016年6月、魂ウェブ商店）

デジタルモンスター
- 八神太一&アグモン -デジモンアドベンチャーtri.ver（2016年7月、魂ウェブ商店）

アイドリッシュセブン
- 七瀬陸（2016年8月、魂ウェブ商店）
- 逢坂壮五（2016年9月、魂ウェブ商店）

マクロスΔ
- フレイア・ヴィオン（2016年9月）
- ミラージュ・ファリーナ・ジーナス（2017年1月）

牙狼-GARO-
- 星明（2016年10月、魂ウェブ商店）

ロックマンシリーズ
- ロックマン（2016年11月、魂ウェブ商店）

ハローキティ
- ハローキティ(あお)（2017年1月）
- ハローキティ(ゴールド)（2017年1月）

マイメロディ
- マイメロディ(あか)（2017年1月）
- マイメロディ(ぴんく)（2017年1月）

ぐでたま
- ぐでたま(おすわり)（2017年5月）
- ぐでたま(ごろごろ)（2017年5月）

らんま1/2
- 早乙女玄馬（2017年6月、魂ウェブ商店）

リトルツインスターズ
- リトルツインスターズ(Pastel ver.)（2017年6月）
- リトルツインスターズ(Retro ver.)（2017年6月）

リラックマ
- リラックマ（2017年8月）
- コリラックマ（2017年8月）

サマーレッスン
- サマーレッスン：宮本ひかり（2017年8月）

マジンガーZ対暗黒大将軍
- 暗黒大将軍 D.C.（2018年3月、魂ウェブ商店） - ボーナスパーツとして、超合金魂GX-70マジンガーZ D.C.用の交換用放熱板パーツが付属。

.hack
- .hack//Figuarts ハセヲ3rdフォーム WHITE（2018年4月、魂ウェブ商店）
- .hack//Figuarts ハセヲ3rdフォーム BLACK（2018年4月、魂ウェブ商店）

DOUBLE DECKER! ダグ&キリル
- ダグラス・ビリンガム（2019年4月、魂ウェブ商店）
- キリル・ヴルーベリ（2019年4月、魂ウェブ商店）

荒野のコトブキ飛行隊
- キリエ（2019年5月）
- エンマ（2019年5月）

Fate/Grand Order 絶対魔獣戦線バビロニア
- ギルガメッシュ（2020年5月）
- エレシュキガル（2020年9月）
- 花の魔術師マーリン（2021年1月）

鬼滅の刃
- 竈門炭治郎 -水の呼吸-（2020年6月）
- 我妻善逸 -雷の呼吸-（2020年7月）
- 竈門炭治郎 -ヒノカミ神楽-（2020年12月）
- 竈門禰豆子（2021年1月）
- 冨岡義勇 -水の呼吸-（2021年2月）
- 煉獄杏寿郎 炎の呼吸（2021年4月）
- 胡蝶しのぶ 蟲の呼吸（2021年5月）
- 嘴平伊之助 獣の呼吸（2021年9月）
- 竈門炭治郎 全集中（2021年10月）
- 竈門禰豆子 血鬼術（2021年11月）
- 【開催記念商品】竃門炭治郎 -水の呼吸- Special Color Edition（1次：2021年11月、2次：2022年5月、魂ウェブ商店）
- 猗窩座 上弦の参（2022年3月）
- 宇髄天元（2022年6月）
- 我妻善逸 霹靂一閃（2022年8月）
- 栗花落カナヲ（2022年12月）
- 堕姫・妓夫太郎（2023年1月）
- 竈門禰豆子 鬼化進行時（2023年2月）
- 甘露寺蜜璃（2023年9月）
- 時透無一郎（2023年10月）
- 不死川玄弥（2023年12月）
- 竈門炭治郎 煉獄鍔ver.（2025年8月）

Dr.STONE
- 石神千空（2021年7月）
- あさぎりゲン（2022年9月）

グランブルーファンタジー
- ゼタ（2021年9月、魂ウェブ商店）
- ベアトリクス（2021年9月、魂ウェブ商店）

呪術廻戦
- 虎杖悠仁（2022年3月）
- 宿儺（2022年5月）
- 五条悟（2022年7月）
- 伏黒恵（2022年10月）
- 釘崎野薔薇（2022年11月）

ウルトラシリーズ
- ウルトラマンティガ マルチタイプ（2022年6月）
- ウルトラマンゼット オリジナル（2023年5月）

サマータイムレンダ
- 小舟潮（2022年9月）

SPY×FAMILY
- アーニャ・フォージャー&ボンド・フォージャー -みっしょんこんぷりーと!-（2023年5月）

チェンソーマン
- チェンソーマン（2023年7月）

ダンダダン
- オカルン (変身)（2025年4月）
- モモ（2025年7月）

#### Figuarts ZERO Artist Special
朝隈俊男と尾田栄一郎のコラボ「Artist Special」で朝隈がアレンジしたONE PIECEの世界観を表現したアクションフィギュアシリーズ
ONE PIECE
- トラファルガー・ロー as ユキヒョウ【Amazon.co.jp限定】（2014年7月）
- モンキー・D・ルフィ as サル【Amazon.co.jp限定】（2014年7月）
- シャンクス as ライオン【Amazon.co.jp限定】（2014年10月）
- ドンキホーテ・ドフラミンゴ as フラミンゴ（2014年11月、魂ウェブ商店）

#### Figuarts ZERO EX
細部まで突き止めた造形と彩色で表現したスタチューモデルのアクションフィギュアシリーズ
ドラゴンボールZ&ドラゴンボールGT
- スーパーサイヤ人3 孫悟空（2015年5月 魂ウェブ商店）
- スーパーサイヤ人 トランクス（2015年12月 魂ウェブ商店）
- スーパーサイヤ人 ベジータ（2016年7月 魂ウェブ商店）
- スーパーサイヤ人4 孫悟空（2017年3月 魂ウェブ商店）
- 魔人ブウ（2017年5月、魂ウェブ商店）

#### Figuarts Zero chouette
心に残るワンシーンを表現したアクションフィギュアシリーズ
美少女戦士セーラームーンシリーズ
- プリンセス・セレニティ（2016年9月、魂ウェブ商店）
- ちびうさ&エリオス -夢のなかで-（2017年1月、魂ウェブ商店）
- PROPLICA × Figuarts Zero chouette タキシード・ミラージュメモリアルオーナメント（2017年5月、魂ウェブ商店） - PROPLICAとのダブルブランドアイテム。
- セーラームーン -Moon Crystal Powar Make UP-（2018年9月、魂ウェブ商店）
- セーラーウラヌス（2019年9月、魂ウェブ商店）
- セーラーネプチューン（2019年9月、魂ウェブ商店）
- スーパーセーラームーン-Bright Moon & Legendary Silver Crystal-（2022年3月、魂ウェブ商店）
- エターナルセーラームーン -Darkness calls to light, and light, summons darkness-（2023年11月、魂ウェブ商店）
- うさぎ&タキシード仮面 [Moonlight Glow Eddition]（2025年11月、Pretty Guardians限定販売）

うる星やつら
- ラム（2023年6月）

らんま1/2
- らんま（2025年10月）
- シャンプー（2025年11月）

#### Figuarts Zero Touche Métallique
各キャラクターの躍動を通常塗装とメッキ塗装で表現したスタチューモデルのアクションフィギュアシリーズ
聖闘士星矢
- サジタリアス星矢（2024年12月）
- ジェミニサガ（2025年12月）

UFOロボ グレンダイザー
- UFOロボ グレンダイザー（2025年1月）

鋼鉄ジーグ
- 鋼鉄ジーグ（2025年2月）

ベルセルク
- ガッツ (狂戦士の甲冑)（2026年1月）

### S.H.Figuarts (真骨彫製法)
表面的でなく骨格から造形を行い存在感と自然な可動性を表現したアクションフィギュアシリーズ。
仮面ライダーシリーズ
- 仮面ライダーカブト ライダーフォーム（2014年3月）
- 仮面ライダー響鬼（2014年8月）
- 仮面ライダークウガ マイティフォーム（2015年4月）
- 仮面ライダーアギト グランドフォーム（2015年8月）
- 仮面ライダーディケイド（2016年2月）
- 仮面ライダークウガ ライジングマイティ（2016年6月）
- 仮面ライダークウガ アルティメットフォーム（2016年7月[1次受注]・2016年8月[2次受注]、魂ウェブ商店）
- 仮面ライダーガタック ライダーフォーム（2016年9月[1次受注]・2016年10月[2次受注]、魂ウェブ商店）
- 仮面ライダーW サイクロンジョーカー（2016年10月）
- 仮面ライダーダークカブト（2016年10月、TAMASHI NATION 2016にて限定発売。2017年3月、魂ウェブ商店にて抽選販売）
- ン・ダグバ・ゼバ（2016年12月、魂ウェブ商店）
- 仮面ライダークウガ アメイジングマイティ（2017年3月[1次受注]・2017年4月[2次受注]、魂ウェブ商店）
- 仮面ライダーアクセル（2017年6月）
- 仮面ライダースカル（2017年8月）
- 仮面ライダーキックホッパー（2017年8月、魂ウェブ商店）
- 仮面ライダーパンチホッパー（2017年9月、魂ウェブ商店）
- 仮面ライダー新1号（2017年12月）
- 仮面ライダージョーカー（2017年12月、TAMASHI NATION 2017にて限定発売。2018年5月[1次受注]、2018年7月[2次受注]、魂ウェブ商店）
- 仮面ライダーエターナル（2018年1月、魂ウェブ商店）
- 仮面ライダーカブト ハイパーフォーム（2018年2月、魂ウェブ商店）
- 仮面ライダーW ファングジョーカー（2018年4月）
- 仮面ライダー新2号（2018年5月）
- 仮面ライダー威吹鬼（2018年8月、魂ウェブ商店）
- 仮面ライダーアマゾン（2018年9月）
- 仮面ライダーW ルナトリガー（2018年10月、魂ウェブ商店）
- 仮面ライダー1号(桜島Ver.)（2018年10月、TAMASHI NATION 2018にて限定発売。2019年4月、魂ウェブ商店にて抽選販売）
- 仮面ライダーウィザード フレイムスタイル（2018年11月）
- 仮面ライダーW ヒートメタル（2018年12月、魂ウェブ商店）
- 仮面ライダー轟鬼（2019年1月、魂ウェブ商店）
- 仮面ライダーキバ キバフォーム（2019年4月）
- 仮面ライダー斬鬼（2019年5月、魂ウェブ商店）
- 仮面ライダーオーズ タトバコンボ（2019年8月）
- 仮面ライダーディケイド(ネオディケイドライバーVer.)（2019年8月[1次受注]・2019年10月[2次受注]、魂ウェブ商店）
- 仮面ライダークウガ マイティフォーム『仮面ライダーディケイド』Ver.（2019年10月）
- 仮面ライダーディエンド（2019年10月、TAMASHI NATION 2019にて限定販売。2020年5月、魂ウェブ商店）
- 仮面ライダービースト（2019年11月、魂ウェブ商店）
- 仮面ライダービースト マントセット（2019年11月、魂ウェブ商店）
- アンク（2020年1月）
- 仮面ライダーオーズ ガタキリバコンボ（2020年2月、魂ウェブ商店）
- 仮面ライダー電王 ソードフォーム／ガンフォーム（2020年5月）
- 仮面ライダーオーズ ラトラーターコンボ（2020年6月、魂ウェブ商店）
- 仮面ライダー響鬼紅（2020年7月、魂ウェブ商店）
- 仮面ライダーオーズ タジャドルコンボ（2020年8月）
- 仮面ライダー電王 プラットフォーム（2020年9月、魂ウェブ商店）
- モモタロスイマジン（2020年10月）
- 仮面ライダーイクサ セーブモード／バーストモード（2020年11月、魂ウェブ商店）
- 仮面ライダーオーズ シャウタコンボ（2020年12月、魂ウェブ商店）
- 仮面ライダーオーズ タマシーコンボ（2020年11月、TAMASHII NATION 2020にて限定販売。2021年4月、魂ウェブ商店）
- 仮面ライダークウガ ドラゴンフォーム（2021年2月、魂ウェブ商店）
- 仮面ライダークウガ ペガサスフォーム（2021年2月、魂ウェブ商店）
- 仮面ライダーBLACK（2021年4月）
- 仮面ライダーディケイド コンプリートフォーム（2021年5月、魂ウェブ商店）
- 仮面ライダーW サイクロンジョーカー（2021年6月、魂ウェブ商店）
- 仮面ライダーゼロノス アルタイルフォーム（2021年7月、魂ウェブ商店）
- 仮面ライダーダークキバ（2021年8月）
- 仮面ライダークウガ グローイングフォーム（2021年9月、魂ウェブ商店）
- 仮面ライダー新1号 50th Anniversary Ver.（2021年10月）
- シャドームーン（2021年10月）
- 仮面ライダークウガ マイティフォーム 50th Anniversary Ver.（2021年11月）
- 仮面ライダーキバ エンペラーフォーム （2021年11月、魂ウェブ商店）
- 仮面ライダーオーズ スーパータトバコンボ （2021年11月、TAMASHII NATIONS 2021にて限定販売。2022年4月、魂ウェブ商店）
- 仮面ライダーオーズ サゴーゾコンボ （2021年12月、魂ウェブ商店）
- 仮面ライダークウガ ライジングアルティメット （2022年1月、魂ウェブ商店）
- 仮面ライダー電王 ロッドフォーム／アックスフォーム （2022年2月、魂ウェブ商店）
- 仮面ライダー電王 プラットフォーム(ケータロスVer.) （2022年2月、魂ウェブ商店）
- 仮面ライダーディケイド 50th Anniversary Ver. （2022年5月）
- 仮面ライダーオーズ ブラカワニコンボ （2022年5月、魂ウェブ商店）
- 仮面ライダー新2号 50th Anniversary Ver. （2022年6月、魂ストアリニューアルイベント『S.H.Figuarts Party!』限定販売。2023年1月、魂ウェブ商店）
- 仮面ライダーW サイクロンジョーカー 風都探偵アニメ化記念 （2022年8月）
- 仮面ライダークウガ タイタンフォーム （2022年8月、魂ウェブ商店）
- 仮面ライダーオーズ タジャドルコンボエタニティ （2022年9月[1次受注]・2022年11月[2次受注]、魂ウェブ商店）
- 仮面ライダー旧1号 （2022年11月、TAMASHII NATIONS 2022にて限定販売。2023年5月、魂ウェブ商店）
- 仮面ライダーV3 （2022年12月[1次受注]・2023年1月[2次受注]、魂ウェブ商店）
- 仮面ライダーウィザード フレイムスタイル 10th Anniversary Ver. （2023年1月）
- 仮面ライダーW サイクロンジョーカーエクストリーム （2023年2月、魂ウェブ商店）
- 仮面ライダーウィザード フレイムドラゴン／オールドラゴン （2023年3月、魂ウェブ商店）
- 「風都探偵」上巻 仮面ライダーW ルナトリガー (風都探偵アニメ化記念)付属版 （2023年4月、魂ウェブ商店） - Blu-rayBOX 初回特典ボーナスディスクと同時発売
- 「風都探偵」下巻 仮面ライダーW ヒートメタル (風都探偵アニメ化記念)付属版 （2023年4月、魂ウェブ商店） - Blu-rayBOX 初回特典ボーナスディスクと同時発売
- 仮面ライダーアギト トリニティフォーム （2023年4月、魂ウェブ商店）
- 仮面ライダーバース （2023年6月、魂ウェブ商店）
- ライダーマン （2023年6月、魂ウェブ商店）
- CLAWs・サソリ （2023年7月、魂ウェブ商店）
- 仮面ライダークウガ ライジングドラゴン （2023年7月、魂ウェブ商店）
- 仮面ライダーファイズ （2023年8月）
- 仮面ライダーオーズ タジャドルコンボ (最終回Ver.) （2023年11月、TAMASHII NATION 2023にて限定販売。2024年5月、魂ウェブ商店）
- 仮面ライダークウガ ライジングペガサス （2023年12月、魂ウェブ商店）
- 仮面ライダーカブト ライダーフォーム 真骨彫製法 10th Anniversary Ver.（2024年4月、魂ストアイベント『真骨彫製法10周年記念展　-手のひらの英雄たち-』限定販売）
- 仮面ライダー響鬼 真骨彫製法 10th Anniversary Ver.（2024年4月、魂ストアイベント『真骨彫製法10周年記念展　-手のひらの英雄たち-』限定販売）
- 仮面ライダークウガ ライジングタイタン（2024年5月、魂ウェブ商店）
- 仮面ライダーサガ（2024年6月、魂ウェブ商店）
- 仮面ライダーネクストファイズ（2024年7月、魂ウェブ商店）
- 仮面ライダーネクストカイザ（2024年8月、魂ウェブ商店）
- 仮面ライダー鎧武 オレンジアームズ（2024年8月）
- 仮面ライダーバロン バナナアームズ（2024年9月）
- 仮面ライダーX（2024年10月）
- 仮面ライダーファイズ アクセルフォーム（2024年11月、TAMASHII NATION 2024にて限定販売。2025年6月、事後CLUB TAMASHII MEMBERS受注販売）
- 仮面ライダーW ファングジョーカー (風都探偵アニメ化記念)（2024年12月）
- 仮面ライダー1号／本郷猛 (仮面ライダーTHE NEXT)（2024年12月、魂ウェブ商店）
- 仮面ライダークウガ アメイジングマイティ 真骨彫製法 10th Anniversary Ver.（2024年12月、魂ウェブ商店）
- 仮面ライダー鎧武 アームズチェンジセット (パインアームズ&イチゴアームズ)（2025年2月）
- 仮面ライダークウガ マイティフォーム -Store Limited Edition-（2025年3月、魂ストアにて限定販売）
- 仮面ライダー装甲響鬼（2025年4月、魂ウェブ商店）
- 仮面ライダーガタック ライダーフォーム 真骨彫製法 10th Anniversary Ver.（2025年5月、魂ウェブ商店）
- 超古代戦士クウガ（2025年6月、『超クウガ展』チケットセット販売）
- 劇場版『風都探偵仮面ライダースカルの肖像』仮面ライダーW サイクロンスカル付属版 スタンダードED（2025年7月、魂ウェブ商店）
- 劇場版『風都探偵仮面ライダースカルの肖像』仮面ライダーW サイクロンスカル付属版 スペシャルED（2025年7月、魂ウェブ商店）
- 仮面ライダー龍騎（2025年8月）
- 仮面ライダー1号 (桜島Ver.) 栄光の昭和ライダーエディション（2025年9月、TAMSHII NATIONS LIVEACTION FIGURE EXPOにて限定販売）
- 仮面ライダーストロンガー（2025年10月、魂ウェブ商店）
- 仮面ライダー新1号 栄光の昭和ライダーエディション (初回限定台座付属)（2025年11月）
- 仮面ライダーガタック ハイパーフォーム（2025年11月、魂ウェブ商店）
- 仮面ライダー鎧武 ジンバーレモンアームズ（2025年11月、TAMASHII NATION 2025にて限定販売）
- 仮面ライダー新2号 栄光の昭和ライダーエディション (初回限定台座付属)（2025年12月）
- 仮面ライダーサイガ（2026年1月[1次受注]、2026年2月[2次受注]、魂ウェブ商店）

牙狼-GARO-
- 黄金騎士 ガロ(冴島鋼牙)（2018年6月、魂ウェブ商店）
- 銀河騎士ゼロ（2018年11月、魂ウェブ商店）
- 黄金騎士 ガロ(冴島雷牙)（2019年10月）
- 暗黒騎士キバ（2020年4月）
- 黄金騎士ガロ (冴島鋼牙) GARO 20th Anniversary Ver.（2025年7月）

ウルトラシリーズ
- ウルトラマンティガ マルチタイプ（2021年7月）
- ウルトラマンティガ パワードタイプ（2022年5月）
- ウルトラマン（2022年7月）
- ウルトラマンダイナ フラッシュタイプ（2023年4月）
- グリッターティガ（2023年11月、TAMASHII NATION 2023にて限定販売。2024年4月、魂ウェブ商店）
- ウルトラマンガイア (V2) （2024年6月）
- ウルトラマンガイア (V2) エフェクトパーツセット（2024年6月）
- ウルトラマンティガ マルチタイプ -ウルトラの星 Edition-（2025年12月）

スーパー戦隊シリーズ
- ゴーカイレッド（2023年6月）
- キョウリュウレッド（2024年5月）
- アカレンジャー スーパー戦隊 50th Anniversary Ver. (初回限定台座付属)（2025年11月）

電光超人グリッドマン
- グリッドマン（2025年1月、魂ウェブ商店）

ウイングマン
- ウイングマン（1次：2025年8月、2次：2025年9月、魂ウェブ商店）

### D-Arts
S.H.Figuartsの技術を生かした、デジタルキャラクターのアクションフィギュアシリーズ。2014年4月1日より、S.H.Figuartsに統合された。
デジタルモンスターシリーズ
- ウォーグレイモン（2010年11月。2015年8月再発売）
- オメガモン（2011年2月。2014年4月再発売）
- ブラックウォーグレイモン（2011年5月、魂ウェブ商店）
- ベルゼブモン（2011年6月）
- デュークモン（2012年8月）
- メタルガルルモン（2013年6月、魂ウェブ商店）
- ウォーグレイモン -Original Designer's Edition-（2013年11月、魂ウェブ商店）

ロックマンX
- エックス（2011年4月）
- ゼロ（1st ver.）（2011年8月）
- エックス（フルアーマー）（2011年9月） - エックス&ゼロに装甲交換が可能。
- エックス（コミックVer.）（2011年11月開催『TAMASHII NATION 2011』、後抽選販売）
- ゼロ（TYPE 2）（2012年5月）
- VAVA（2012年6月、魂ウェブ商店）
- エックス（アルティメットアーマー）（2013年8月）
- ブラックゼロ（2013年12月、魂ウェブ商店）

メダロット
- メタビー（2011年7月）
- ロクショウ（2012年1月）

ペルソナ4
- イザナギ（2011年12月）
- コナハナサクヤ（2012年6月）
- マガツイザナギ（2012年8月、魂ウェブ商店）
- ジライヤ（2012年9月）
- 伊邪那岐大神（2012年11月）
- エリザベス（2013年11月）

ペルソナ3
- タナトス（2012年4月）

ワイルドアームズ セカンドイグニッション
- ナイトブレイザー（2011年9月）
- オーバーナイトブレイザー（2013年3月、魂ウェブ商店）

THE KING OF FIGHTERSシリーズ
- テリー・ボガード（2012年11月）

ロックマン
- ロックマン（2012年12月） - メットールとラッシュも付属。
- フォルテ（2013年6月、魂ウェブ商店&e-CAPCOM）- フィギュアーツゼロ仕様のゴスペルも付属。

ポケットモンスター
- ミュウツー（2013年3月） - 初回生産特典としてミュウが付属。
- リザードン（2013年4月）
- カメックス（2013年6月）
- フシギバナ（2013年8月）

ゴッドイーター
- アリサ・イニーチナ・アミエーラ（2013年3月）
- アリサ・イニーチナ・アミエーラ-神機銃形態(ガンフォーム)装備-（2013年10月、魂ウェブ商店）

デビルサマナーシリーズ
- 葛葉ライドウ（2013年6月）

BLAZBLUEシリーズ
- ノエル=ヴァーミリオン（2014年3月）

### S.H.MonsterArts
怪獣を中心としたシリーズ。発売開始時には、平成ゴジラシリーズの特技監督を務めた川北紘一によるプロモーションムービーが制作され、映画当時のGフォースの衣裳も用いられた。
ゴジラシリーズ
- ゴジラ（2011年11月19日） - 『ゴジラvsスペースゴジラ』。初回生産「熱線エフェクトパーツ一式」同梱。
- UX-02-93 メカゴジラ（2011年12月3日） - 『ゴジラvsメカゴジラ』。初回生産「メガ・バスターエフェクトパーツ一式」同梱。
- ゴジラ対応エフェクト&東宝特撮超兵器（2011年12月、魂ウェブ商店）

スーパーXII、93式自走高射メーサー砲、92式メーサービーム戦車、G-FORCE戦闘機、メーサー攻撃機ほか、エフェクトパーツ&台座セット。
- UX-01-92 ガルーダ&メカゴジラ対応エフェクト（2012年3月、魂ウェブ商店）
『ゴジラvsメカゴジラ』。メカゴジラに合体可能なガルーダと、メカゴジラ専用のエフェクトパーツのセット。
- スペースゴジラ（2012年3月24日） - 『ゴジラvsスペースゴジラ』
- MOGERA（2012年5月12日） - 『ゴジラvsスペースゴジラ』
- リトルゴジラ&結晶体セット（2012年6月、魂ウェブ商店） 『ゴジラvsスペースゴジラ』
- ファイヤーラドン（2012年7月14日） - 『ゴジラvsメカゴジラ』。右眼破損状態のメカゴジラ頭部とゴジラ専用のハイパーウラニウム熱線エフェクトパーツ一式付属
- キングギドラ（2012年9月29日） - 『ゴジラvsキングギドラ』
- ゴジラ(1995)（2012年11月30日） - 『ゴジラvsデストロイア』。初回生産「東宝特撮メカのメーサー車2種」同根。
- ゴジラジュニア（2012年12月、魂ウェブ商店） - 『ゴジラvsデストロイア』
- デストロイア(完全体)（2013年2月27日） - 『ゴジラvsデストロイア』
- デストロイアエボリューションセット(1995)（2013年6月、魂ウェブ商店） - 『ゴジラvsデストロイア』。飛翔体、集合体、分裂体の3種セット。
- ゴジラ(1964)（2013年7月、魂ウェブ商店） - 『モスラ対ゴジラ』
- MFS-3 3式機龍（2013年9月14日） - 『ゴジラ×メカゴジラ』
- ビオランテ植獣（2013年11月、魂ウェブ商店） - 『ゴジラvsビオランテ』
- ゴジラ2000ミレニアム（2013年12月28日） - 『ゴジラ2000 ミレニアム』
- バトラ(成虫)（2014年1月、魂ウェブ商店） - 『ゴジラvsモスラ』
- ガイガン(2004)（2014年4月19日） - 『ゴジラ FINAL WARS』
- モスラ(成虫)（2014年4月、魂ウェブ商店） - 『ゴジラvsモスラ』
- モスラ(幼虫)&バトラ(幼虫)セット（2014年6月、魂ウェブ商店） - 『ゴジラvsモスラ』
- ゴジラ（2014年7月19日） - 『vsシリーズ』。
- ゴジラ対応エフェクト2（2014年9月、魂ウェブ商店） - 『ゴジラシリーズ』。
- 東宝特撮超兵器2（2014年9月、魂ウェブ商店） - 『ゴジラvsデストロイア』他。
- ゴジラ(2014)（2014年9月13日） - 『GODZILLA ゴジラ』。

2015年発売の『GODZILLA ゴジラ完全数量限定生産5枚組』の特典としてS.H.Monster Arts GODZILLA[2014] Poster Image Ver.が付属する。
- MFS-3 3式機龍〈改〉（2014年10月、魂ウェブ商店） - 『ゴジラ×モスラ×メカゴジラ 東京SOS』
- メカキングギドラ（2015年2月、魂ウェブ商店） -『ゴジラvsキングギドラ』。ドラット3体付属。
- ゴジラミレニアム Special Color（2015年5月、魂ウェブ商店） - 『ゴジラ2000 ミレニアム』
- ゴジラ(2014) Spit Fire Ver.（2015年7月、魂ウェブ商店） - 『GODZILLA ゴジラ』。
- ゴジラ(1964) 出現Ver.（2015年10月、魂ウェブ商店） - 『モスラ対ゴジラ』
- ゴジラ(2001)（2016年6月、魂ウェブ商店） - 『ゴジラ・モスラ・キングギドラ 大怪獣総攻撃』
- ゴジラ(1954)（2016年7月29日） - 『ゴジラ』
- ゴジラ(2016)（2016年11月26日） - 『シン・ゴジラ』
- ゴジラ(1995) Ultimate Burning Ver.（2016年12月、魂ウェブ商店） - 『ゴジラvsデストロイア』
- ゴジラ feat.EVA-01（2017年1月、魂ウェブ商店）
- デストロイア Special Color Ver.（2017年3月、魂ウェブ商店） - 『ゴジラvsデストロイア』
- スーパーメカゴジラ（2017年3月、魂ウェブ商店） - 『ゴジラvsメカゴジラ』
- ゴジラ(2016) 第2形態&第3形態セット（2017年5月、魂ウェブ商店） - 『シン・ゴジラ』
- ゴジラ(2016) 第4形態覚醒Ver.（2017年7月[1次受注]・2017年8月[2次受注]・2017年9月[3次受注]、魂ウェブ商店） - 『シン・ゴジラ』
- モスラ(成虫)&モスラ(幼虫) Special Color Ver.（2017年8月、魂ウェブ商店） - 『ゴジラvsモスラ』
- ゴジラ (生頼範義ポスターVer.)（2017年9月、魂ウェブ商店） - 『ゴジラvsメカゴジラ』
- バトラ(成虫)&バトラ(幼虫) Special Color Ver.（2017年10月、魂ウェブ商店） - 『ゴジラvsモスラ』
- ゴジラ(2016) 第2形態&第3形態セット ゴジラ・ストア限定カラーVer.（2017年10月、ゴジラ・ストア） - 『シン・ゴジラ』
- ゴジラ(2016) 第4形態 ゴジラ・ストア限定カラーVer.（2017年10月、ゴジラ・ストア） - 『シン・ゴジラ』
- ゴジラ(2016) 第4形態&第2形態&第3形態セット ゴジラ・ストア限定カラーVer.（2017年10月、ゴジラ・ストア） - 『シン・ゴジラ』
- ゴジラジュニア Special Color Ver.（2017年11月、魂ウェブ商店） - 『ゴジラvsデストロイア』
- ゴジラ(2017) -初回生産限定版-（2017年12月） - 『GODZILA -怪獣惑星-』
- メカゴジラ(1974)（2018年1月、魂ウェブ商店） - 『ゴジラ対メカゴジラ』
- スペースゴジラ&リトルゴジラ Special Color Ver.（2018年2月、魂ウェブ商店） - 『ゴジラvsスペースゴジラ』
- ゴジラ(2002)（2018年4月） - 『ゴジラ×メカゴジラ』
- ゴジラ(2016) 第4形態 凍結Ver.（2018年7月） - 『シン・ゴジラ』
- MSF-3 3式機龍 品川最終決戦Ver.（2018年8月、魂ウェブ商店） - 『ゴジラ×メカゴジラ』
- ゴジラ(1962)（2018年12月、魂ウェブ商店） - 『キングコング対ゴジラ』
- ゴジラ(2019)（2019年5月） - 『ゴジラ キング・オブ・モンスターズ』
- キングギドラ(2019)（2019年6月） - 『ゴジラ キング・オブ・モンスターズ』
- モスラ(2019)&ラドン(2019)（2019年11月、魂ウェブ商店） - 『ゴジラ キング・オブ・モンスターズ』
- ゴジラ(2019)Poster color ver.（2019年12月・BD『ゴジラ キング・オブ・モンスターズ』完全数量限定生産4枚組に同梱） - 『ゴジラ キング・オブ・モンスターズ』
- バーニング・ゴジラ（2019）（2020年6月、魂ウェブ商店） - 『ゴジラ キング・オブ・モンスターズ』
- ゴジラ（2001）放射熱線Ver.（2020年11月、魂ウェブ商店） - 『ゴジラ・モスラ・キングギドラ 大怪獣総攻撃』
- ビオランテ Special Color Ver.（2020年12月、魂ウェブ商店） - 『ゴジラvsビオランテ』
- GODZILLA FROM GODZILLA VS. KONG(2021)（2021年5月） - 『ゴジラvsコング』
- KONG FROM GODZILLA VS. KONG(2021)（2021年5月） - 『ゴジラvsコング』
- ゴジラ(1989)（2021年8月） - 『ゴジラvsビオランテ』
- ガイガン(2004)大決戦Ver.（2021年9月、魂ウェブ商店） - 『ゴジラ FINAL WARS』
- ゴジラウルティマ（2021年11月、魂ウェブ商店） - 『ゴジラ S.P ＜シンギュラポイント＞』
- MECHAGODZILLA FROM GODZILLA VS. KONG(2021)（2021年12月、魂ウェブ商店） - 『ゴジラvsコング』
- キングギドラ(2019) Special Color Ver.（2022年1月） - 『ゴジラ キング・オブ・モンスターズ』
- ゴジラ(2004)（2022年4月） - 『ゴジラ FINAL WARS』
- ジェットジャガー(2021)（2022年4月、魂ウェブ商店） - 『ゴジラ S.P ＜シンギュラポイント＞』
- ヘドラ 50周年特別記念セット（2022年6月、魂ウェブ商店） - 『ゴジラ対ヘドラ』
- ラドン(2021) -第2形態-（2022年7月、魂ウェブ商店） - 『ゴジラ S.P ＜シンギュラポイント＞』
- モンスターX（2022年9月、魂ウェブ商店） - 『ゴジラ FINAL WARS』
- メカキングギドラ 新宿決戦 Special Set（2023年2月、魂ウェブ商店） - 『ゴジラvsキングギドラ』
- ゴジラ(2016) 第4形態 夜間戦闘Ver.（2023年3月） - 『シン・ゴジラ』
- ガイガン(1972)（2023年7月、魂ウェブ商店） - 『地球攻撃命令 ゴジラ対ガイガン』
- ゴジラ(2019) -Night Color Edition-（2023年9月、魂ストア） - 『ゴジラ キング・オブ・モンスターズ』
- ゴジラ(1991) -新宿決戦-（2023年9月） - 『ゴジラvsキングギドラ』
- ゴジラ(2023) （2023年11月）- 『ゴジラ-1.0』
- メカゴジラ(1993)&ガルーダ&ファイヤーラドン 幕張決戦Ver.（2023年12月、魂ウェブ商店） - 『ゴジラvsメカゴジラ』
- ゴジラ(1972) （2024年2月） - 『地球攻撃命令 ゴジラ対ガイガン』
- スペースゴジラ 福岡決戦Ver.（2024年3月、魂ウェブ商店） - 『ゴジラvsスペースゴジラ』
- GODZIRA FROM GODZILA x KONG: THE NEW EMPIRE(2024) （2024年4月） - 『ゴジラxコング 新たなる帝国』
- KONG FROM GODZILA x KONG: THE NEW EMPIRE(2024) （2024年4月） - 『ゴジラxコング 新たなる帝国』
- ジェットジャガー(1973) （2024年6月） - 『ゴジラ対メガロ』
- M.O.G.E.R.A. Gフォース格納ドック出撃Ver.（2024年8月） - 『ゴジラvsスペースゴジラ』
- ゴジラ(2023) マイナスカラーVer.（2024年9月[1次受注]・2024年10月[2次受注]、魂ウェブ商店） - 『ゴジラ-1.0/C』
- GODZILA(2024) EVOLVED Ver. FROM GODZIRA x KONG: THE NEW EMPIRE（2024年10月） - 『ゴジラxコング 新たなる帝国』
- ゴジラ(1954) 70周年特別記念Ver.（2024年11月） - 『ゴジラ』
- ゴジラ(2016) 第4形態 オルソクロマチックVer.（2024年11月、魂ウェブ商店） - 『シン・ゴジラ』
- ゴジラ(2023) 放射熱線Ver.（2024年11月[抽選販売]、TAMASHII NATION2024限定発売、2025年5月事後CLUB TAMASHII MEMBERS受注販売） - 『ゴジラ-1.0』
- SKAR KING FROM GODZIRA x KONG: THE NEW EMPIRE（2024年12月、魂ウェブ商店） - 『ゴジラxコング 新たなる帝国』
- SHIMO FROM GODZILA ｘ KONG: THE NEW EMPIRE（2025年1月、魂ウェブ商店） - 『ゴジラxコング 新たなる帝国』
- SUKO & MOTHRA (2024) FROM GODZILA x KONG: THE NEW EMPIRE（2025年2月、魂ウェブ商店） - 『ゴジラxコング 新たなる帝国』
- アンギラス(1972) （2025年5月、魂ウェブ商店） - 『地球攻撃命令 ゴジラ対ガイガン』
- MECHAGODZILLA FROM GODZILLA VS. KONG (2021) -Final Battle Edition-（2025年6月、魂ウェブ商店） -  『ゴジラvsコング』
- ゴジラ(1995) 70周年特別記念Ver.（2025年7月） - 『ゴジラvsデストロイア』
- ゴジラ(2000) （2025年9月） - 『ゴジラ×メガギラス G消滅作戦』
- キングギドラ(1972) （2025年11月、魂ウェブ商店） - 『地球攻撃命令 ゴジラ対ガイガン』
- デストロイア (完全体) 東京臨海副都心決戦Ver.（2025年12月[1次受注]、2026年1月[2次受注]、魂ウェブ商店） - 『ゴジラvsデストロイア』
- ゴジラ(1989) 『ゴジラVSビオランテ』 -Movie Graphic Plus-（2026年1月） - 『ゴジラvsビオランテ』
- ゴジラ(2016) 第4形態覚醒Ver. 『シン・ゴジラ』 -Movie Graphic Plus-（2026年2月） - 『シン・ゴジラ』

ガメラシリーズ
- ガメラ(1996)（2015年1月31日） - 『ガメラ2 レギオン襲来』
- ガメラ(1999)（2018年10月） - 『ガメラ3 邪神覚醒』
- ガメラ(1995)（2019年8月、魂ウェブ商店） - 『ガメラ 大怪獣空中決戦』
- ガメラ(1999) 京都決戦Ver.（2023年6月、魂ウェブ商店） - 『ガメラ3 邪神覚醒』
- ガメラ(2023)（2023年8月） - 『GAMERA -Rebirth-』
- イリス（2023年8月、魂ウェブ商店） - 『ガメラ3 邪神覚醒』
- ガメラ(1996) 仙台決戦Ver.（2025年4月、魂ウェブ商店） - 『ガメラ2 レギオン襲来』
- レギオン（2025年8月、魂ウェブ商店） - 『ガメラ2 レギオン襲来』

キング・コング (2005年の映画)
- KING KONG The 8th Wonder of the World（2013年4月27日）

エイリアンVSプレデターシリーズ
- エイリアンウォーリア（2014年1月25日） - 『AVP2 エイリアンズVS.プレデター』
- プレデターウルフ（2014年2月28日） - 『AVP2 エイリアンズVS.プレデター』
- プレデターウルフ重装備ver.（2014年8月、魂ウェブ商店） - 『AVP2 エイリアンズVS.プレデター』

エイリアンシリーズ
- エイリアンビックチャップ（2014年5月） - 『エイリアン』

モンスターハンターシリーズ
- ナルガクルガ（2020年9月）
- リオレウス（2020年10月）
- ジンオウガ（2021年7月）
- タマミツネ（2023年2月）
- ティガレックス（2024年1月）
- リオレウス -20th Anniversary Edition-（2024年8月）
- ジンオウガ -20th Anniversary Edition-（2024年9月）
- 激昂したラージャン（2025年1月）

遊☆戯☆王シリーズ
- 青眼の白龍（2023年12月） - 『遊☆戯☆王デュエルモンスターズ』
- 真紅眼の黒竜（2024年6月） - 『遊☆戯☆王デュエルモンスターズ』
- E・HERO フレイム・ウィングマン（2024年10月） - 『遊☆戯☆王デュエルモンスターズGX』
- ブラック・マジシャン（2025年3月） - 『遊☆戯☆王デュエルモンスターズ』
- スターダスト・ドラゴン（2025年7月） - 『遊☆戯☆王5D's』

#### S.H.MonsterArts輝響曲
輝響曲（こうきょうきょく）は、S.H.MonsterArtsにサウンド、発光のギミックを加えたもの。
ゴジラシリーズ
- ゴジラ(1989)（2016年10月）

### chibi-arts
全高100mmのデフォルメフィギュア。パーツの差し替えなどでアクションの変化に対応できる。
仮面ライダーW
- 仮面ライダーW サイクロンジョーカー
- 左翔太郎（魂ウェブ商店）
- フィリップ（魂ウェブ商店）

フレッシュプリキュア!
- キュアピーチ
- イース

ハートキャッチプリキュア!
- キュアブロッサム
- キュアマリン
- 花咲つぼみ
- 来海えりか
- キュアムーンライト
- キュアサンシャイン（魂ウェブ商店）

ONE PIECE
- ボア・ハンコック
- モンキー・D・ルフィ
- ナミ
- ポートガス・D・エース
- ペローナ
- しらほし姫
- ボア・ハンコック（with サロメVer.）
- トニートニー・チョッパー

TIGER & BUNNY
- ブルーローズ
- ドラゴンキッド
- 鏑木・T・虎徹
- クリーム（魂ウェブ商店）
- バーナビー・ブルックスjr.

ももいろクローバーZ（魂ウェブ商店）
- 百田夏菜子（2012年7月）
- 高城れに（2012年8月）
- 玉井詩織（2012年8月）
- 有安杏果（2012年9月）
- 佐々木彩夏（2012年9月）

コードギアス 反逆のルルーシュ
- C.C.
- 紅月カレン

マギ
- シンドバット（魂ウェブ商店）

スマイルプリキュア!
- 黄瀬やよい（魂ウェブ商店）
- キュアピース（魂ウェブ商店）

### Figuarts mini
キャラクターの魅力を手のひらサイズのディフォルメにぎゅっと濃縮。
荒野のコトブキ飛行隊
- キリエ（2019年1月）
- ケイト（2019年1月）
- エンマ（2019年2月）
- チカ（2019年2月）
- レオナ（2019年3月）
- ザラ（2019年3月）
- キリエ＆隼一型(キリエ仕様)（2019年8月） - 上記のキリエとの組み合わせが出来る帽子脱ぎの髪の毛パーツが付属。

美少女戦士セーラームーン
- セーラームーン（2019年11月）
- セーラーマーキュリー（2019年11月）
- セーラーマーズ（2019年11月）
- セーラージュピター（2019年12月）
- セーラーヴィーナス（2019年12月）

Fate/Grand Order 絶対魔獣戦線バビロニア
- マシュ・キリエライト（2020年4月）
- ギルガメッシュ（2020年4月）
- イシュタル（2020年4月）

## 関連書籍
S.H.フィギュアーツ コレクションブック
発行：ホビージャパン 発行日：2010年3月31日 ISBN 978-4-7986-0025-3
S.H.フィギュアーツ コレクションブック feat.仮面ライダー&スーパー戦隊
発行：ホビージャパン 発行日：2011年8月31日 ISBN 978-4-7986-0278-3